# Ульяновская область в филателии

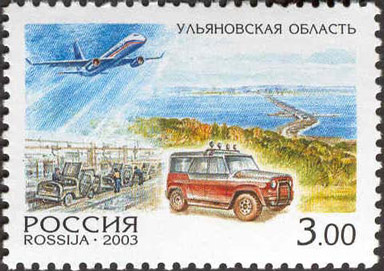
Почта России, 2003 г. № 0827. Ульяновская область.

Ульяновская область в филателии — совокупность почтовых марок, художественных маркированных конвертов и других филателистических  материалов, посвящённых Ульяновской области.

## Краткое описание
Ульяновская область (ранее — Симбирская губерния) и его история отражены на почтовых марках и других филателистических материалах дореволюционного времени, Советского Союза и современной России.
Почтой СССР и России выпущено немало почтовых марок, художественных маркированных и немаркированных почтовых конвертов и односторонних почтовых карточек с оригинальной маркой, тематика которых была связана с Ульяновской областью.

## Почтовые марки

### Российская империя

#### Земская почта
В 1867 году в Алатырском уезде Симбирской губернии была учреждена земская почта. Для местных почтовых нужд были выпущены земские почтовые марки номиналом в 1 и 2 копейки. Они имели прямоугольную рамку из знаков типографского набора и надпись «Алатырская земская почта». Однокопеечная марка сохранилась лишь в трёх экземплярах и является раритетом. В то же время распространено значительное число фальсификатов обеих марок.

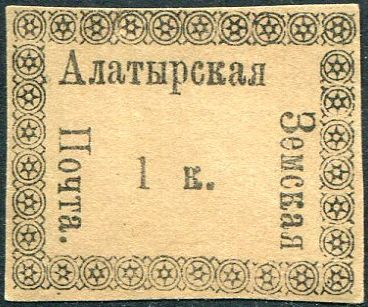
Марка Алатырская земская почта 1к.
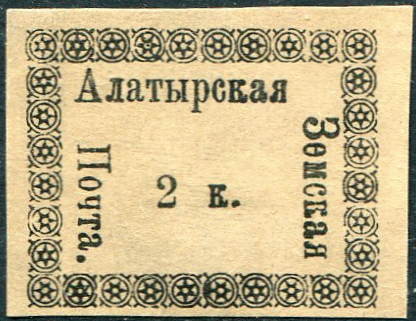
Земская марка Алатырского уезда, с 1780 по 1925 гг. уезд входил в состав Симбирской губернии.

#### Почтовые карточки
Дореволюционные открытки с видами уездов Симбирской губернии:

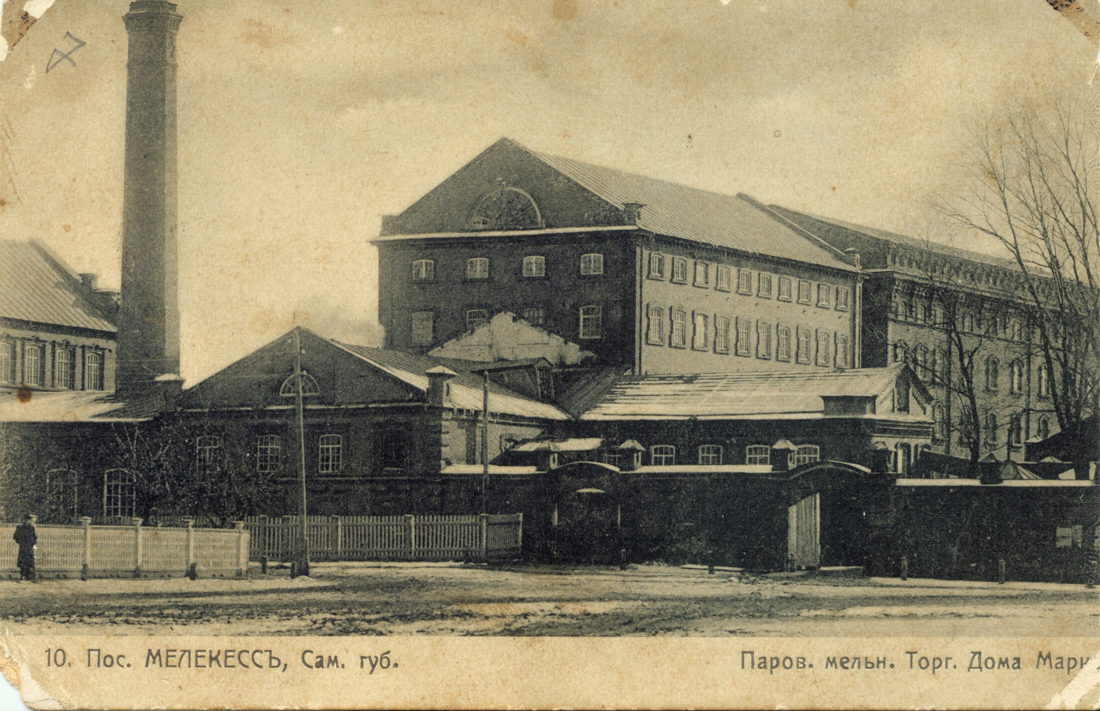
Паровая мельница "Торгового дома Г. Маркова с сыновьями", посад Мелекесс.
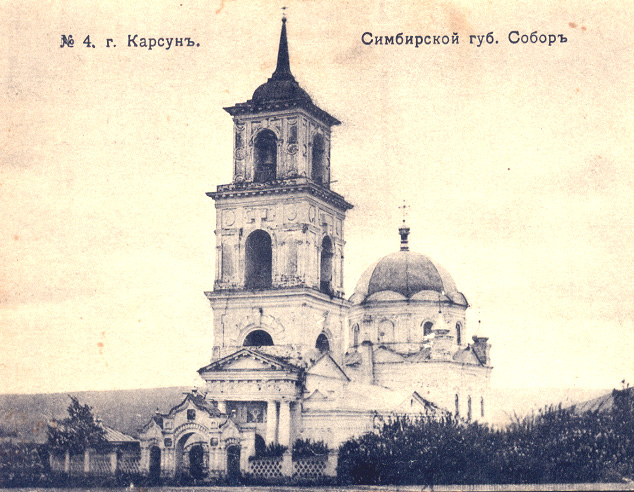
Крестовоздвиженский собор (Карсун).
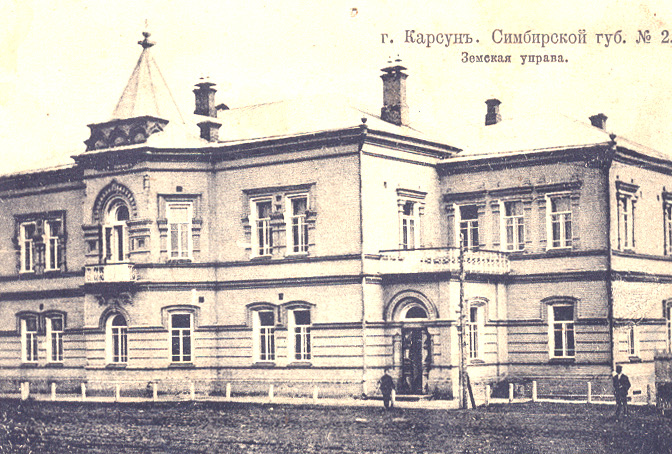
Карсунская земская управа.
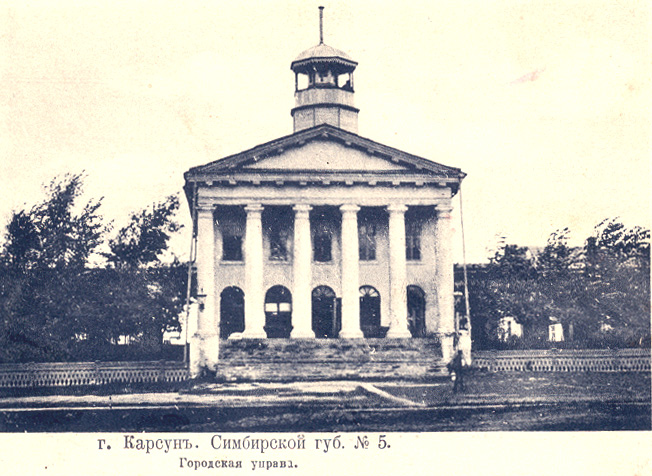
г. Карсун. Симбирской губ. № 5. Городская управа. Издательство И. К. Подгорнова.
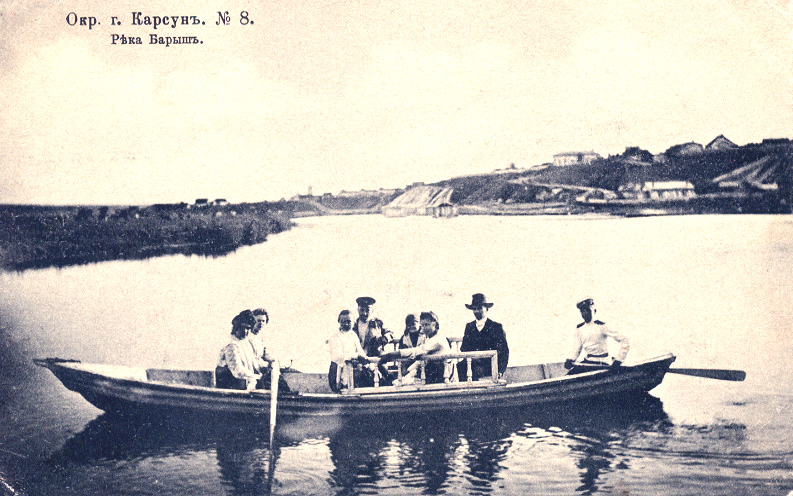
Открытка с видом реки Барыш.
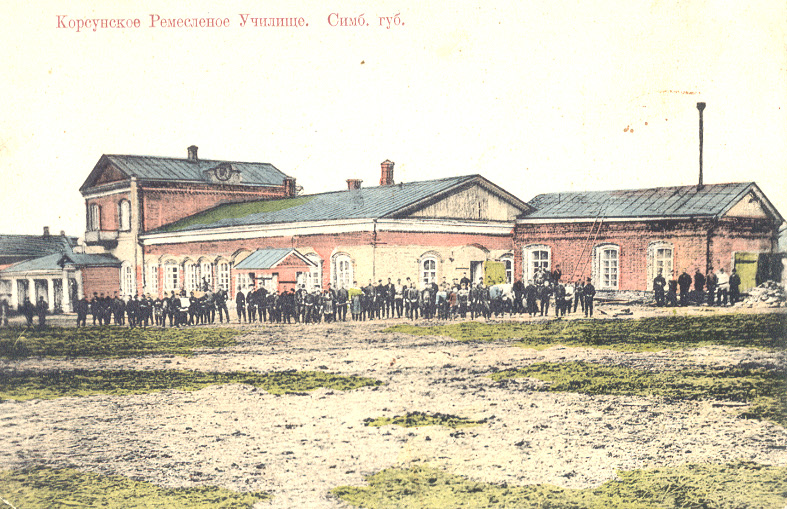
Открытка с изображением Карсунского ремесленного училища.
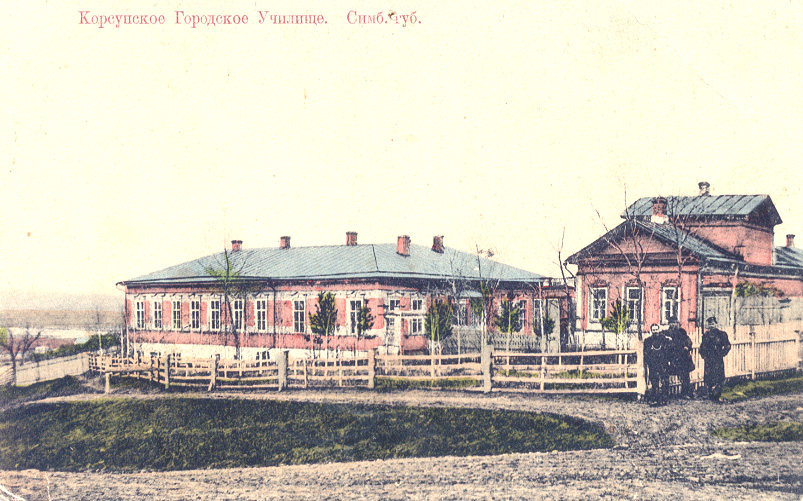
Открытка 19 века г. Карсун городское училище.
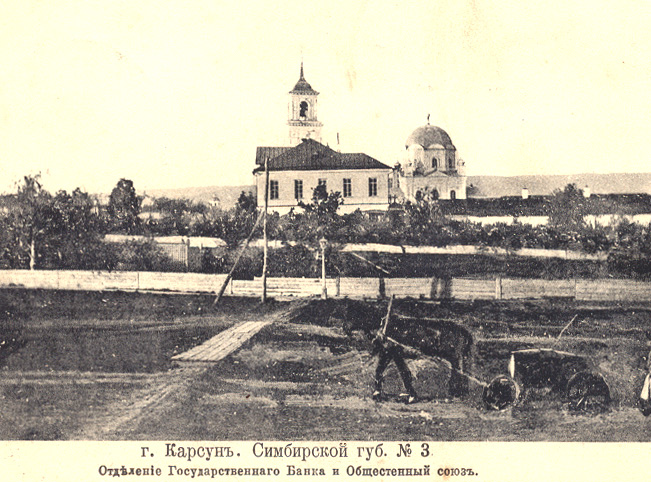
Открытка с видом Карсунского государственного банка.
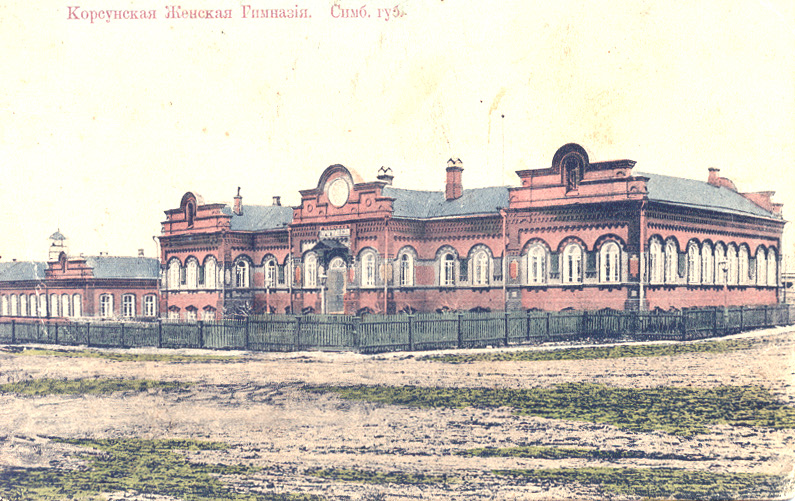
Открытка с видом Карсунской женской гимназии.
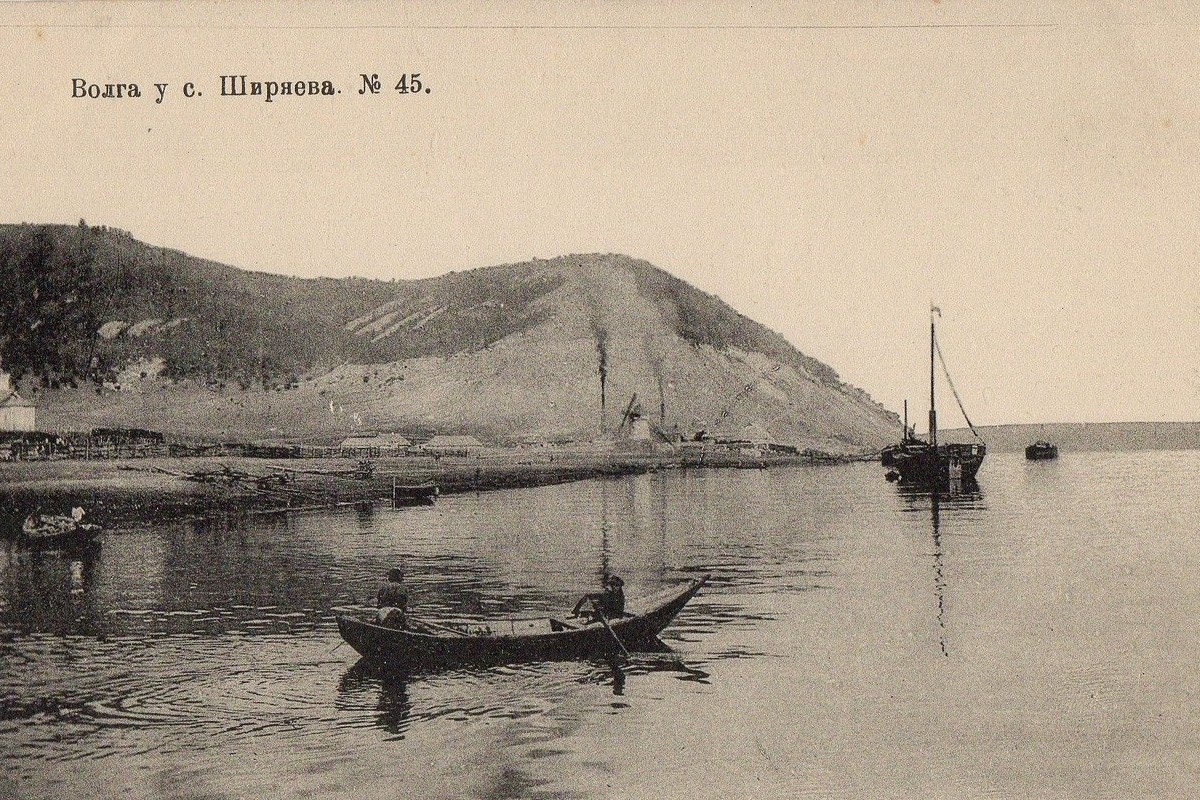
с. Ширяево (Сызранский уезд).
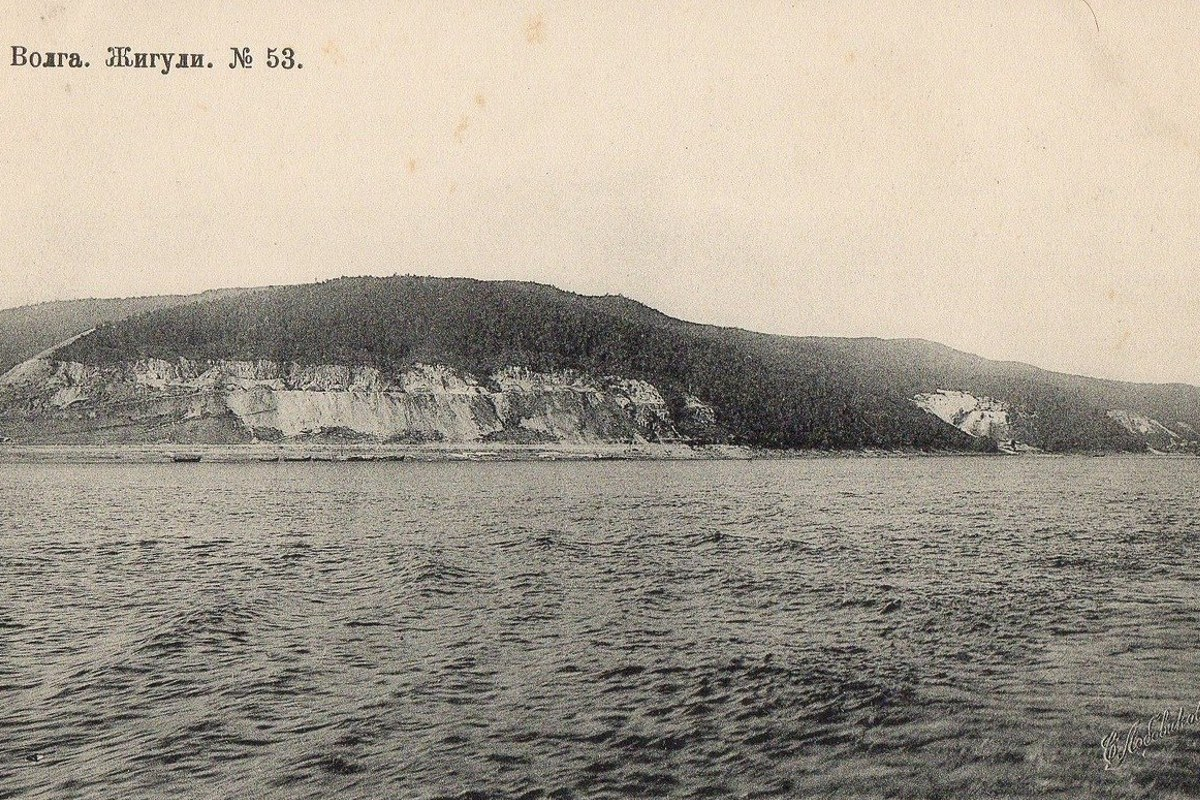
Жигули.
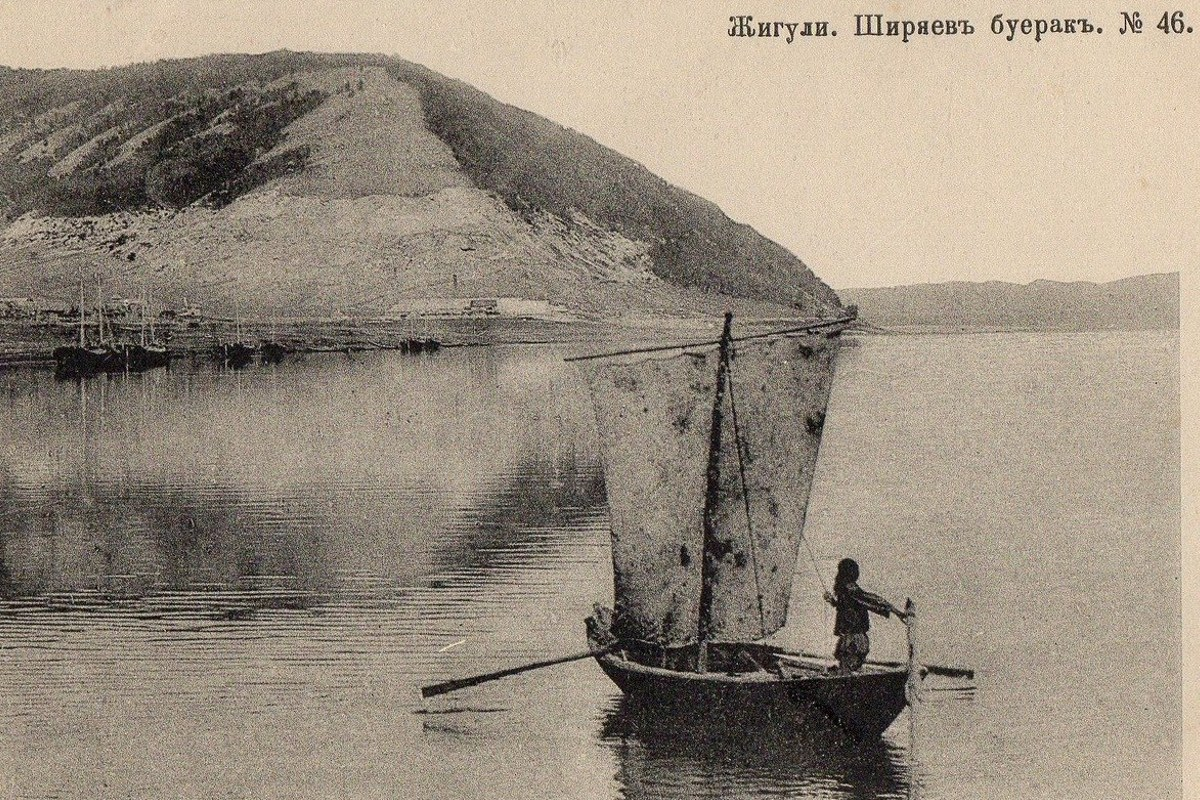
с. Ширяево.
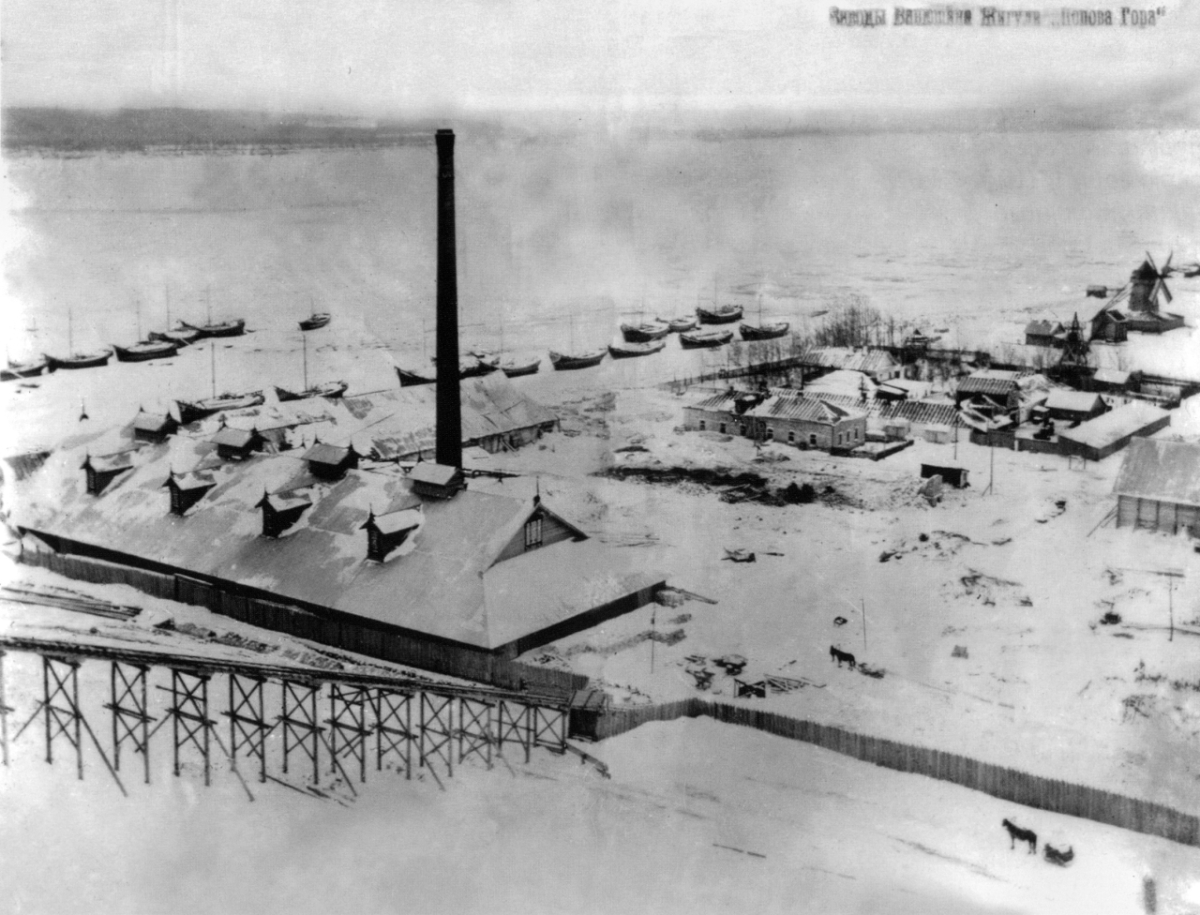
Заводы Ванюшина у Поповой горы (с. Ширяево).
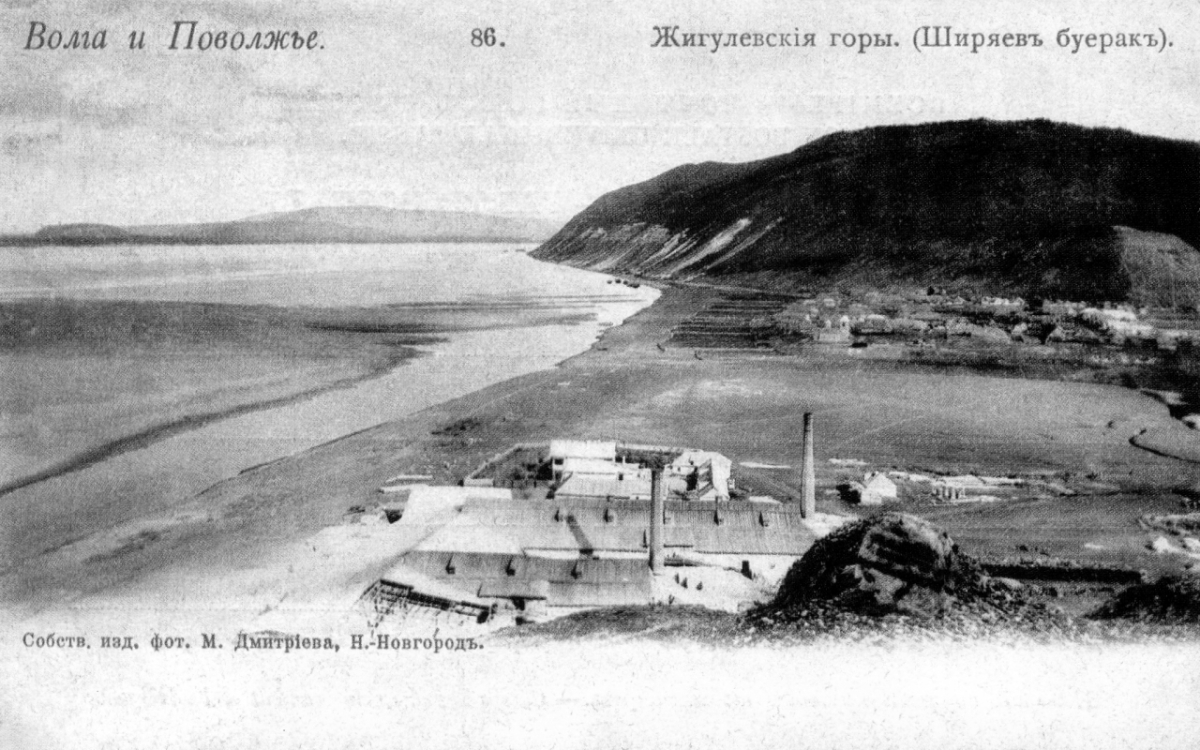
с. Ширяево.
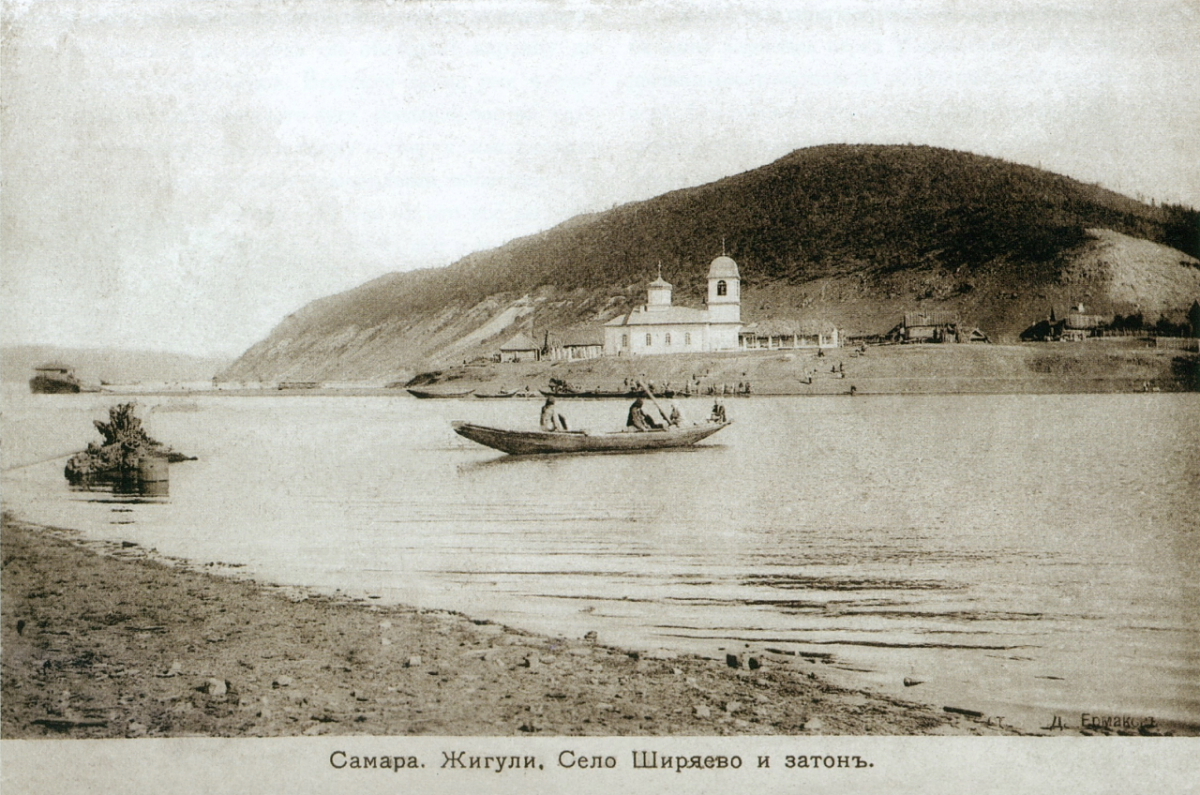
Село Ширяево. Церковь Святителя и чудотворца Николая (1884 год постройки) снесена где-то в 1930-е.
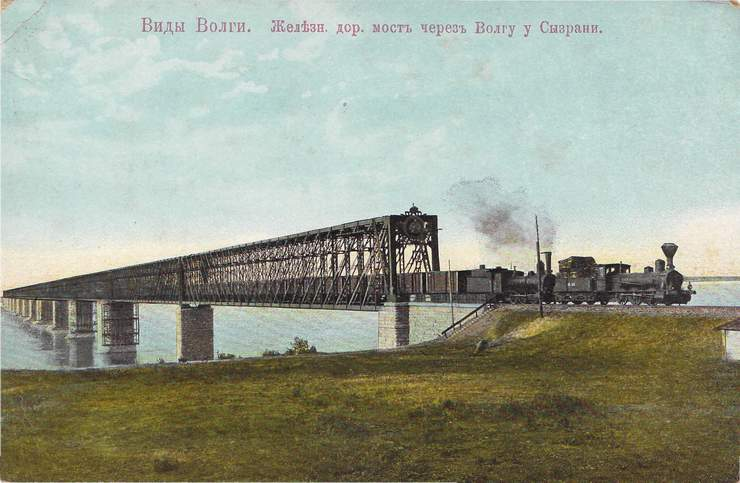
Сызранский (Александровский) мост через реку Волгу.
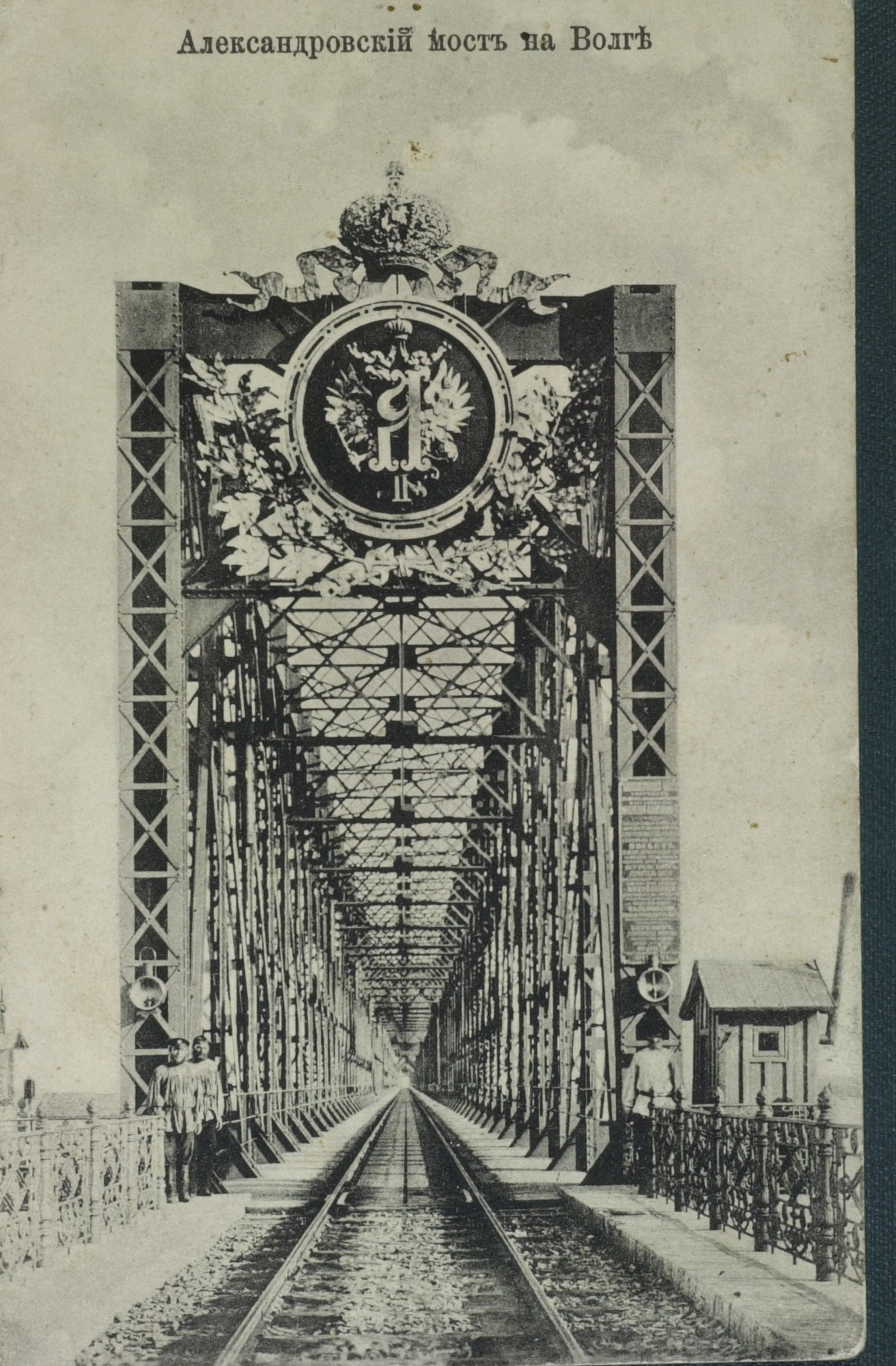
Сызранский (Александровский) мост через реку Волгу.
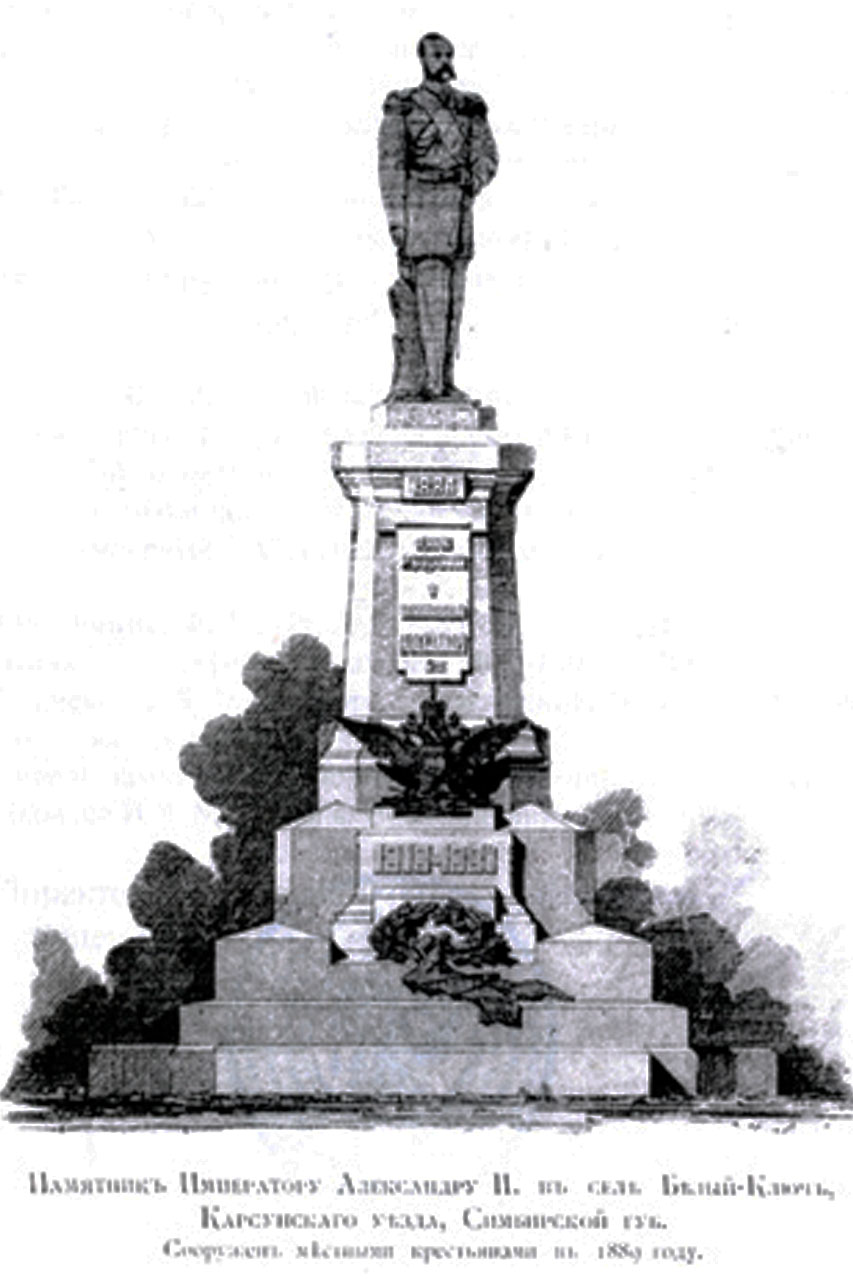
Памятник Александру II в селе Белый Ключ, на дореволюционной открытке 1898 г.
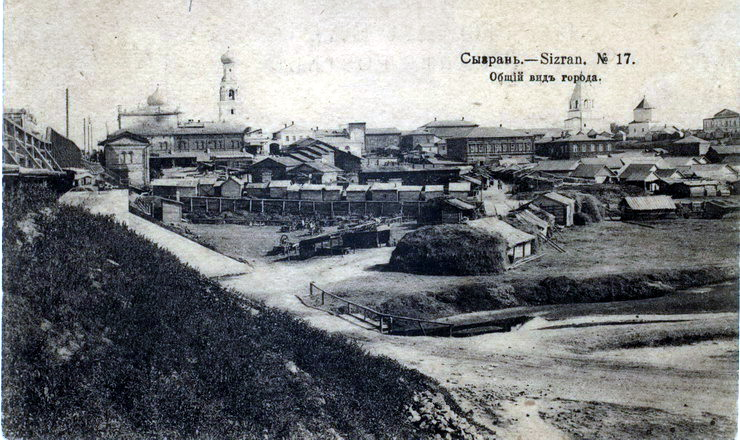
Общий вид города Сызрань, начало XX века.
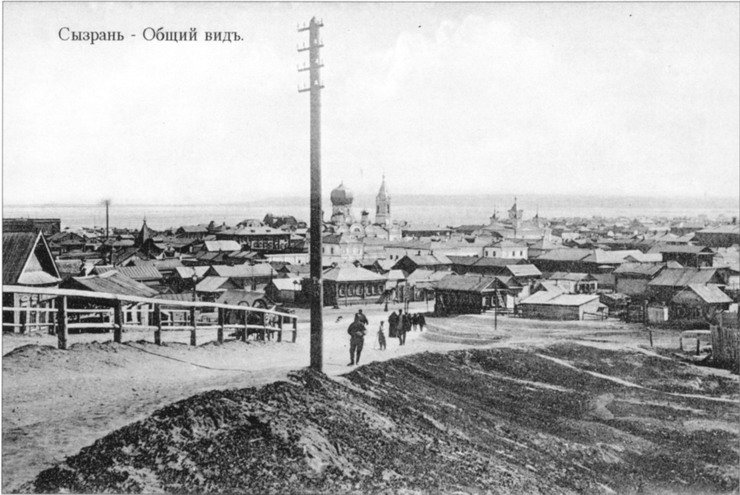
Сызрань. Общий вид (Сызранский Сретенский женский монастырь на Большой улице).
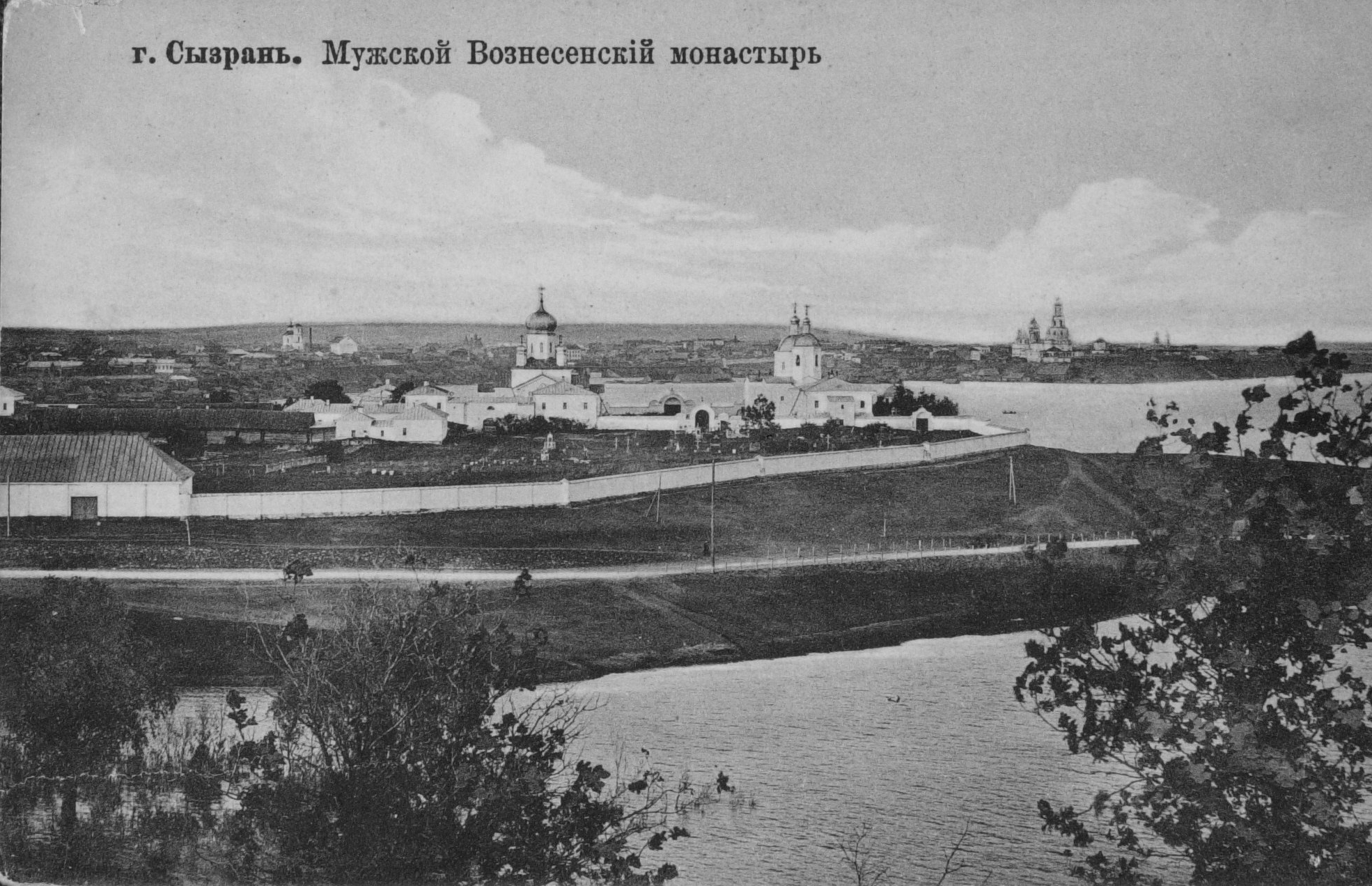
Сызранский Вознесенский мужской монастырь.
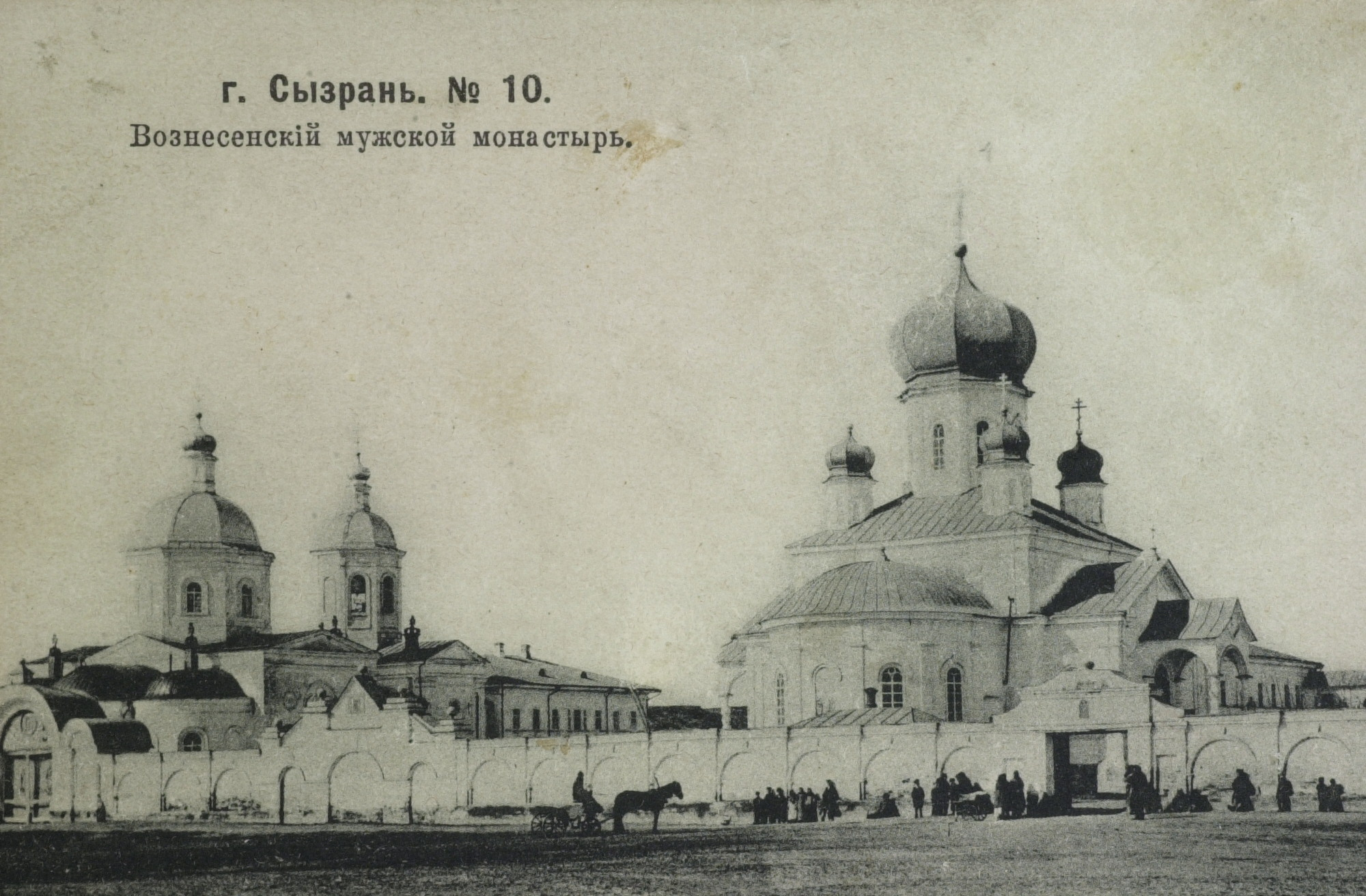
Сызранский Вознесенский мужской монастырь.
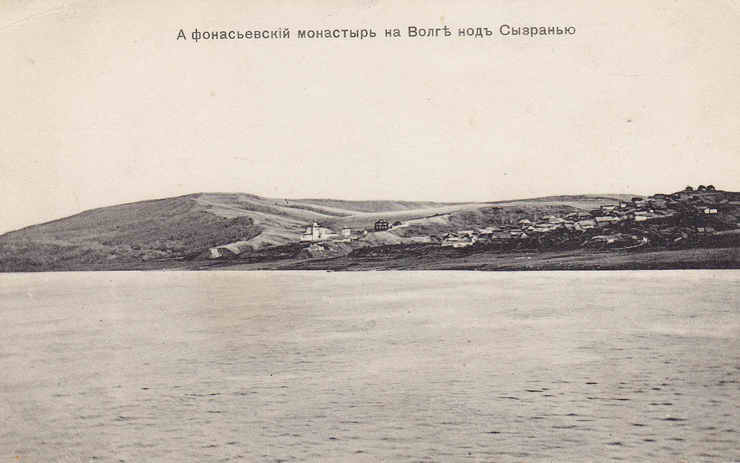
Кашпирский Благовещенский монастырь.
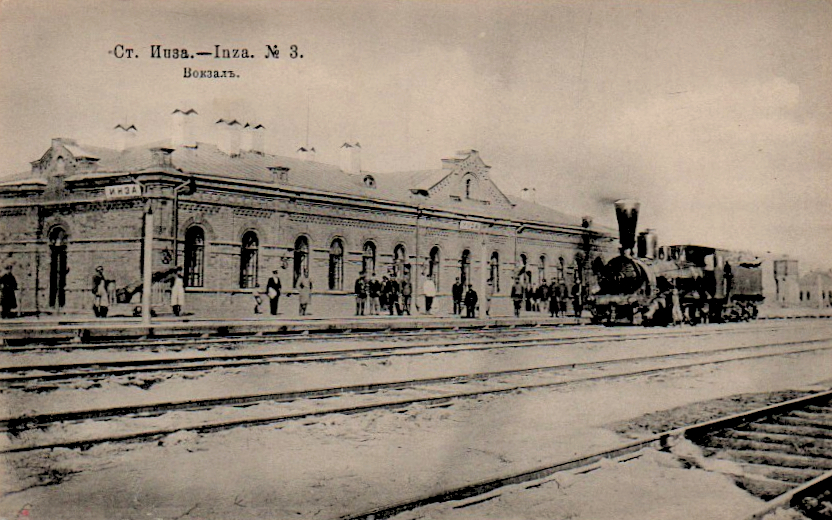
Открытка 1910 года: Железнодорожный вокзал станции Инза.
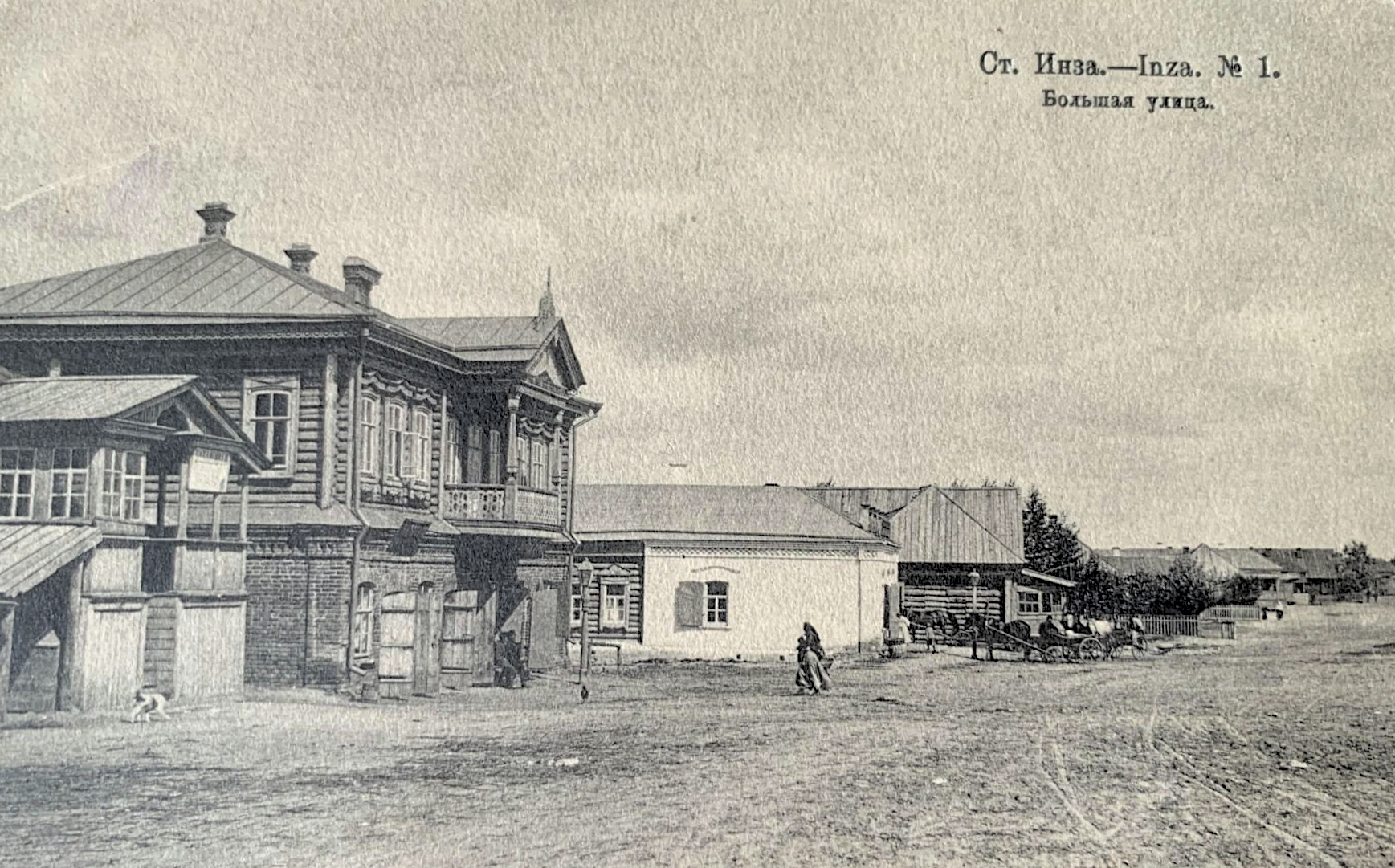
Станция Инза. Большая улица.
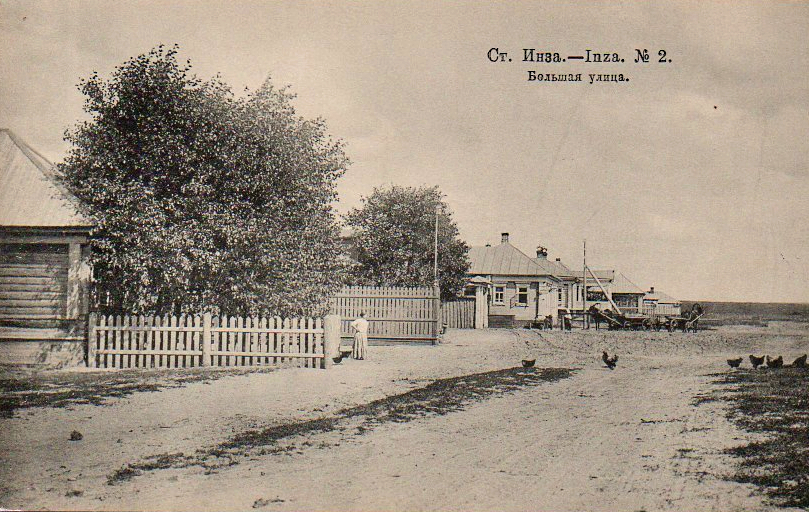
Станция Инза. Большая улица.
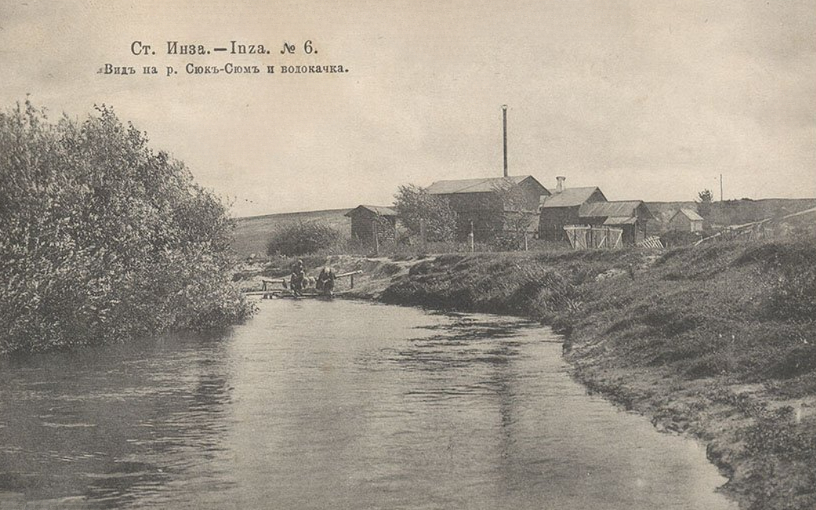
Инза, вид на реку Сюк-Сюм и водокачку в начале XX века, открытка.

### Советский период
В советский период Ульяновской области было посвящено несколько почтовых марок СССР.

### Российская Федерация
В новый период Ульяновской области было выпущено несколько почтовых марок посвящённых персоналиям области.

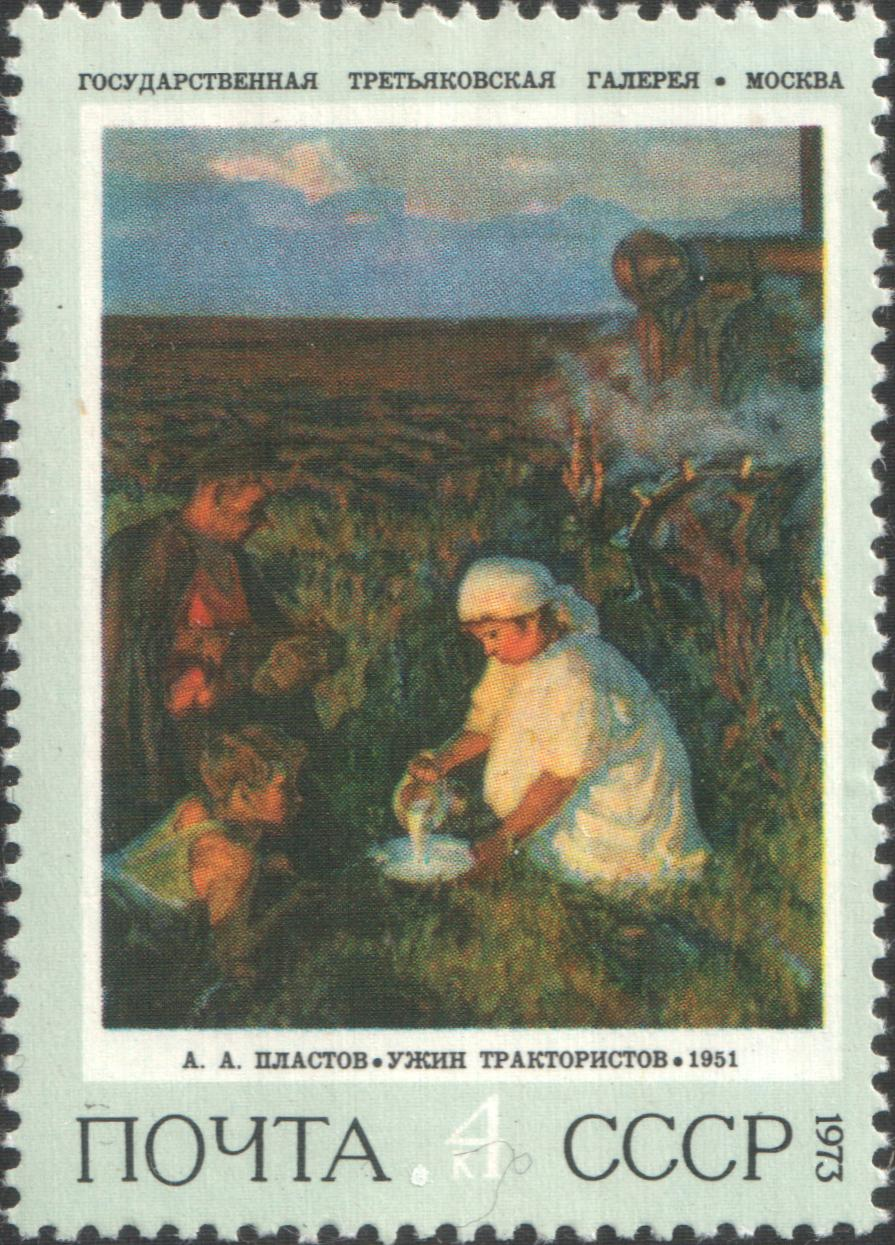
Почта СССР 1973 г. А.А. Пластов «Ужин трактористов» (В окрестностях Прислонихи).
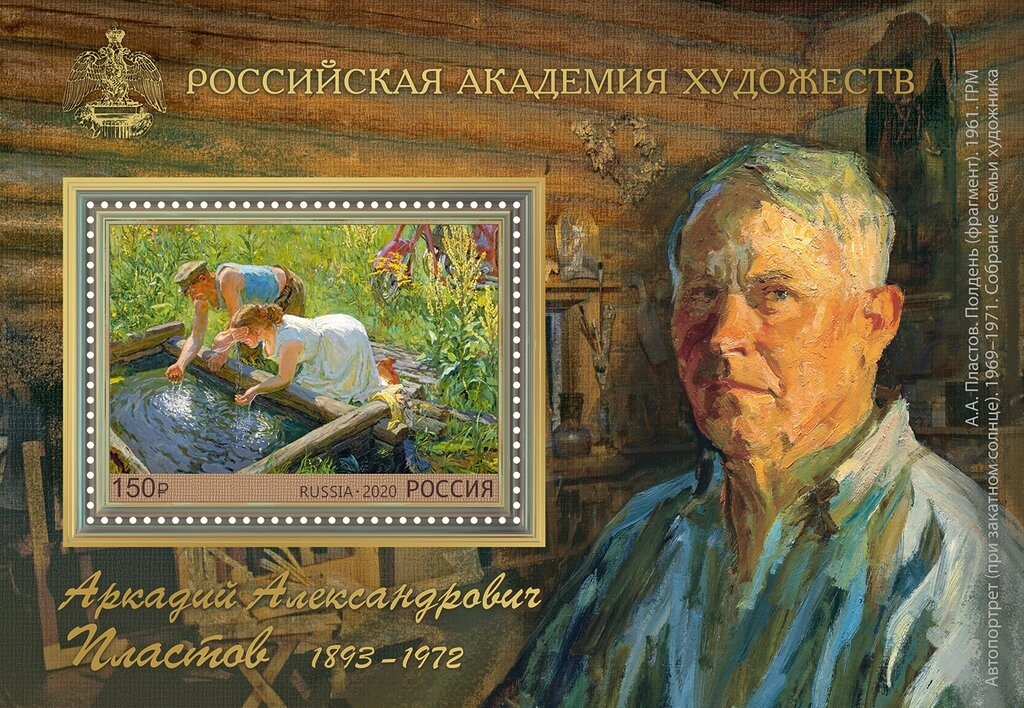
Блок. Почта России 2020 г. «Родник» (Полдень). А. А. Пластов родился в с. Прислониха.
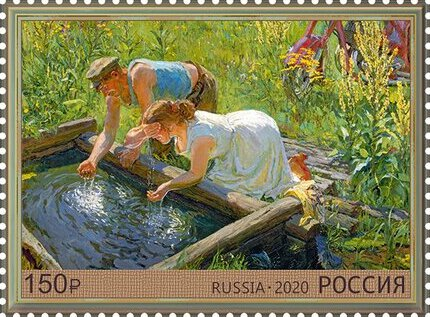
Марка. Почта России, 2020 г. «Родник» (Полдень).
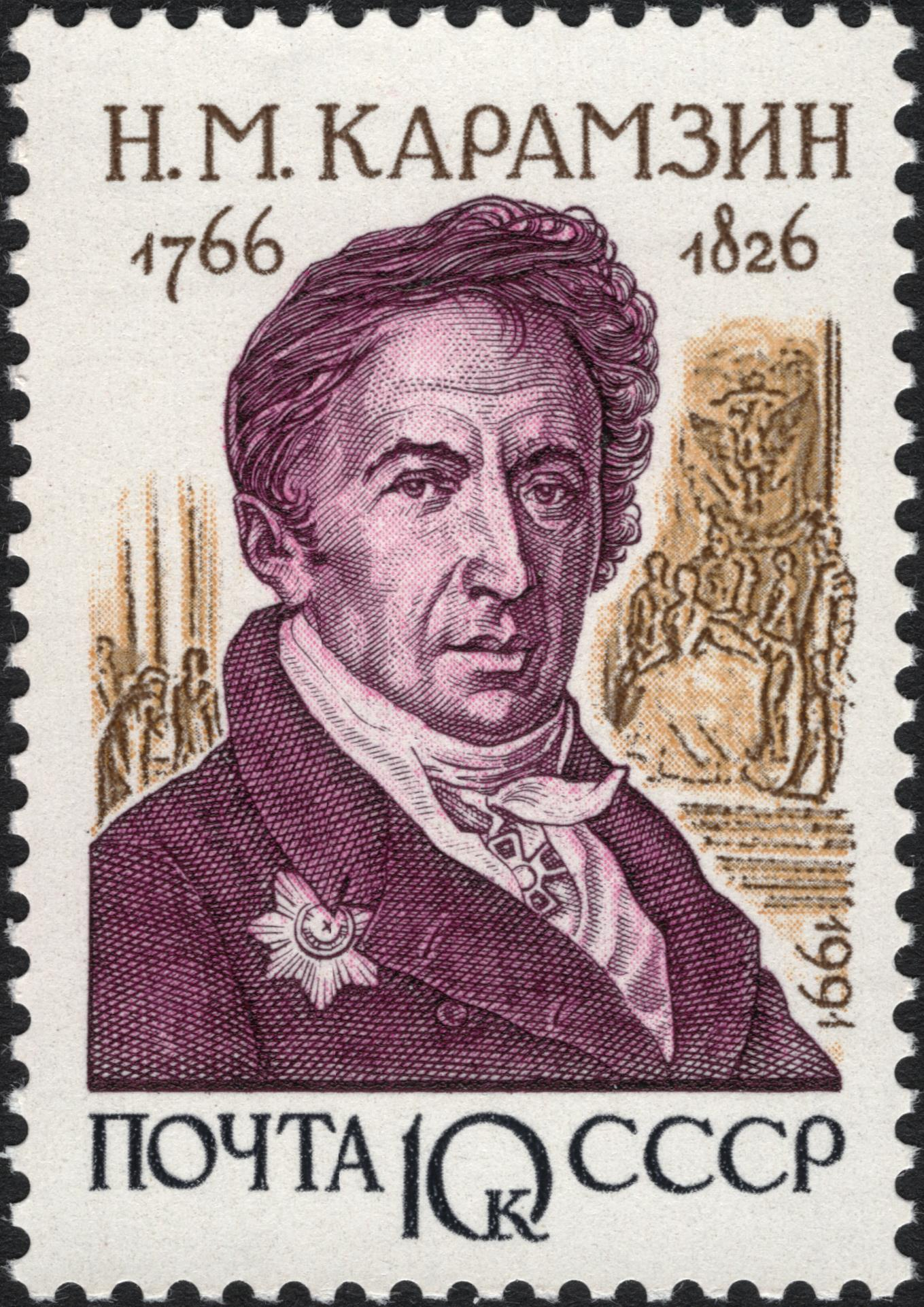
Марка СССР 1991 г. из выпуска "Отечественные историки", Портрет русского историка Н. М. Карамзина (1766-1826), родился в с. Карамзинка.
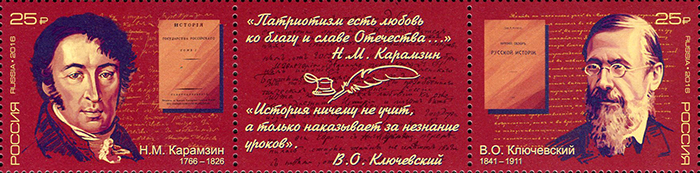
Почта России, 2016 г. 250 лет со дня рождения Н.М. Карамзина (1766–1826), писателя, историка.
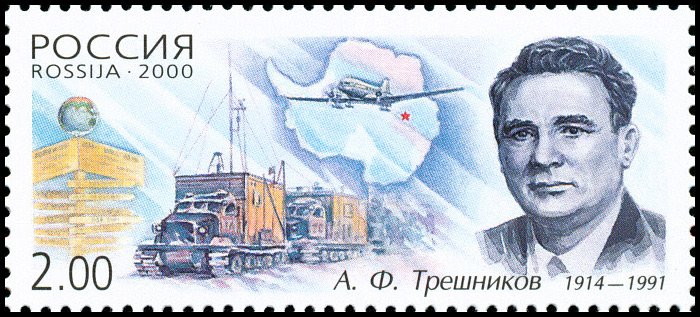
Марка России 2000 г. посвящённая А. Ф. Трёшникову, уроженцу с. Павловка.
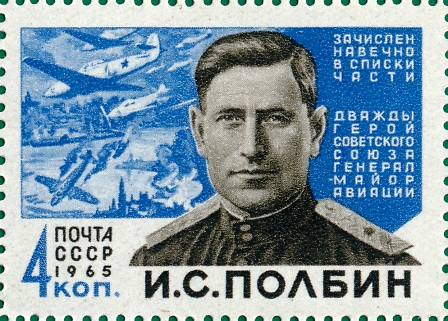
Почтовая марка СССР, 1965 год. Ива́н Семёнович По́лбин, уроженец села Полбино.
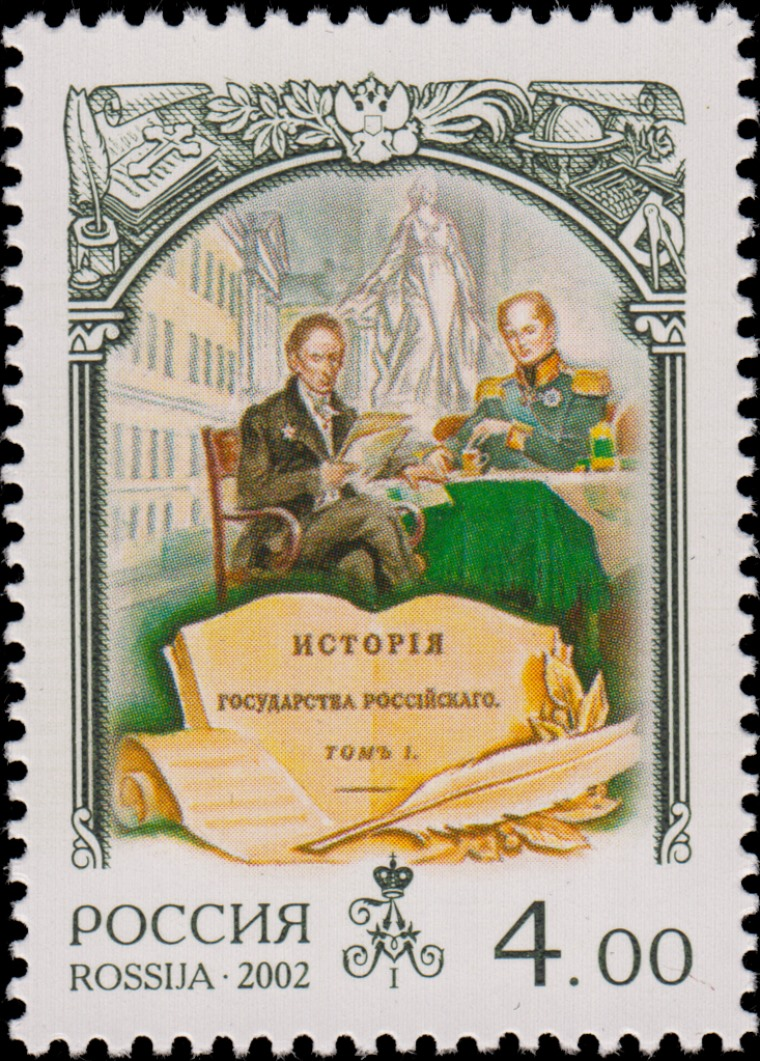
Марка России, 2002 г. Приём Александром I Карамзина в Царском Селе.
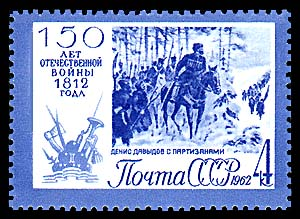
Почтовая марка СССР, 1962 г. Денис Давыдов. Жил и умер в с. Верхняя Маза.
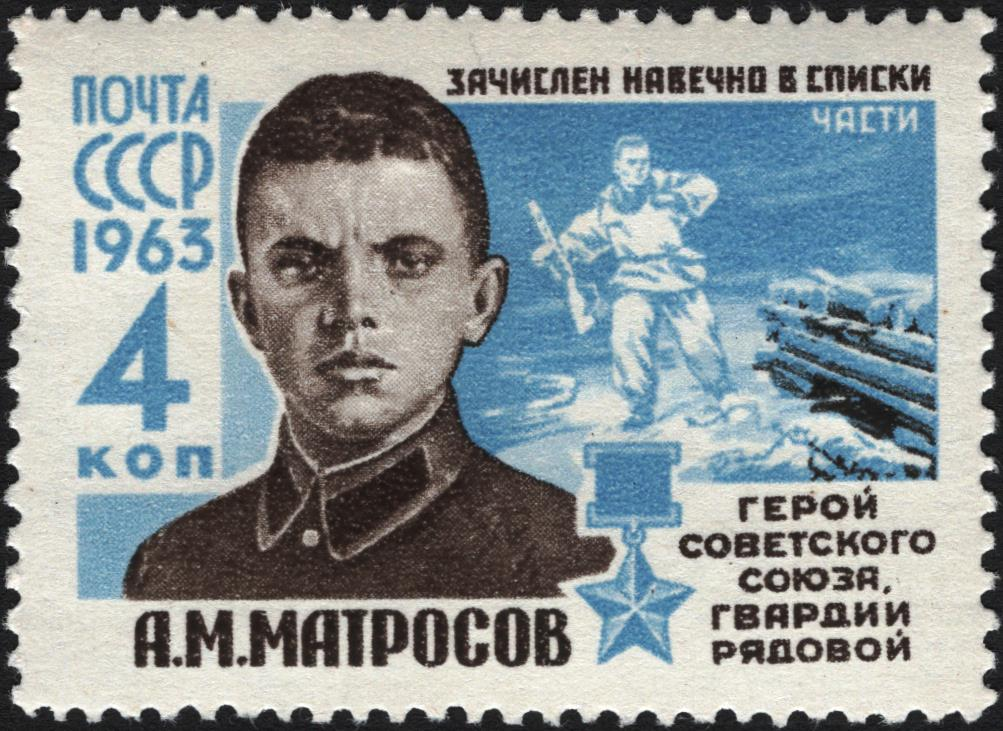
Почта СССР, 1963 г. А. Матросов, жил в с.Ивановка.
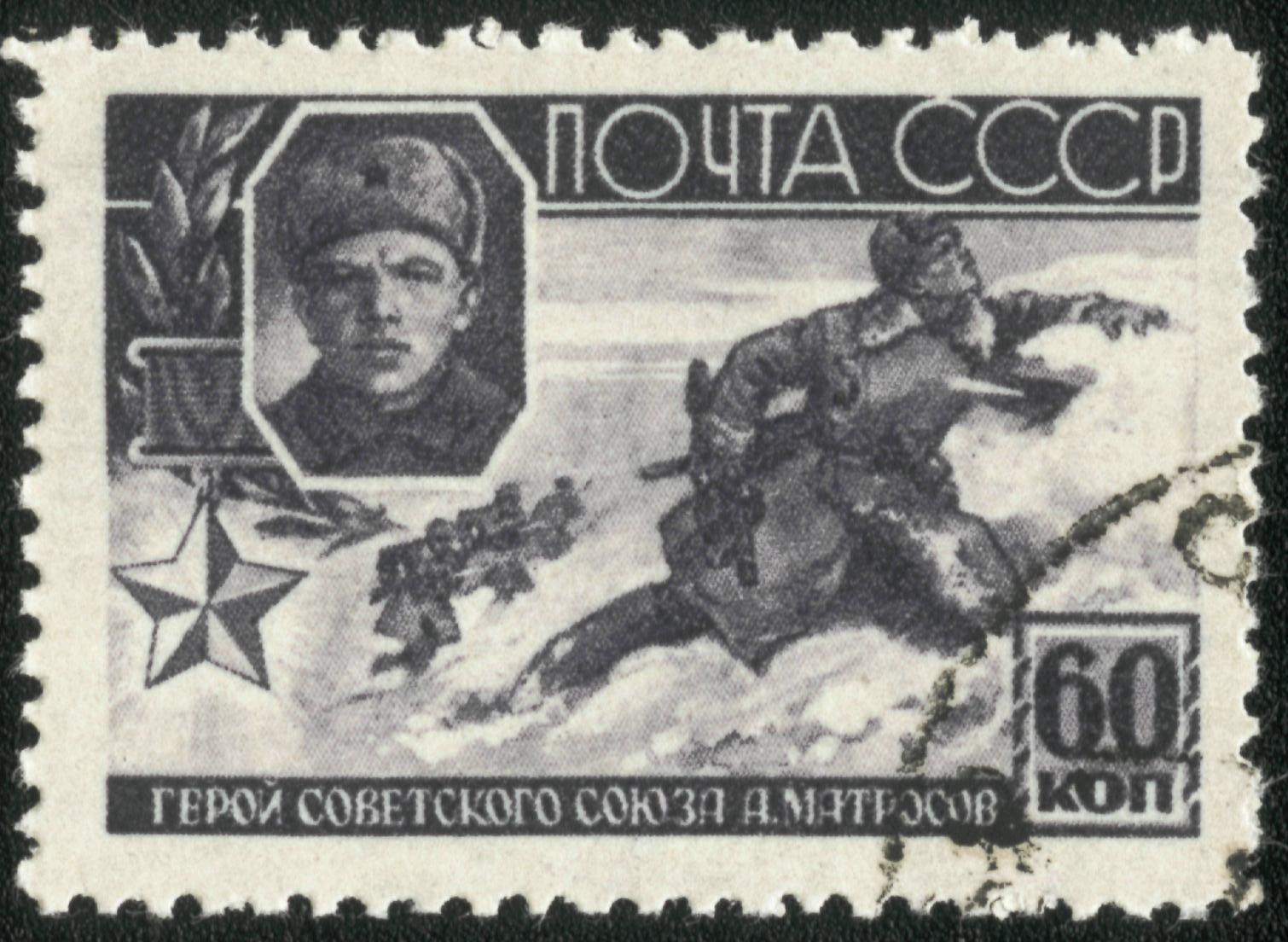
Почта СССР, 1944 г. А. Матросов.
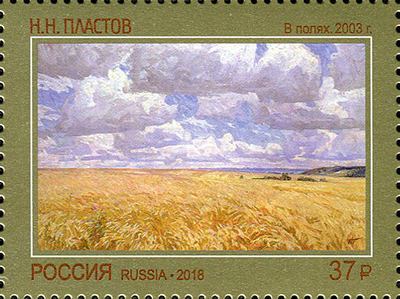
Н. Н. Пластов (внук А. Пластова). «В полях. 2003 г.».
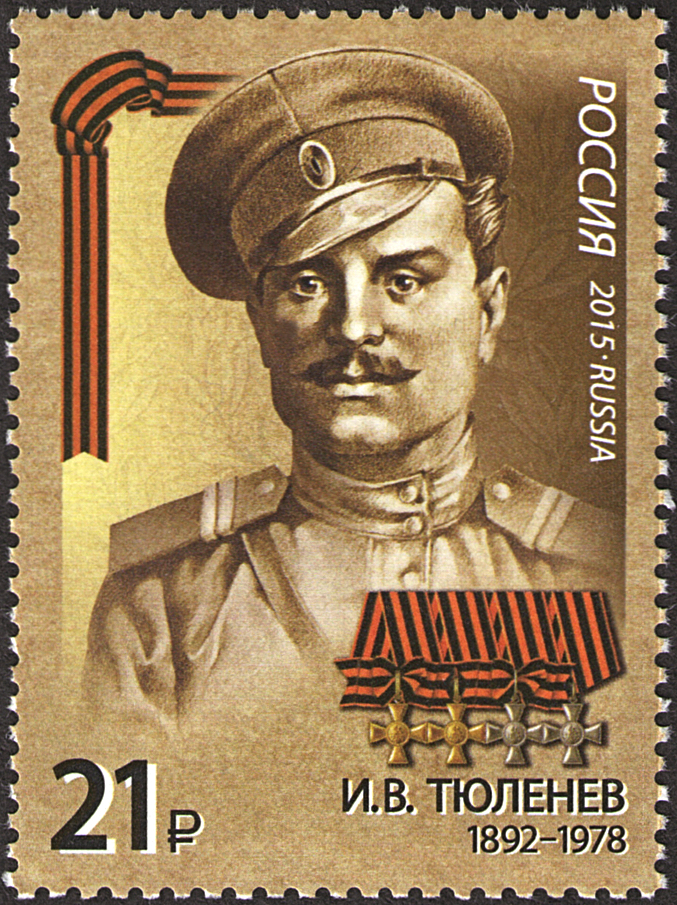
Почта России, 2015 г., Каталог ИТЦ «Марка» № 1979, Michel № 2192. И. В. Тюленев, родился в с. Шатрашаны.
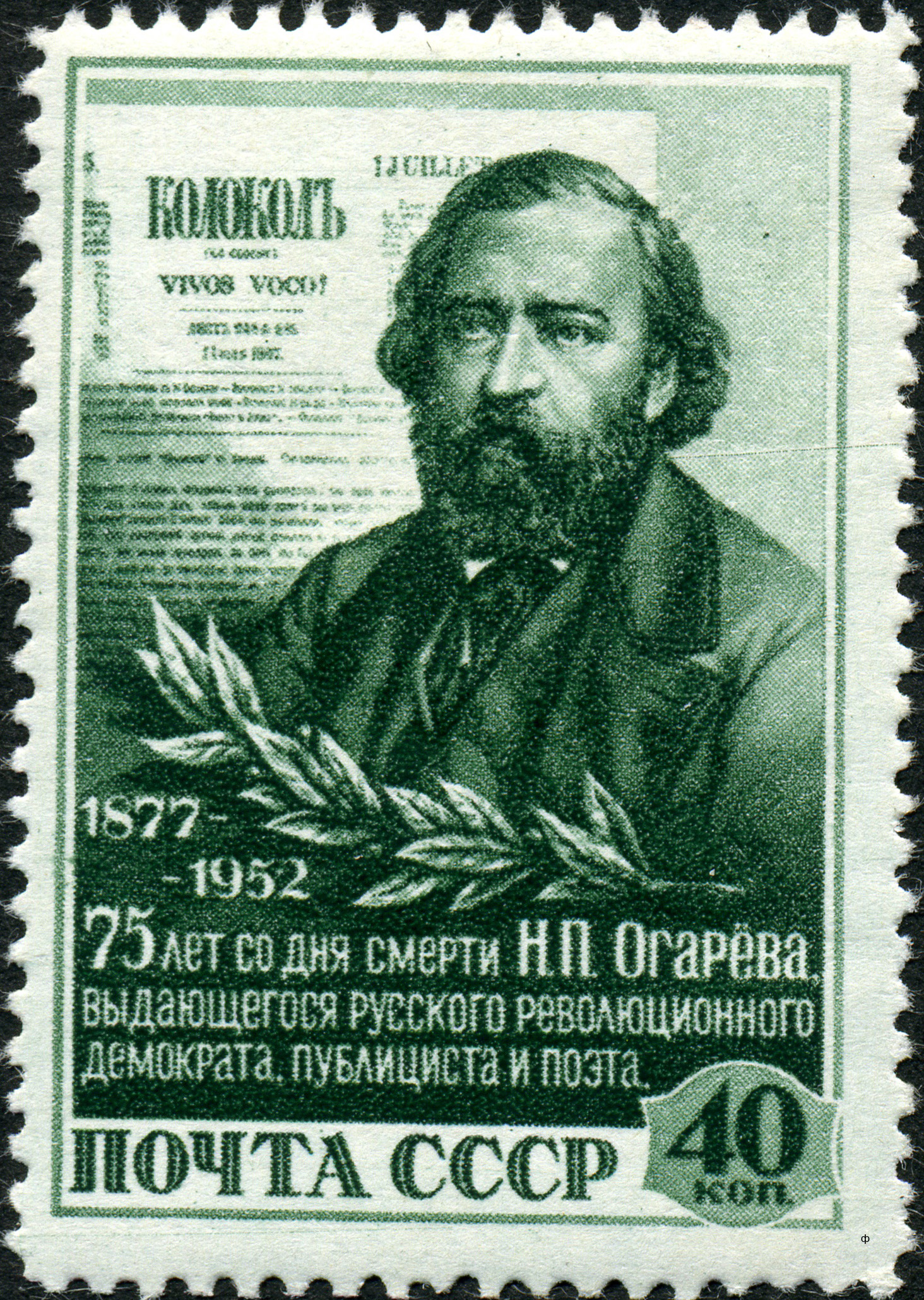
Почта СССР, 1952 г. Н. П. Огарёв. (Жил в с. Проломиха).
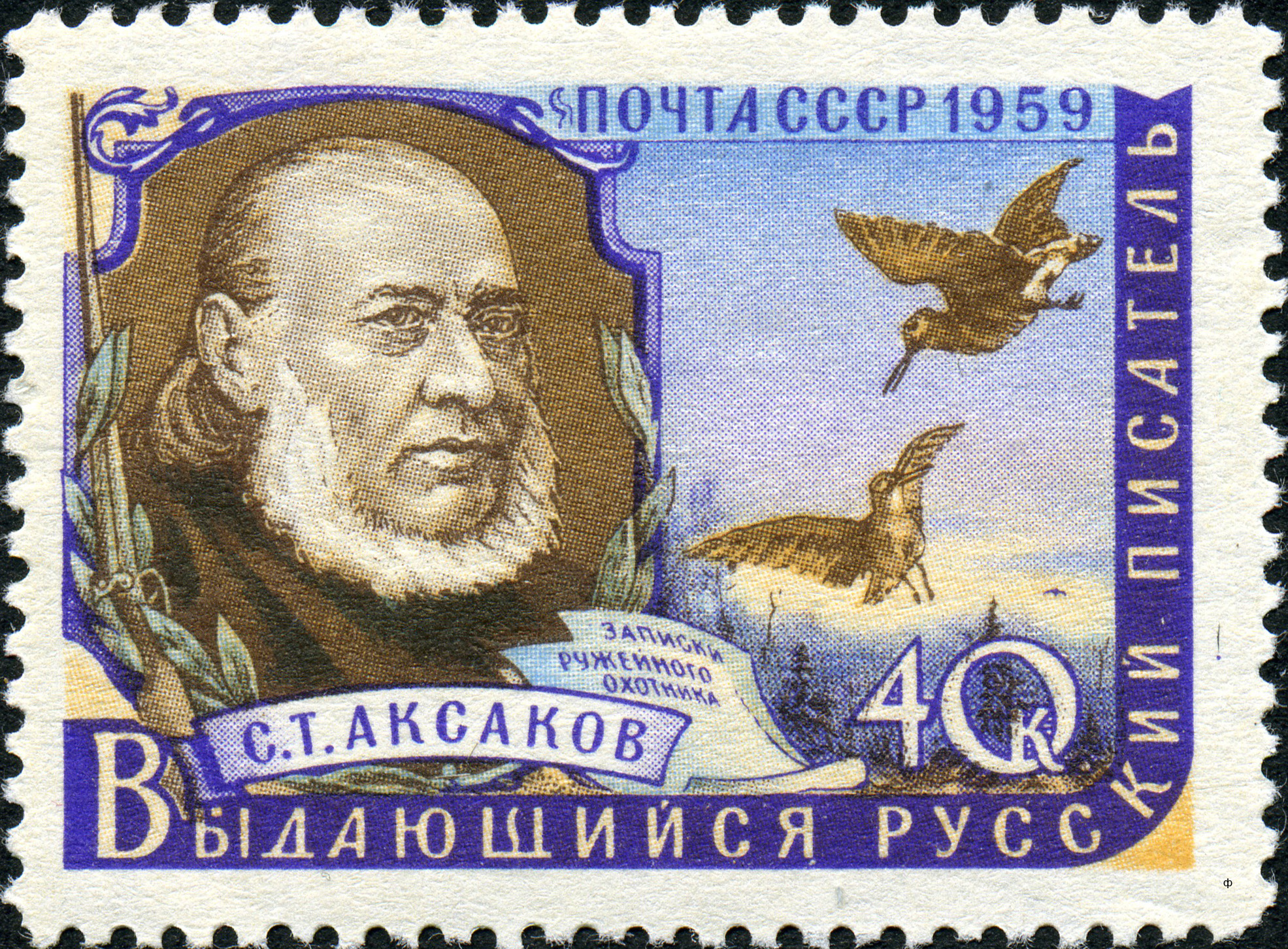
Почта СССР, 1959 г. С. Т. Аксаков, жил в Аксаково, Репьёвке.
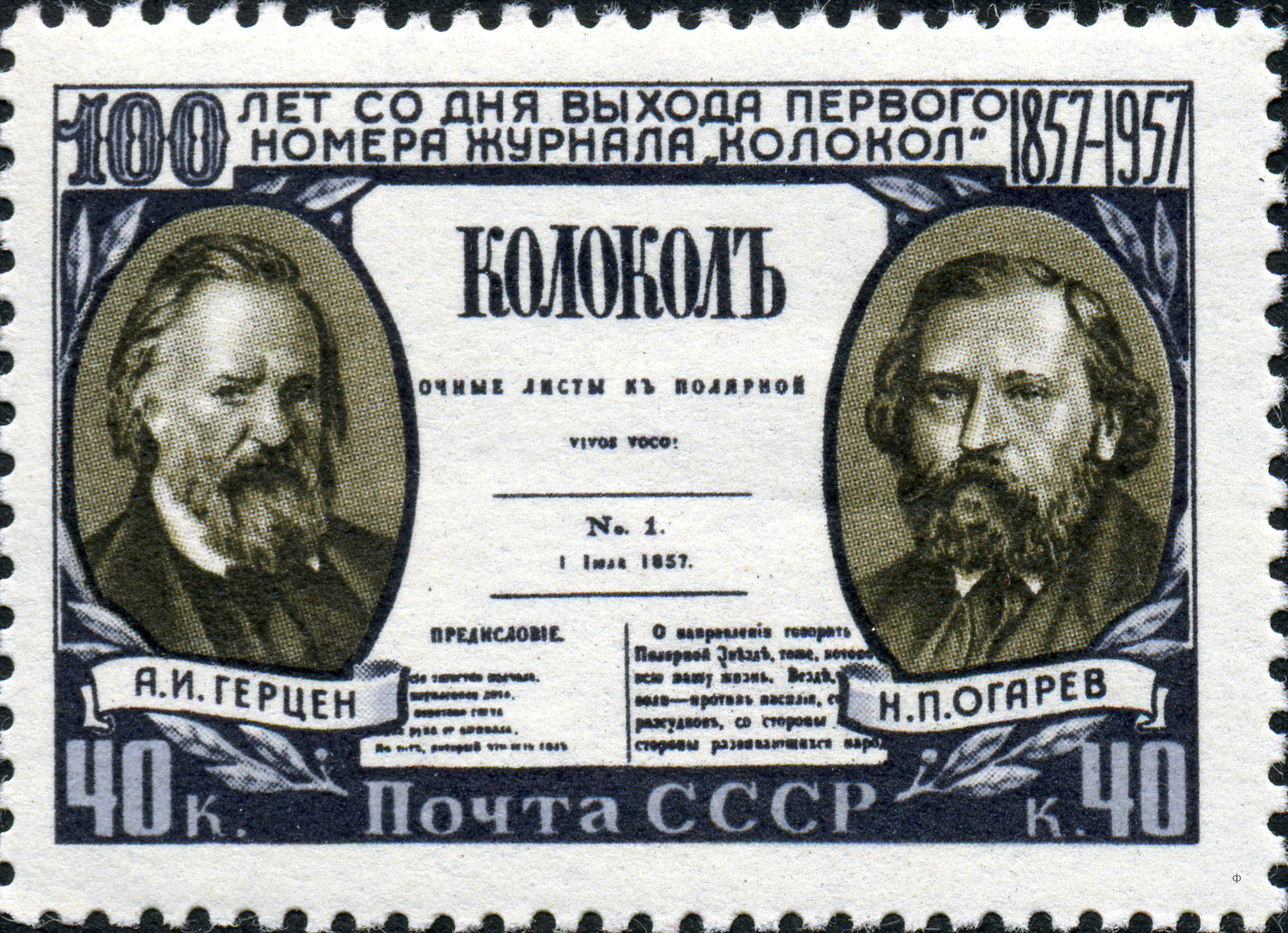
Почта СССР, 1957 г. Огарёв и Герцен.
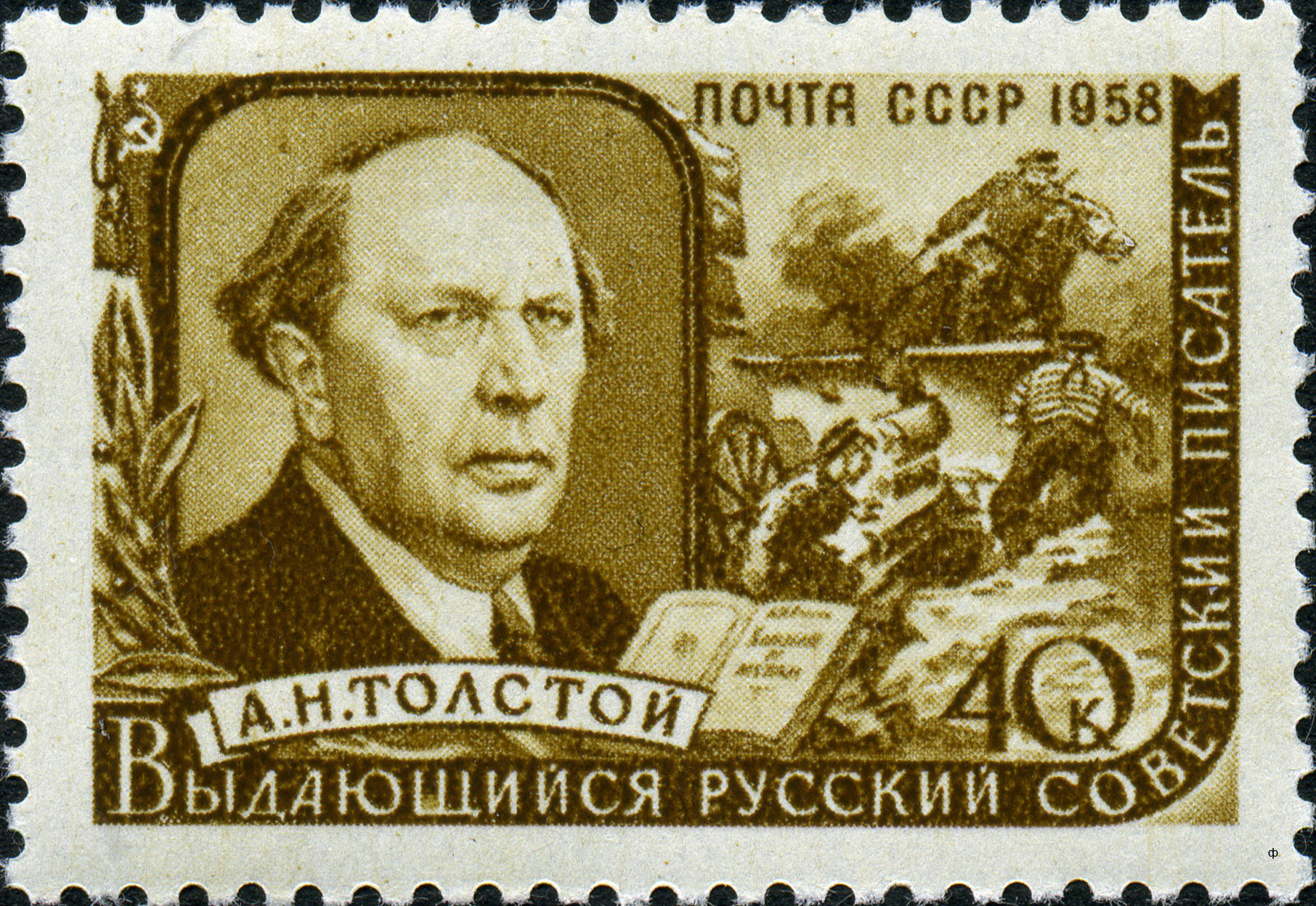
Марка СССР, 1958 г. А. Н. Толстой, жил в Коровино и Тургенево[2].
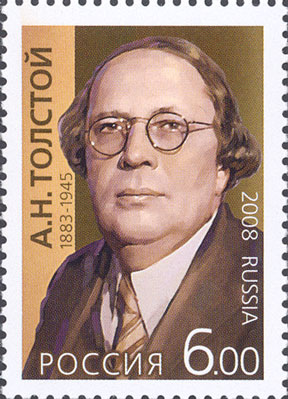
Почтовая марка России, 2008 г. В память 125-летия со дня рождения А. Н. Толстого.
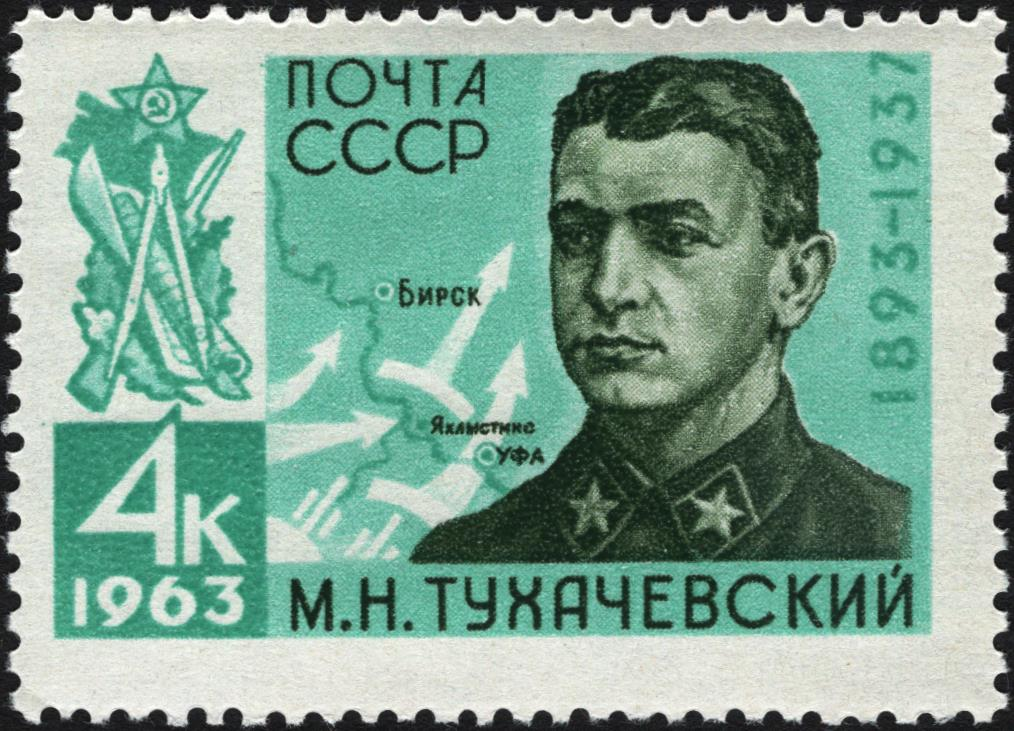
Почта СССР, 1963 г. (ЦФА [АО «Марка»] #2824; Sc #2705).  Тухачевский, Михаил Николаевич. Ком-й 1-й армией Восточного фронта. Освобождал Симбирск и Симбирскую губернию.
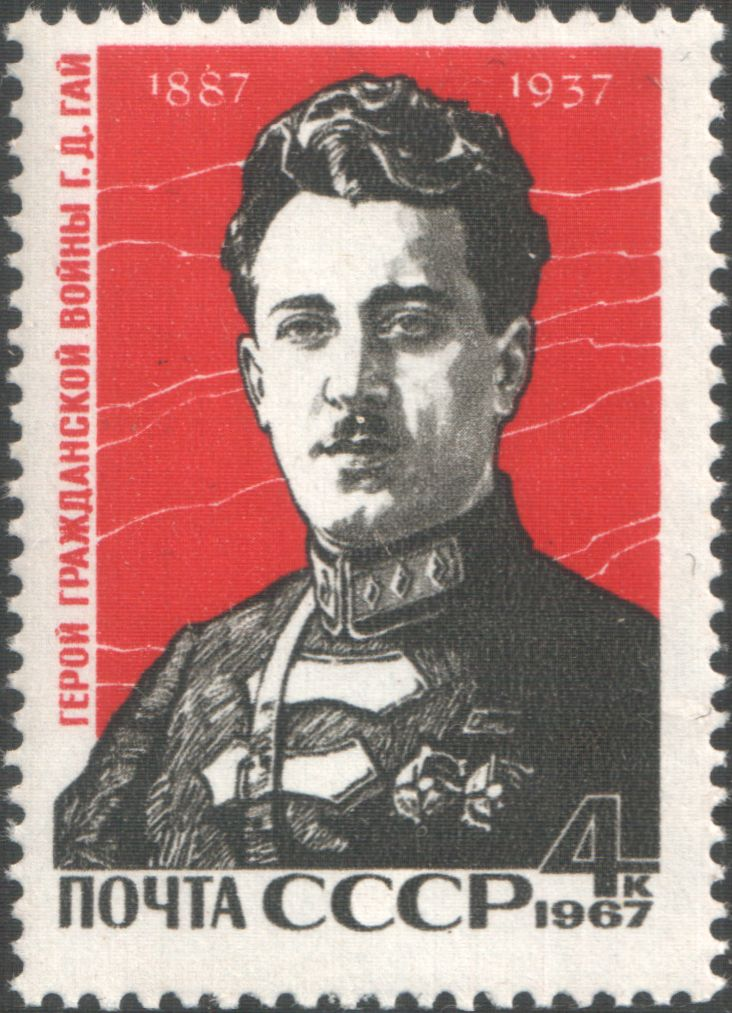
Почта СССР, 1967 г. Г. Д. Гай - командир 1-й Симбирской пехотной дивизии. Освобождала Симбирск и Симбирскую губернию.
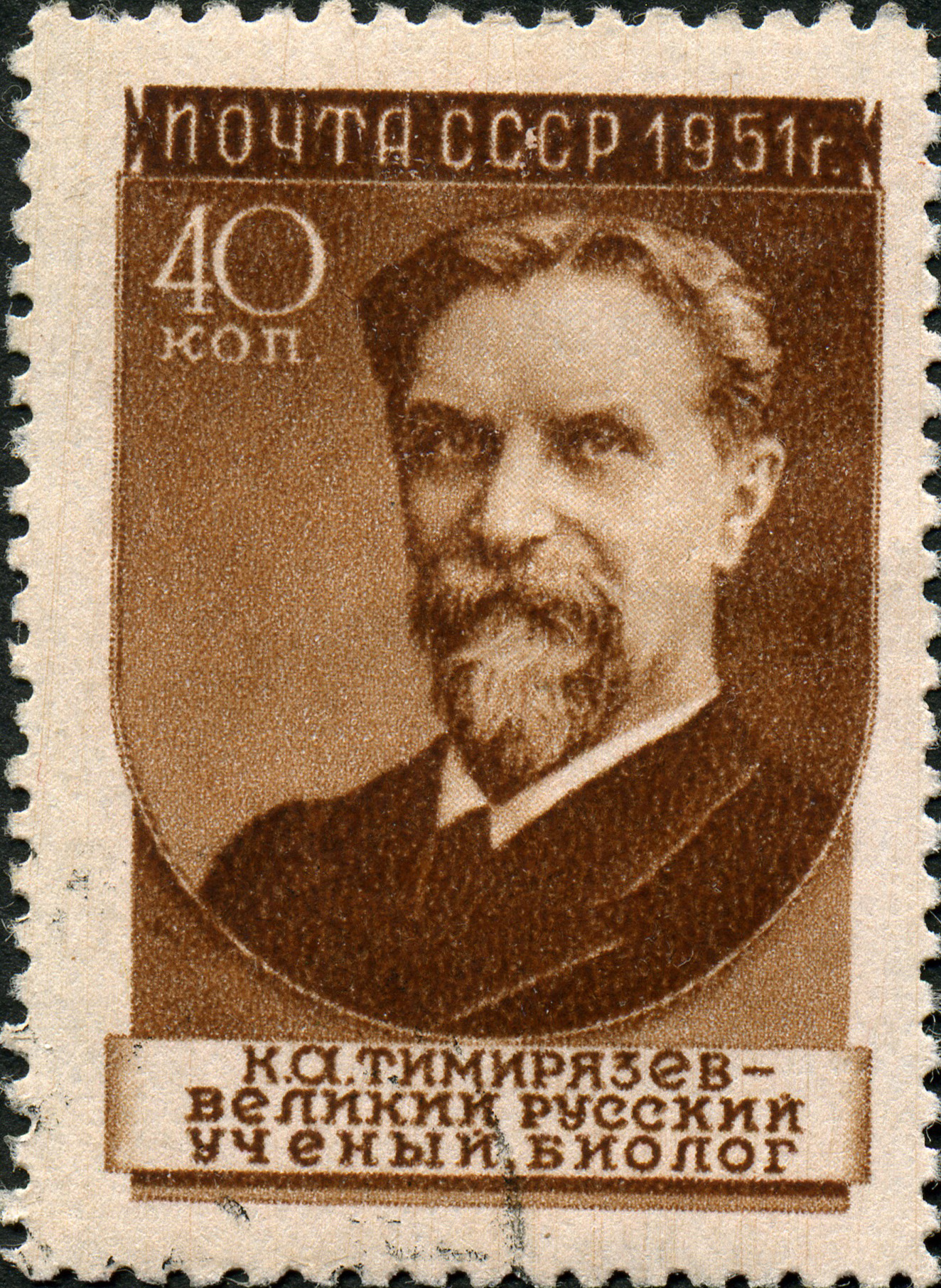
Почта СССР, 1951 г. К. А. Тимирязев, работал в области (Новый Урень и Богородская Репьёвка).
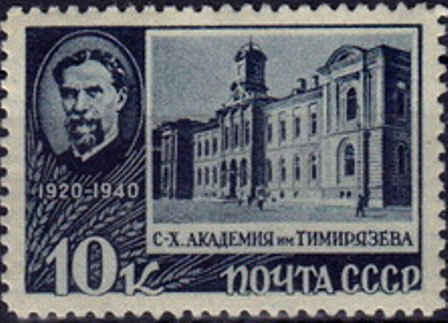
Почта СССР, 1940 г. Тимирязев К. А.
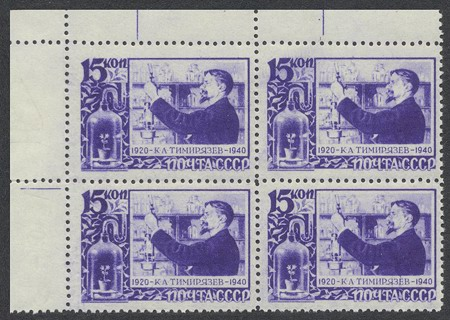
Почта СССР, 1940 г.  Тимирязев К. А.
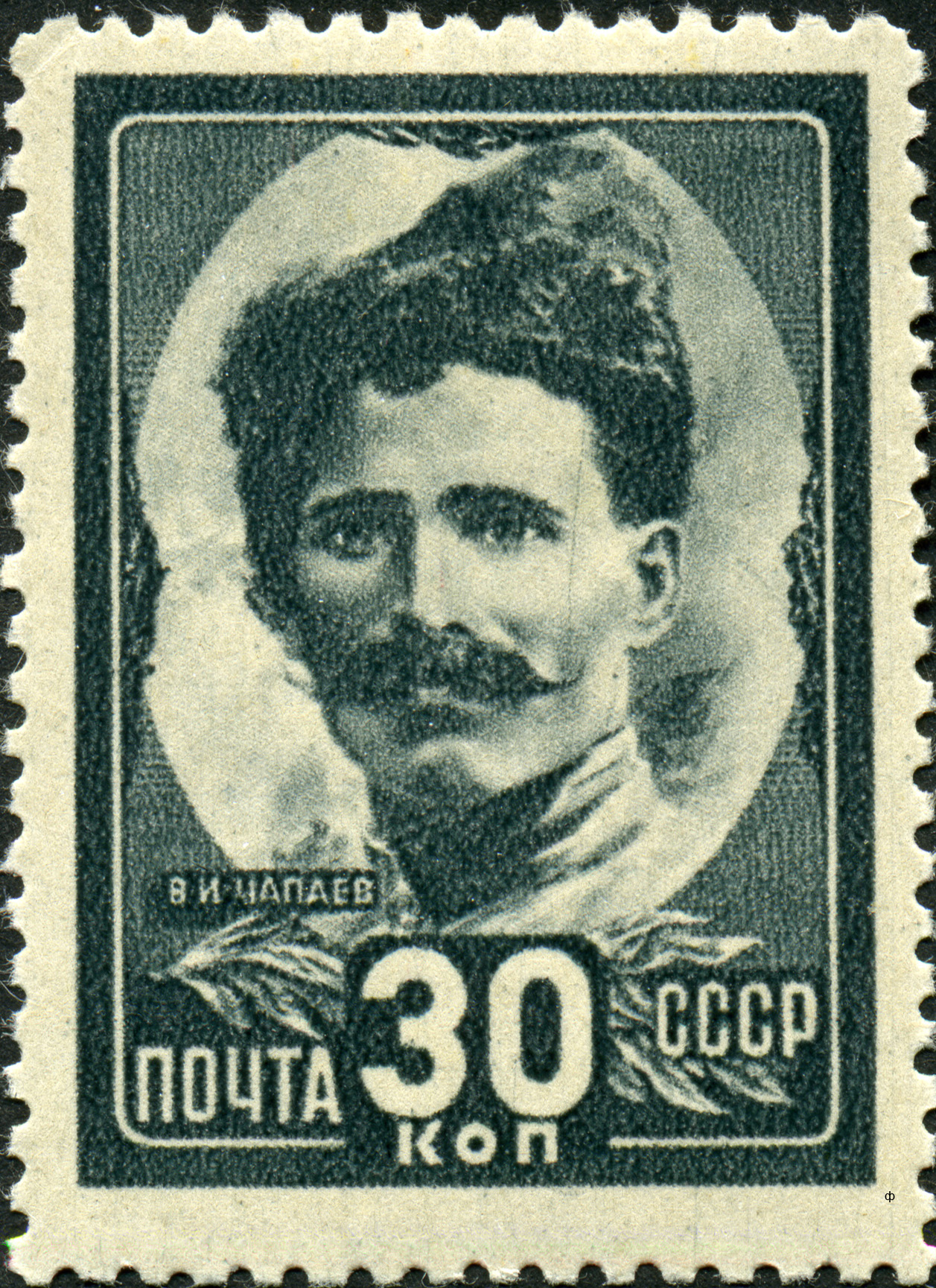
Почта СССР, 1944: В. И. Чапаев, серия «Герои Гражданской войны», художник В. Климашин  (ЦФА [АО «Марка»] № 929). Жил в Симбирске и Мелекессе.
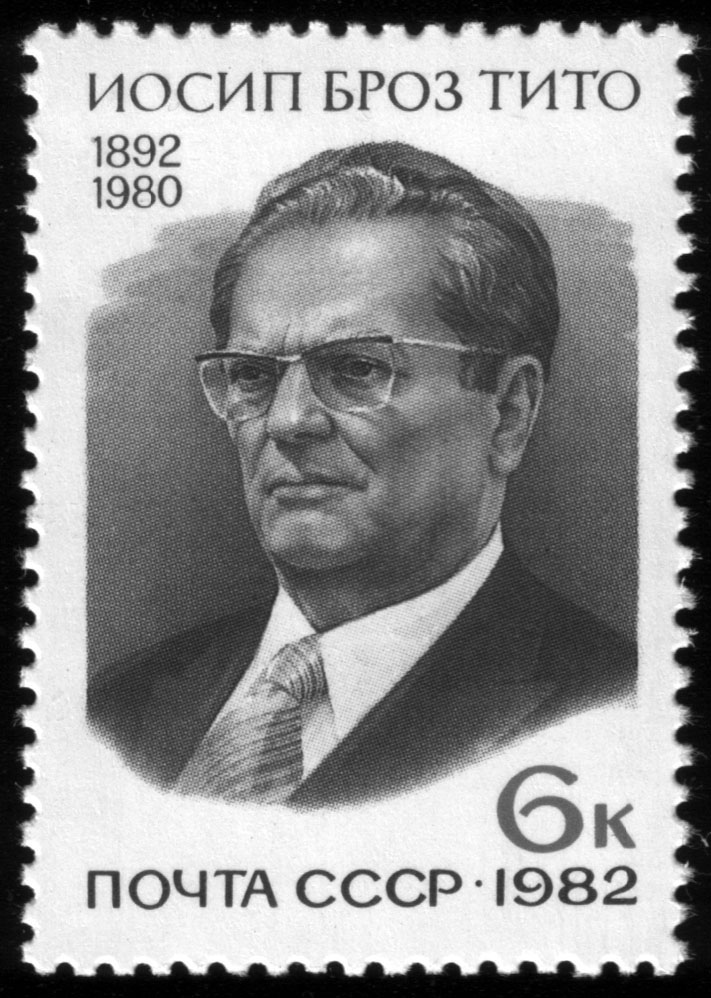
Почтовая марка СССР, посвящённая 90-летию со дня рождения И. Б. Тито, 1982 год, (ЦФА 5269, Скотт 5019). В 1915-16 гг. жил в Алатыре, Ардатове, Каласево Симбирской губернии[3].
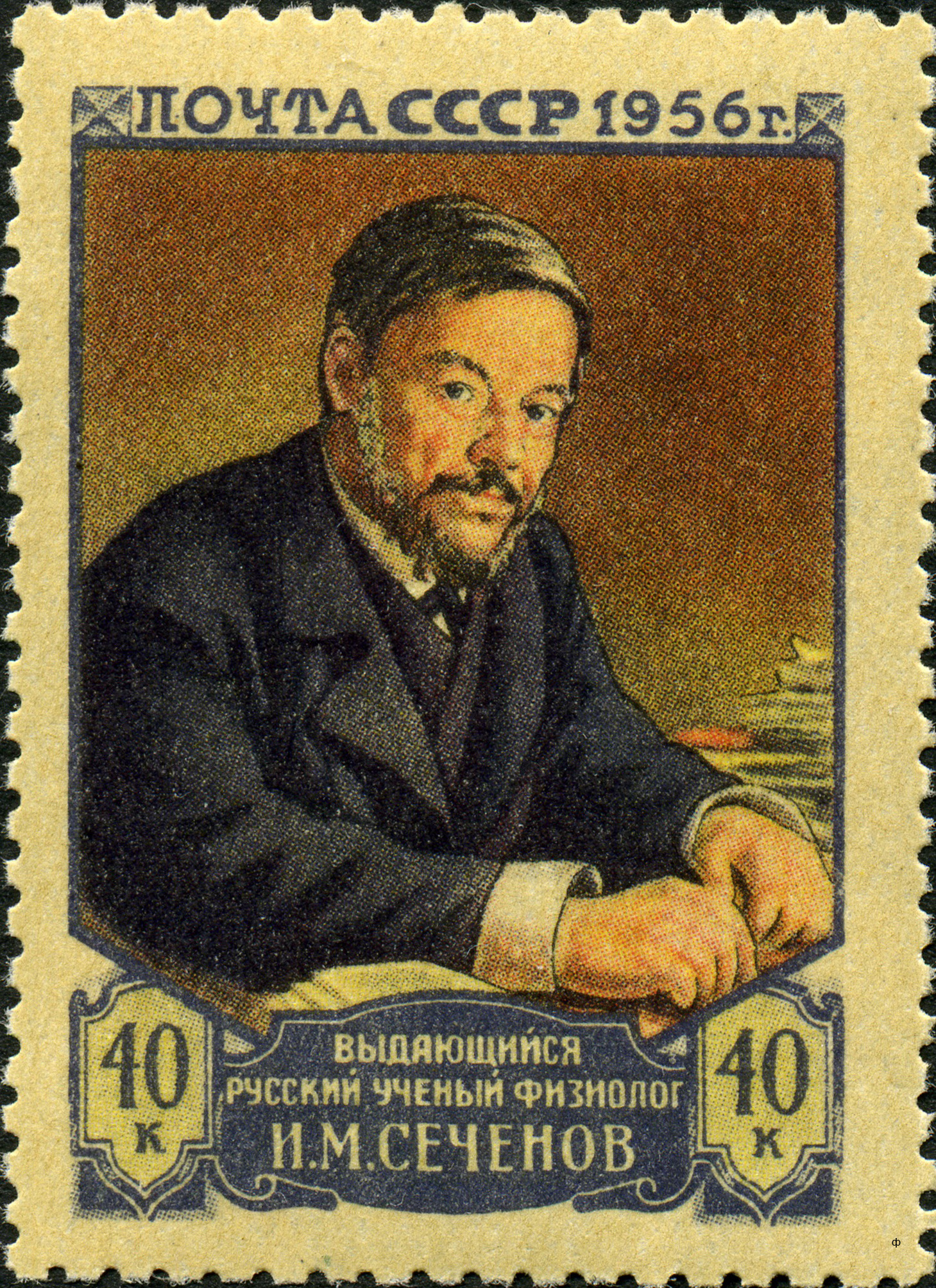
Почтовая марка СССР, 1956 год. И. М. Сеченов, родился в с. Тёплый Стан Симбирской губернии[4].
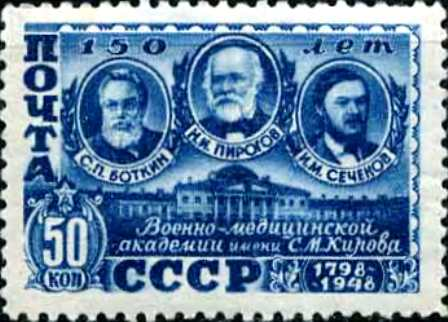
Почтовая марка СССР, 1949 год: врач-терапевт С. П. Боткин (1832-1889), хирург Н. И. Пирогов (1810-1881) и физиолог И. М. Сеченов (1829-1905).
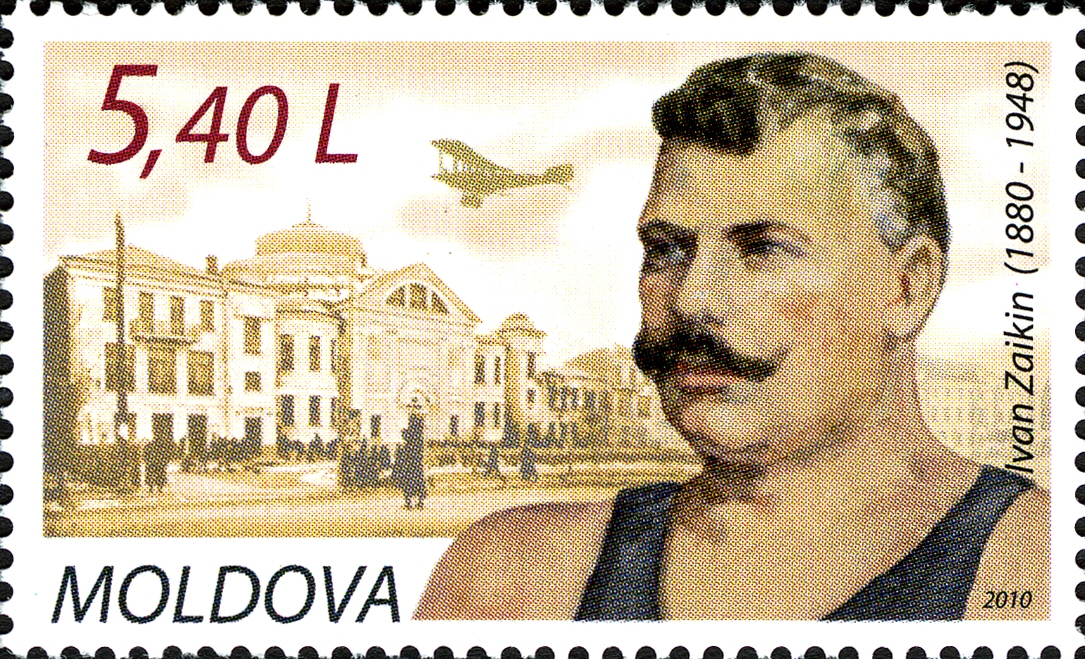
Почта Молдова, 2010 г. Иван Заикин, родился в с. Верхнее Талызино Симбирской губернии.
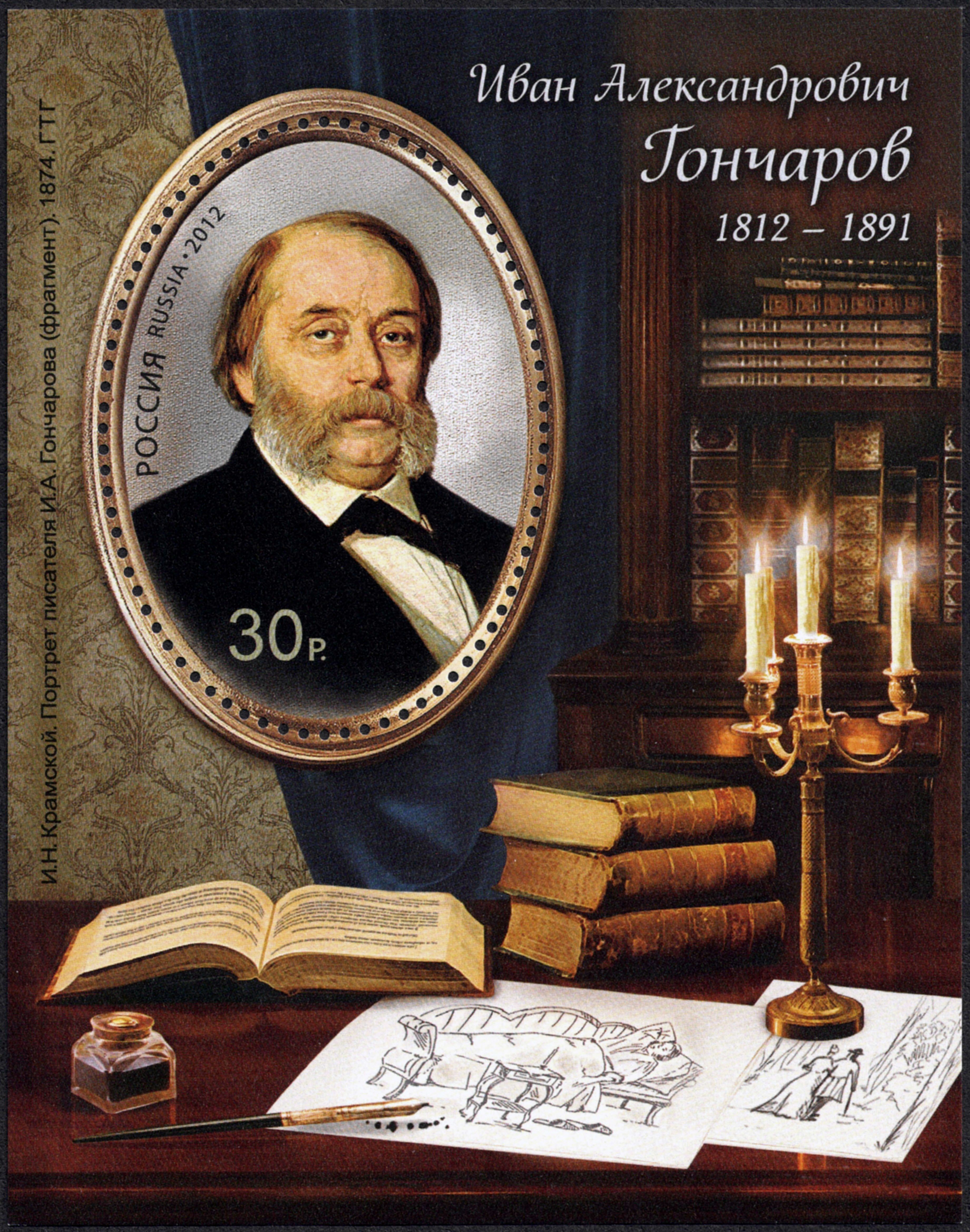
Марка России 2012 г. № 1594 Иван Гончаров, родился в Симбирске, учился в пансионе с. Архангельское.
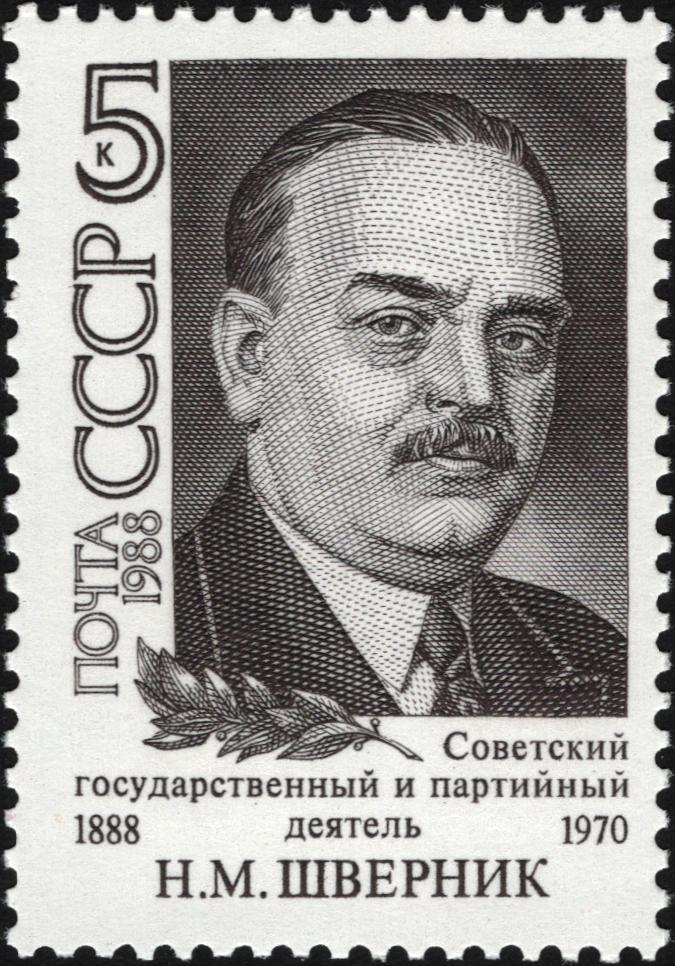
Почта СССР, 1988 г. № 5944. Н. М. Шверник. В 1918 г. был комиссаром 2-го Симбирского полка, освобождал Симбирск и губернию.
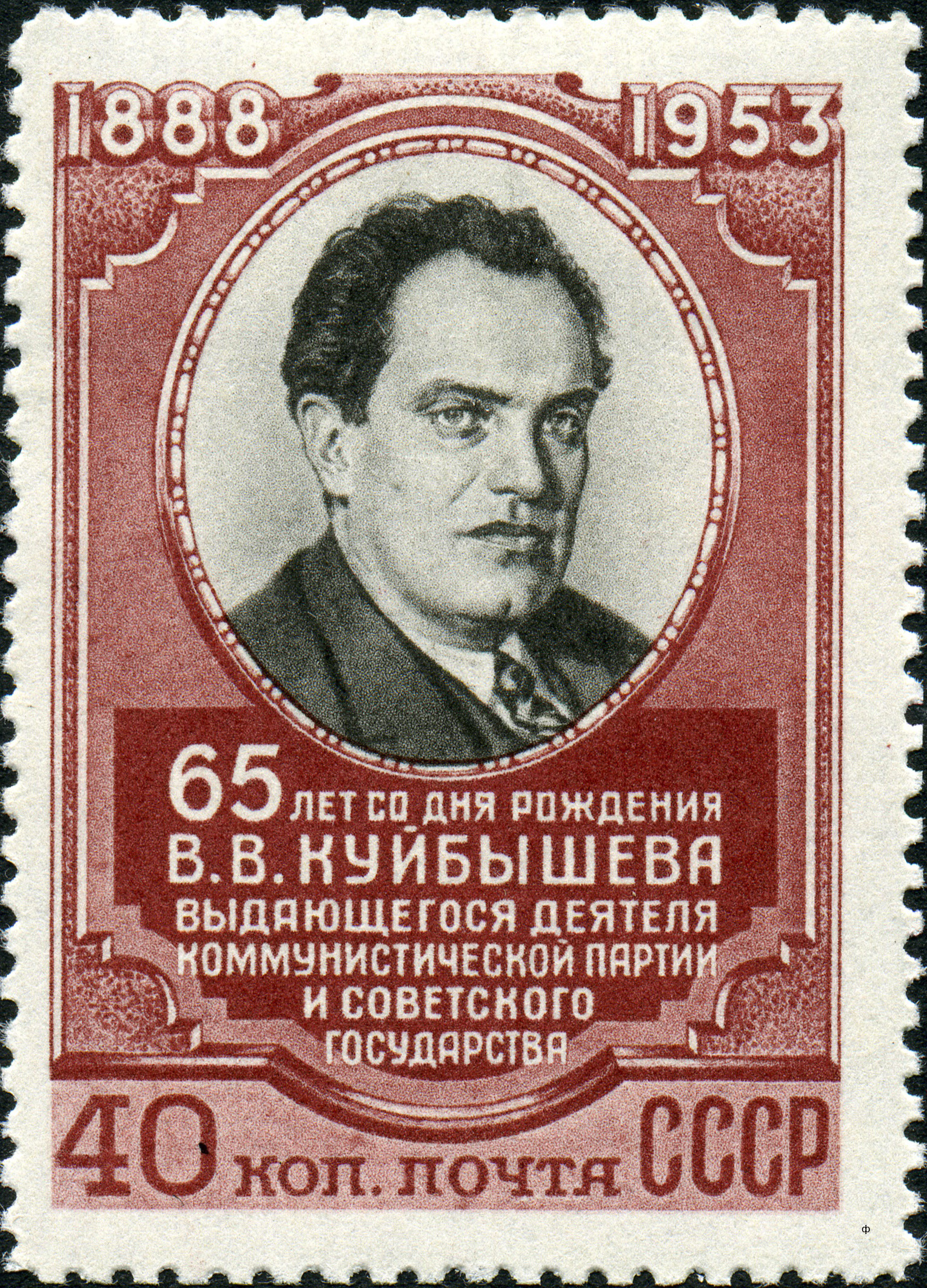
Марка СССР, 1953 г. № 1718. В. В. Куйбышев, был членом РВС 1-й армии Восточного фронта, которая освобождала Симбирскую губернию в 1918 г.
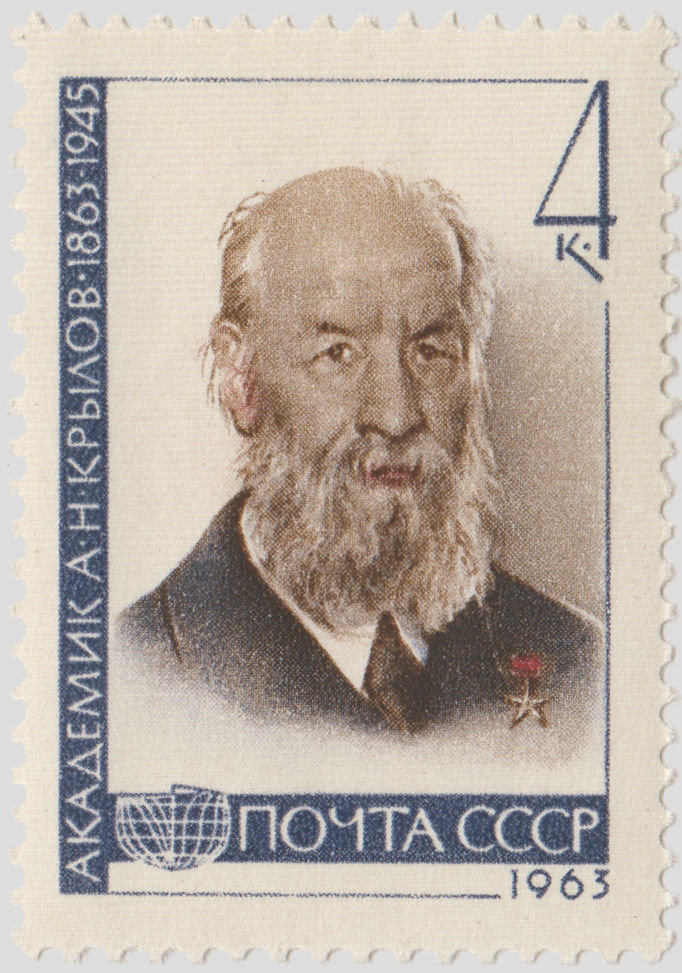
Почтовая марка СССР,  1963 год. А. Н. Крылов, родился в с. Висяга Симбирской губернии.
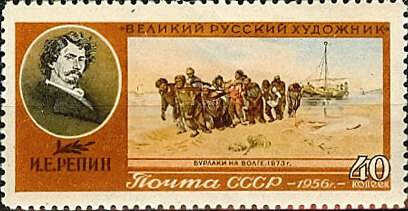
Почтовая марка СССР, 1956 год. 25 лет со дня смерти И. Е. Репина («Автопортрет И.Е. Репина, картина «Бурлаки на Волге»). При написании этой картины Репин жил в с. Ширяево Симбирской губернии.
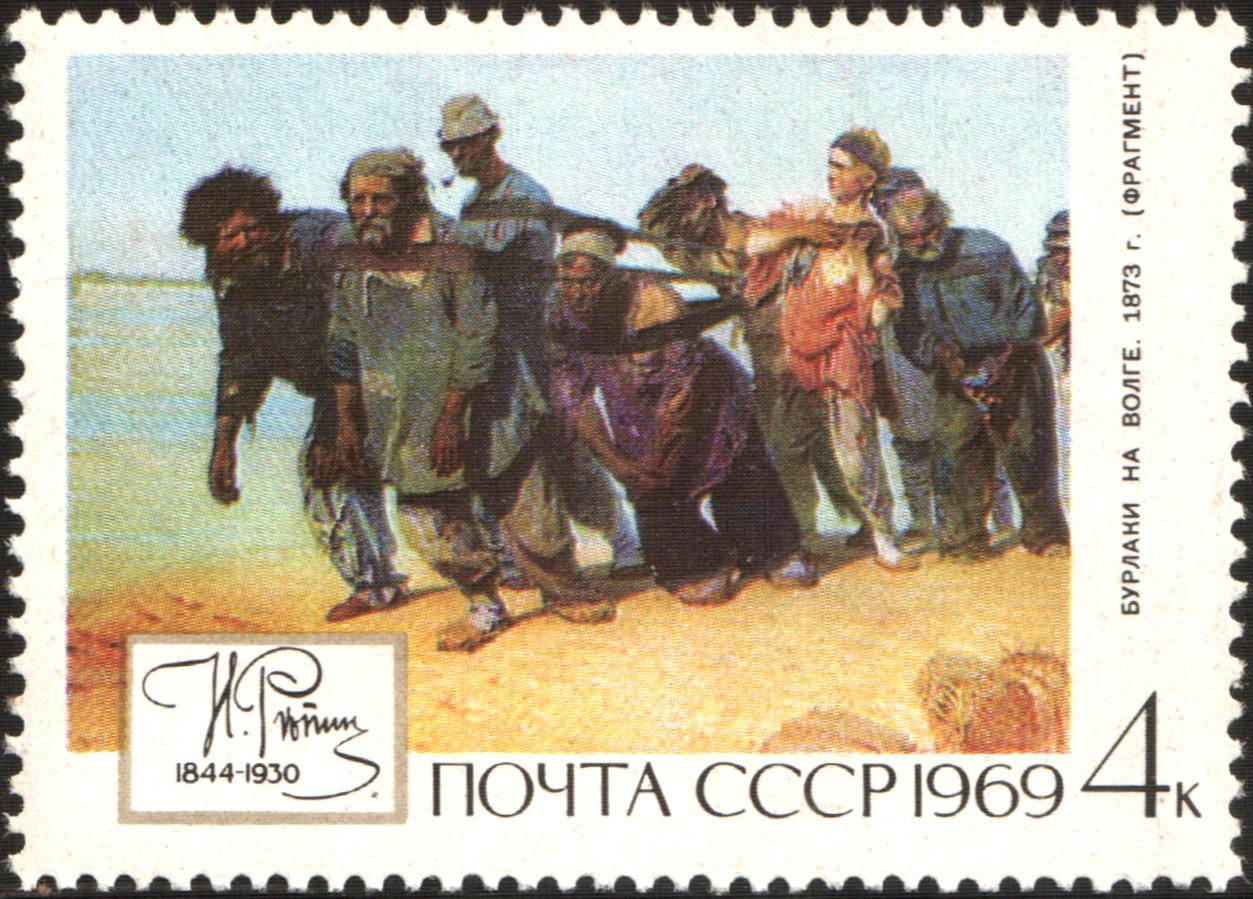
Марка СССР 1969 г.ː И. Репин «Бурлаки на Волге».
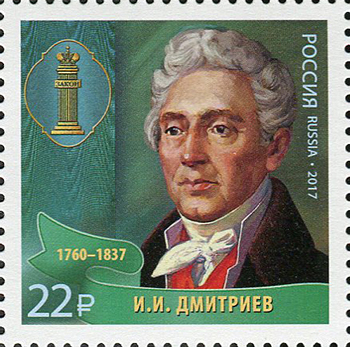
Почтовая марка России, 2017 год (ЦФА [АО «Марка»] № 2298). Выдающиеся юристы России. И. И. Дмитриев (1760-1837), родился в Симбирской губернии[5].
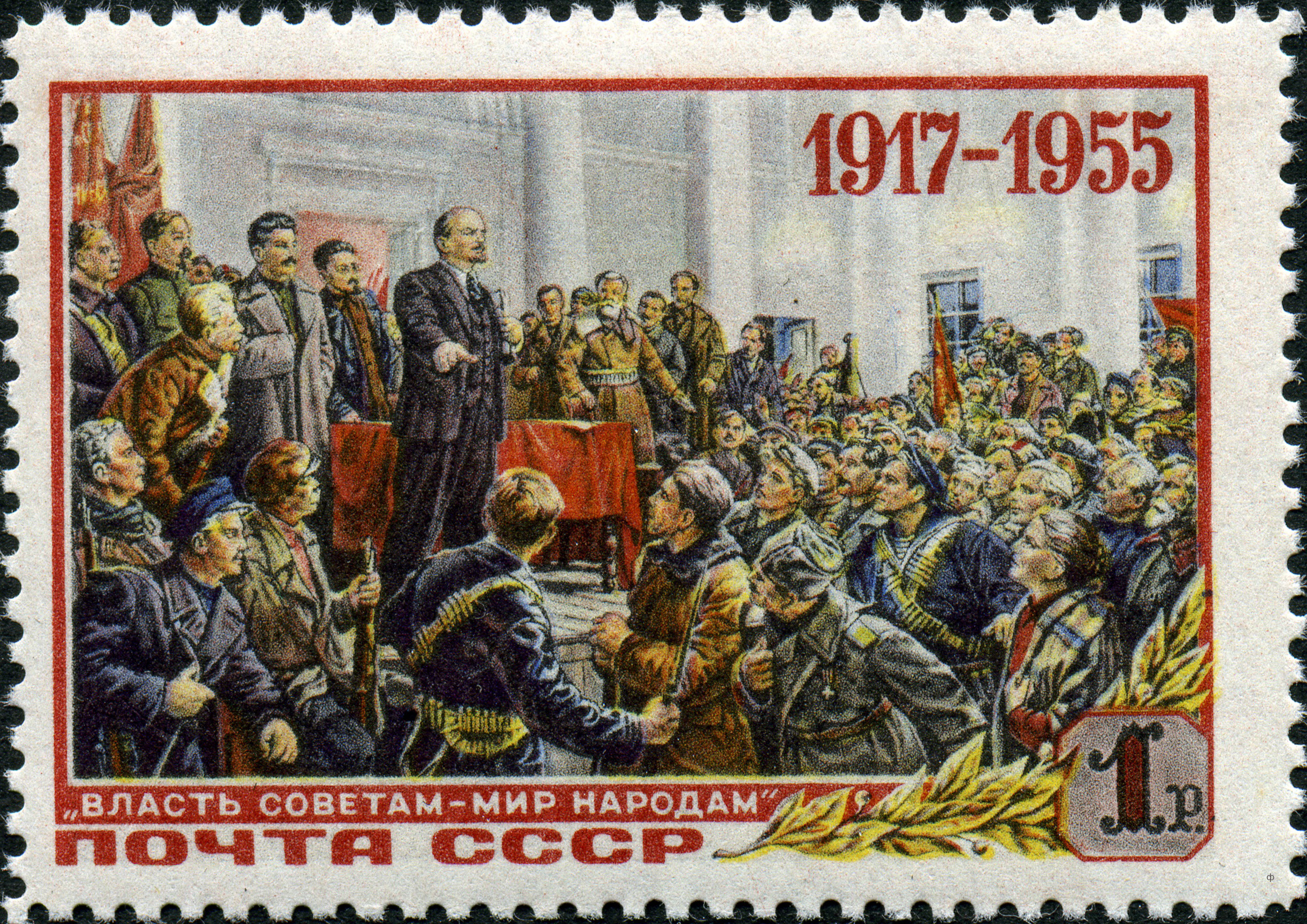
Почтовая марка СССР, 1955 г. 38-я годовщина Великой Октябрьской революции. «Власть Советам — мир народам». Написанная (1948—1950) в соавторстве с В. Н. Басовым, Н. П. Мещаниновым, М. А. Суздальцевым, В. А. Прибыловским — уроженец с. Приволье Симбирской губ.
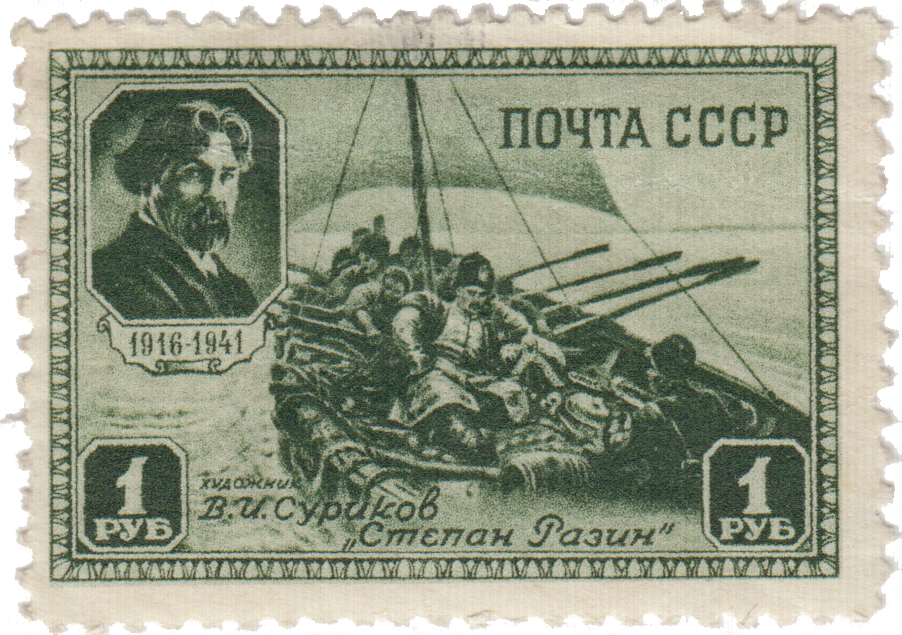
Марка СССР, 1941 год. Серия «25-летие со дня смерти В. И. Сурикова (1848 - 1916)». «Степан Разин». Войско Степана Разина участвовало в боях Симбирской губернии.
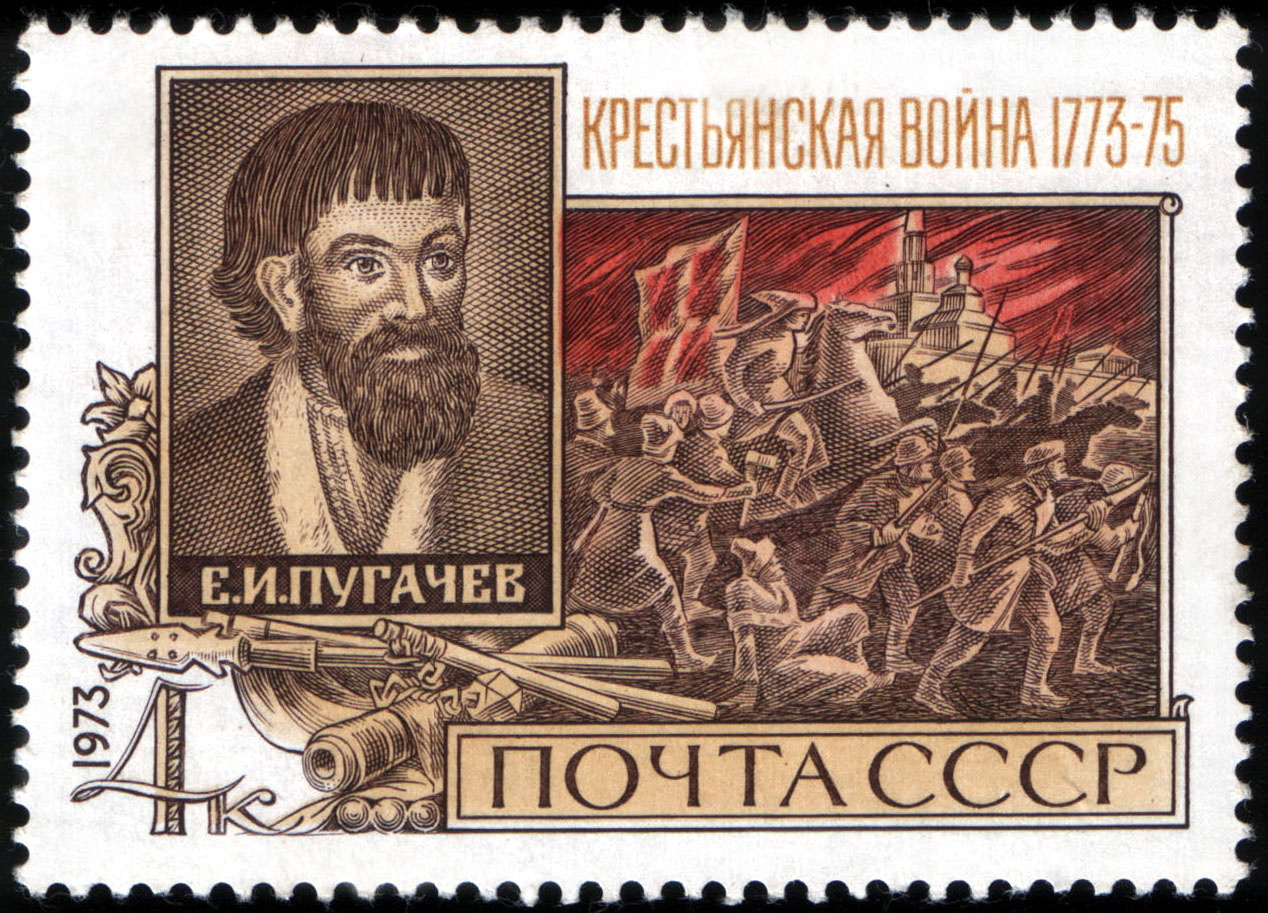
Марка СССР, 1973 г. Е. Пугачёв. Отряды Емельяна Пугачёва участвовали в восстание в Симбирской губернии[6].

## Почтовые конверты

### СССР
- ХМК СССР, 1966. Писатель, историк Н. М. Карамзин.

В 1973 году Министерством связи СССР издан художественный маркированный конверт — «Ульяновская область, с. Ивановка. Скульптура „Подвиг Героя Советского Союза Александра Матросова“».
- В 1975 году ХМК 75-618 Тукай Габдулла, татарский народный поэт (в 1908-1909 годах жил в с. Гурьевка[8]).
- В 1976 году ХМК 76-79 Эрьзя Степан Дмитриевич, советский художник, ваятель, мастер скульптуры (Родился в 1876 году в эрзянском селе Баево Алатырского уезда Симбирской губернии).
- Почтовые карточки СССР с оригинальной маркой. 1977. 90-летие со дня рождения В. И. Чапаева (Жил в Симбирске и Мелекессе).
- В 1983 году Министерством связи СССР издан художественный маркированный конверт — «А. А. Пластов» (уроженец с. Прислониха).
- В 1984 году Министерством связи СССР издан художественный маркированный конверт — «И. В. Тюленев» (уроженец с. Шатрашаны).
- ХМК СССР, 1986. Русский советский писатель А. С. Неверов.
- ХМК СССР, 1986. Советский писатель Ф. И. Панфёров.
- Почтовая карточка СССР, 1991 г. 200-летие со дня рождения писателя С. Т. Аксакова (жил в Аксаково, Репьёвке).
- В 1991 году КПД СССР. Отечественные историки. Н. М. Карамзин.

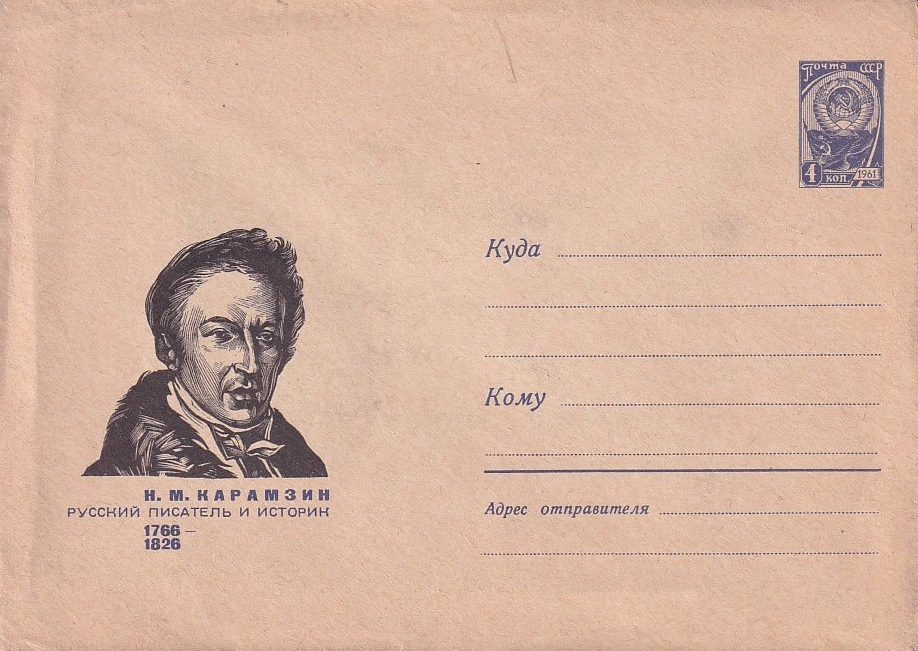
ХМК СССР, 1966. Писатель, историк Н. М. Карамзин.
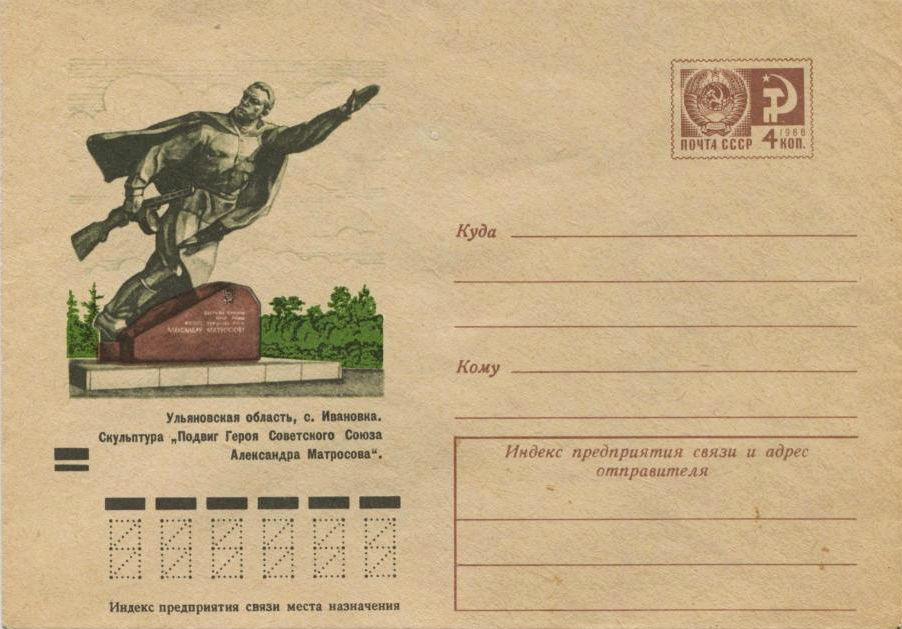
ХМК СССР, 1973. Ульяновская область, с. Ивановка. Скульптура Подвиг Героя Советского Союза А. Матросова.
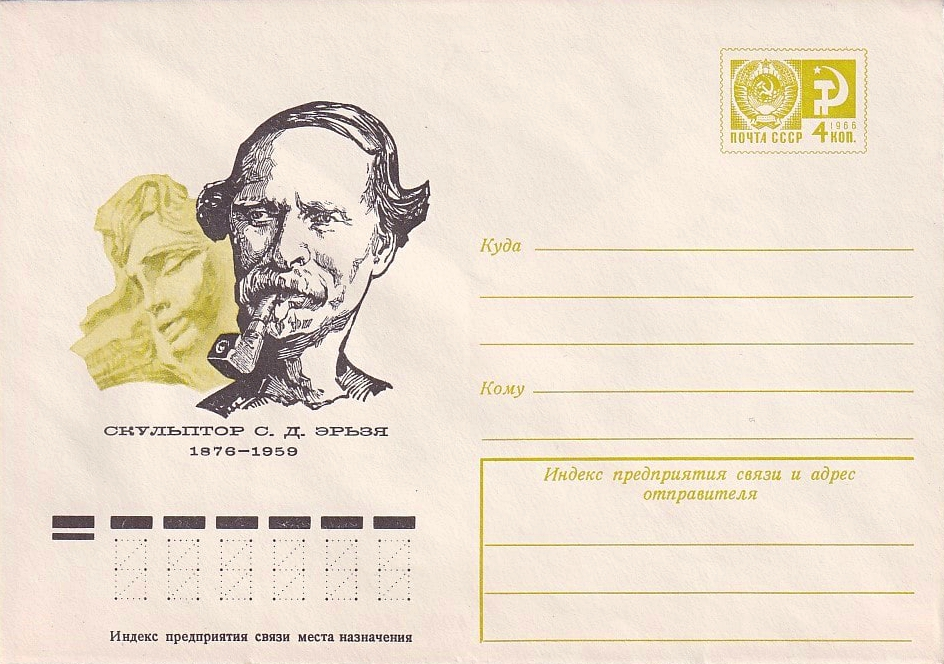
ХМК СССР, 1976. Скульптор С. Д. Эрьзя.
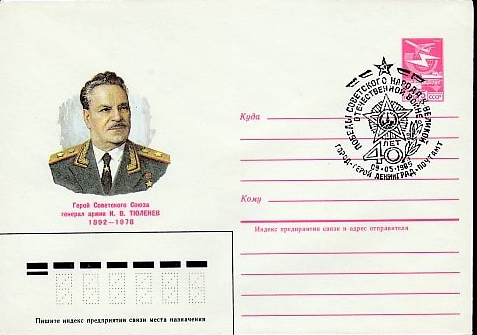
ХМК СССР, 1985 г. со спецгашением. Герой Советского Союза И. В. Тюленев.
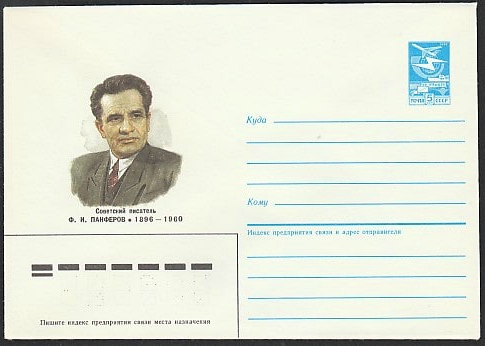
ХМК СССР, 1986. Советский писатель Ф. И. Панфёров.
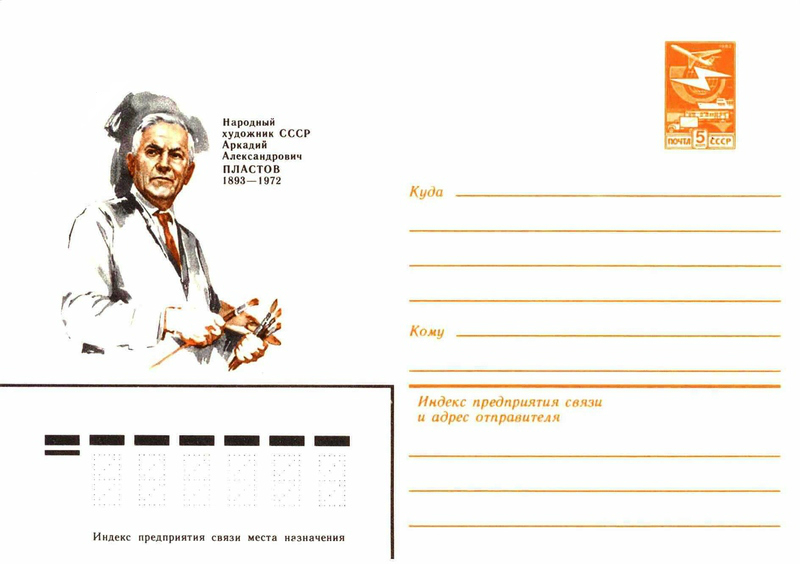
Художественные маркированные конверты 1983 года. Пластов Аркадий Александрович.
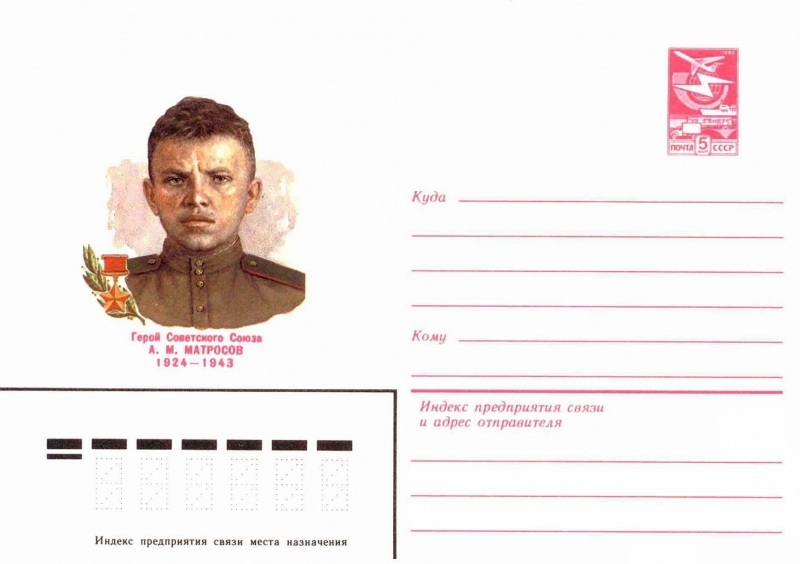
Художественные маркированные конверты 1983 года. Матросов Александр Матвеевич.
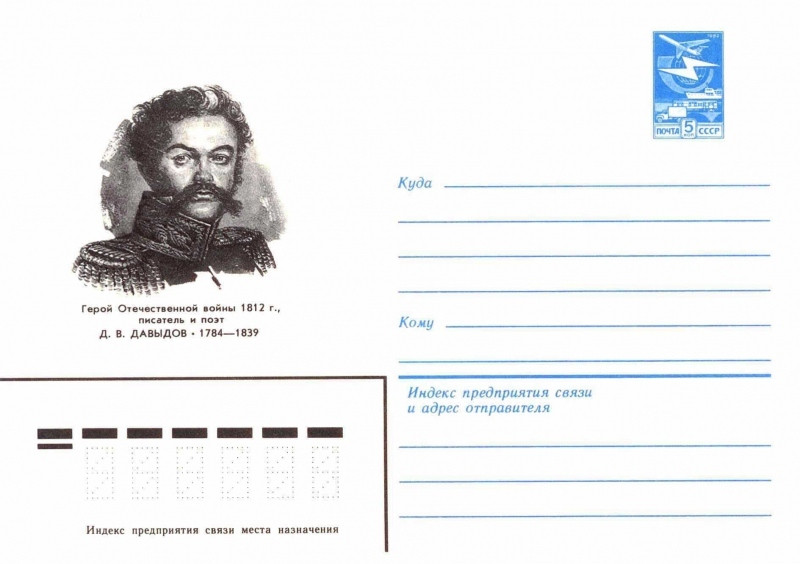
Художественные маркированные конверты 1983 года. Давыдов Денис Васильевич.
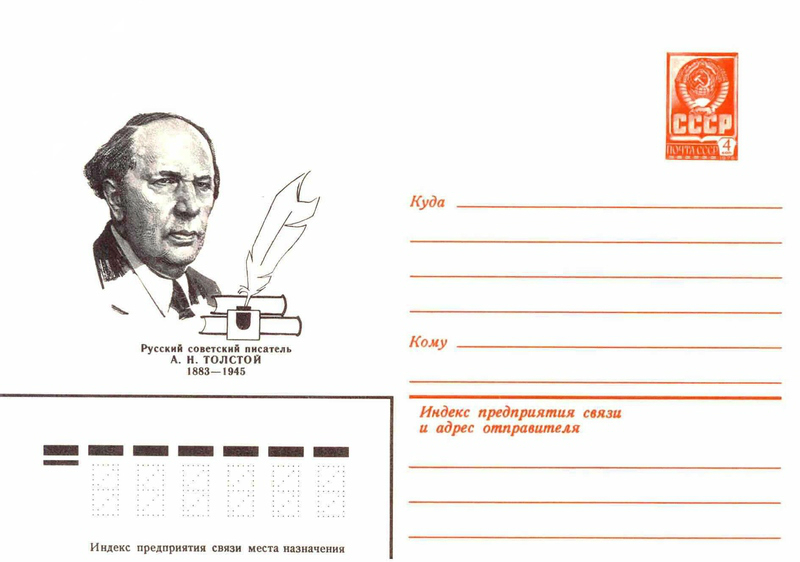
Художественные маркированные конверты 1982 года. Толстой Алексей Николаевич.
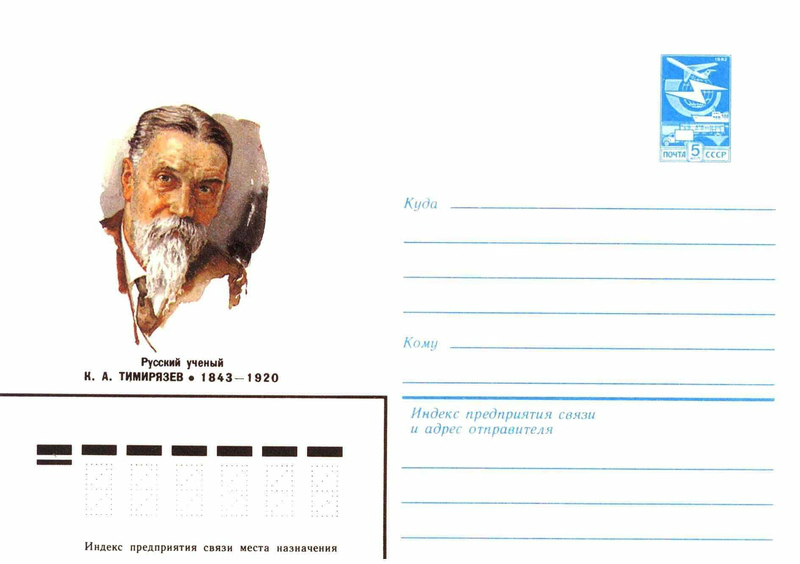
Художественные маркированные конверты 1983 года. Тимирязев Климент Аркадьевич.
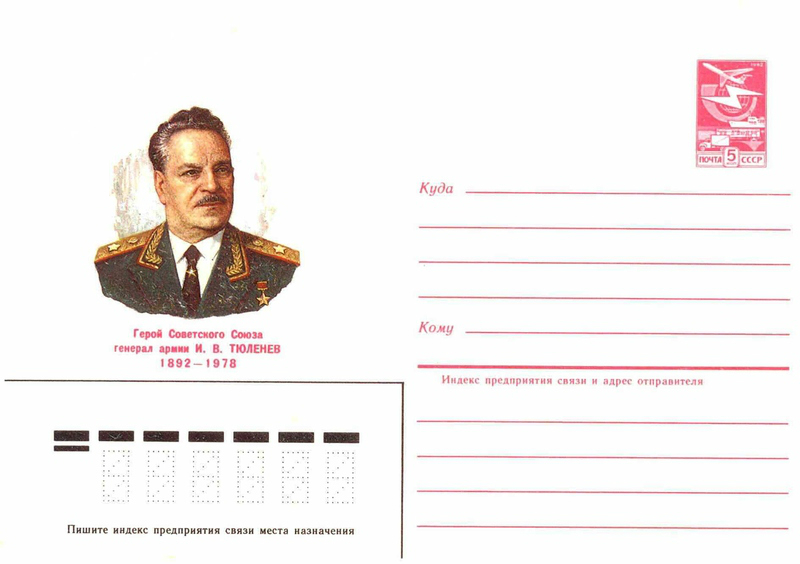
Художественные маркированные конверты 1984 года. Тюленев Иван Владимирович.
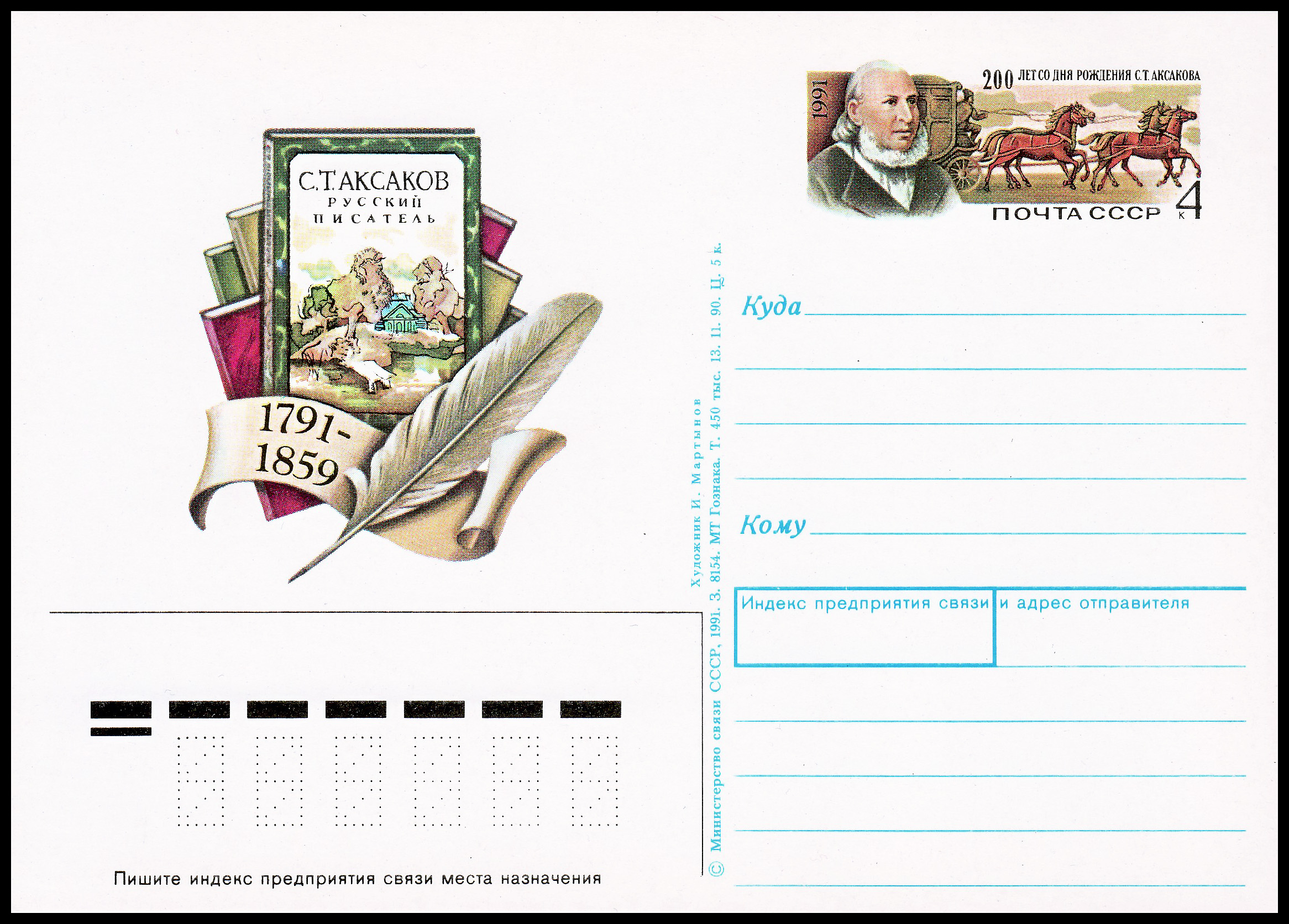
Почтовая карточка СССР. 1991. 200-летие со дня рождения писателя С. Т. Аксакова.
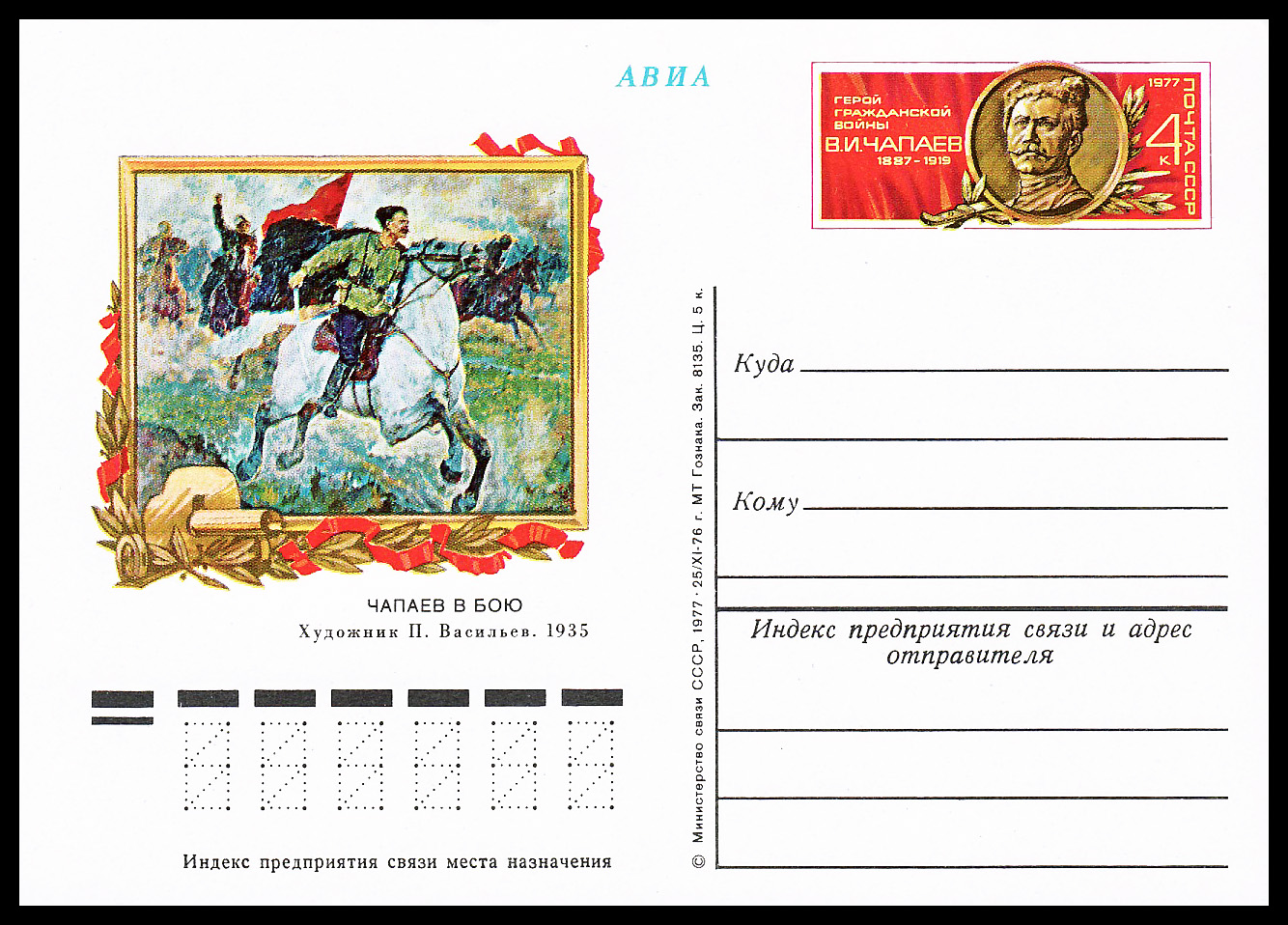
Почтовая карточка СССР. 1977. 90-летие со дня рождения В. И. Чапаева, героя Гражданской войны.
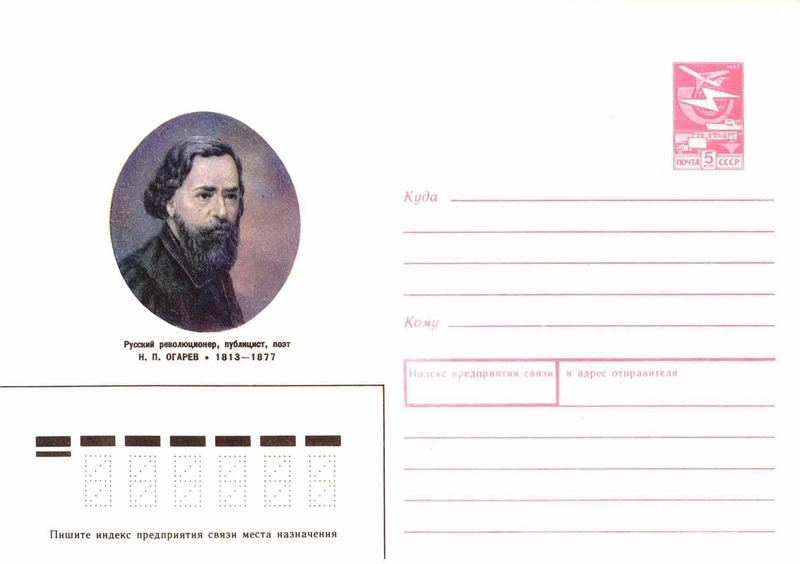
Художественный маркированный конверт 1988 года. Огарев Николай Платонович.
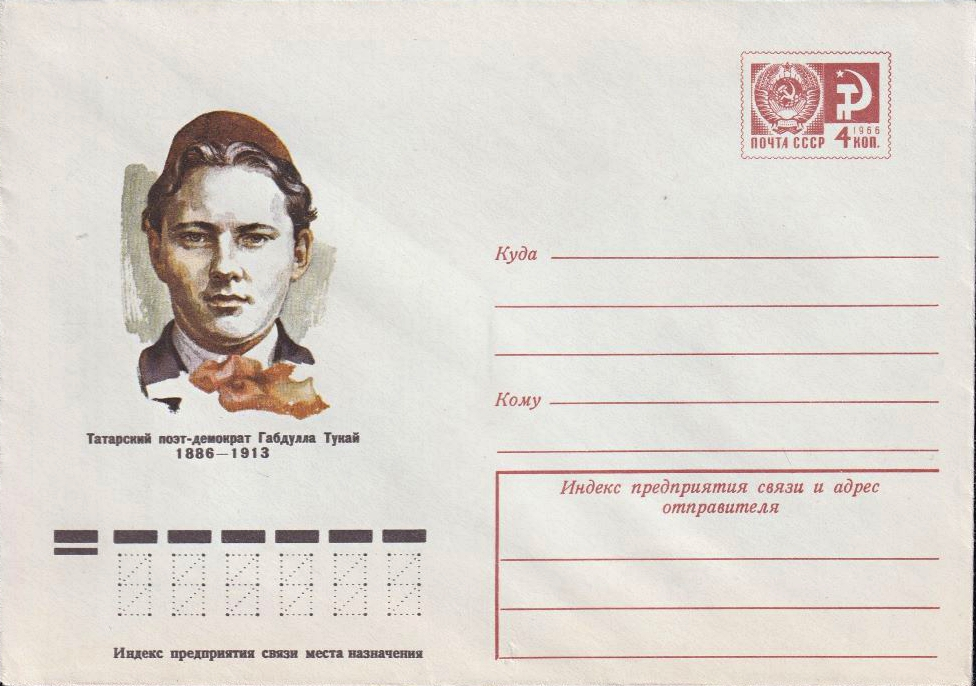
ХМК СССР, 1975 г. поэт Габдулла Тукай.
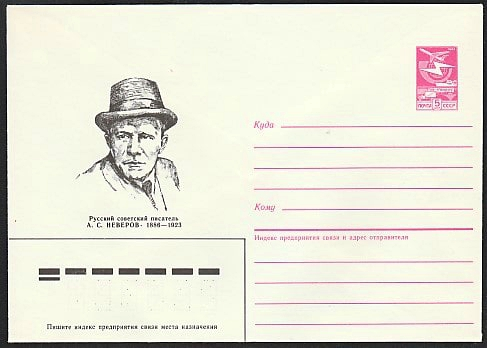
ХМК СССР, 1986. Русский советский писатель А. С. Неверов.
КПД СССР, 1991 г. Отечественные историки. Н. М. Карамзин.

### Россия
- В 1999 году Министерство связи России выпустило ХМК — «Ульяновская область. г. Димитровград. Памятник Вечной славы»[9].
- В 2004 году Министерство связи России выпустило ХМК — «г. Инза. Ульяновская область. 15-17 октября 2004 г. Межрегиональная филателистическая выставка „Поэт и полиглот“. Посвящается 200-летию русского поэта, лингвиста и переводчика Д. П. Ознобишина»[10].
- В 2004 г. Россвязь выпустила Художественный маркированный конверт — Димитровград. Ульяновской области. Краеведческий музей[11].ХМК СССР, 1976. Скульптор С. Д. Эрьзя
- В 2006 году Министерство связи России выпустило ХМК — "Ульяновская область. г. Димитровград. «Филателистическая выставка. Мирный атом» АЭС. Ледокол[12].
- В 2007 году Министерство связи России выпустило ХМК — «Ульяновская область. с. Ляховка. Церковь в честь иконы Божией Матери Знамение»[13].
- В 2007 году Министерство связи России выпустило ХМК — «Ульяновск. 2007. Всероссийская филателистическая выставка. Православие и культура. (изображён с. Ляховка. Церковь в честь иконы Божией Матери Знамение)»[14].
- В 2007 году Министерство связи России выпустило ХМК — «Ульяновская область. Посёлок Карсун. Здание Центральной районной библиотеки»[15].
- В 2007 году Министерство связи России выпустило ХМК — «Ульяновская область. Сурское. Часовня на Никольской горе»[16].
- В 2007 году Министерство связи России выпустило ХМК — «Ульяновская область. Кокрять. Козьмодемьянская церковь».
- ХМК РФ 2007 г. Дмитровград на старых открытках. Пос. Мелекесс, Сам. губ. Хлебная площадь.
- ХМК РФ 2007 г. 50 лет. г. Новоульяновск. Администрация города.
- В 2008 году Министерство связи России выпустило ХМК — «360 лет Ульяновску. Всероссийская юношеская филателистическая выставка. Ульяновская область. с. Крестово-Городище. 2008»[17].
- В 2009 году Министерство связи России выпустило ХМК — «Ульяновская область. 210 лет со дня рождения А. С. Пушкина.»[18]
- ХМК РФ, 2009 г. Республика Татарстан. Габдулла Шамуков, народный артист СССР (родился в д. Асаново [19].
- В 2010 году Министерство связи России выпустило ХМК — «Ульяновская область. Мемориал воинам-ульяновцам, погибшим за Отечество (с. Троицкий Сунгур)»[20].
- В 2010 году Министерство связи России выпустило ХМК — «Ульяновская область. с. Лебяжье. Храм Рождества Христова»[21].
- В 2010 году Министерство связи России выпустило ХМК — «Ульяновская область. Иван Осипович фон Велио 1830—1899, директор Почтового департамента России с 1868 по 1880 гг.»[22].
- В 2011 году Министерство связи России выпустило ХМК — «Ульяновск. Герой СССР Николай Герасимов, лётчик»[23].
- 24.03.2011 г. Россвязь выпустила Художественный маркированный конверт с изображением картины А. А. Пластова «Деревенский март». 1965 г.[24]
- В 2013 году Министерство связи России выпустило Художественный маркированный конверт, где изображено здание музея и памятник Пластову в с. Прислониха[25].
- В 2014 году Минсвязи РФ выпустила ХМК с СГ "100 лет со дня рождения А. Ф. Трёшникова".
- В 2016 году Министерство связи России выпустило ХМК — «Ульяновская область. Сенгилей. Герб. 350 лет»[26].
- В 2016 году Минсвязи РФ выпустила ХМК К 250-летию со дня рождения Николая Михайловича Карамзина.
- В 2018 году Министерство связи России выпустило ХМК — «Ульяновская область. Контр-адмирал Сойгин Михаил Фёдорович»[27].
- ХМК РФ 2018 г. с оригинальной маркой «100 лет со дня рождения В. П. Хазова (1918—1942), танкист»[28]
- В 2019 году Министерство связи России выпустило ХМК — «Ульяновская область. Герой СССР гвардии майор Алексей Карабанов»[29].
- В 2020 году Почта России выпустила серию из марки и почтового блока посвящённые А. А. Пластову (на марке изображены прислонихцы).
- В 2020 году Министерство связи России выпустило ХМК — «Ульяновская область. Василий Иванович Зуев 1870—1941. художник-миниатюрист ювелирной фирмы Фаберже»[30].
- В 2022 году Министерство связи России выпустило Конверт с оригинальной маркой со спецгашением (31.03.2022) — Писатель Д. В. Григорович[31].
- В 2023 году Почта России выпустила ХМК: Ульяновская область. 100 лет со дня рождения Ю. Т. Алашеева (1923–1959).
- В 2023 году Почта России выпустила ХМК: Ульяновская область. 100 лет со дня рождения В. П. Носова (1923–1945), лётчика, Героя РФ[32].
- В 2023 году Почта России выпустила ХМК: Ульяновская область. 100 лет со дня рождения М. Ф. Вахрамеева (1923–1986)[33].

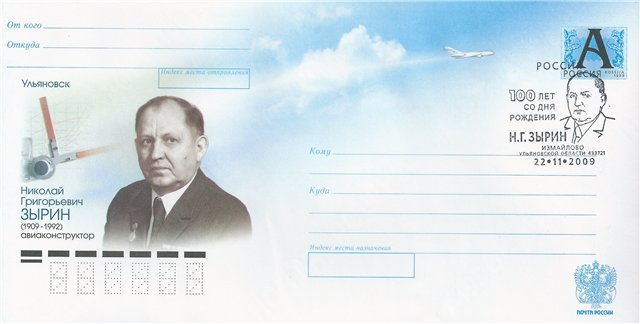
Почтовый конверт 2009 г. с Н. Г. Зыриным, уроженцем с. Измайлово.
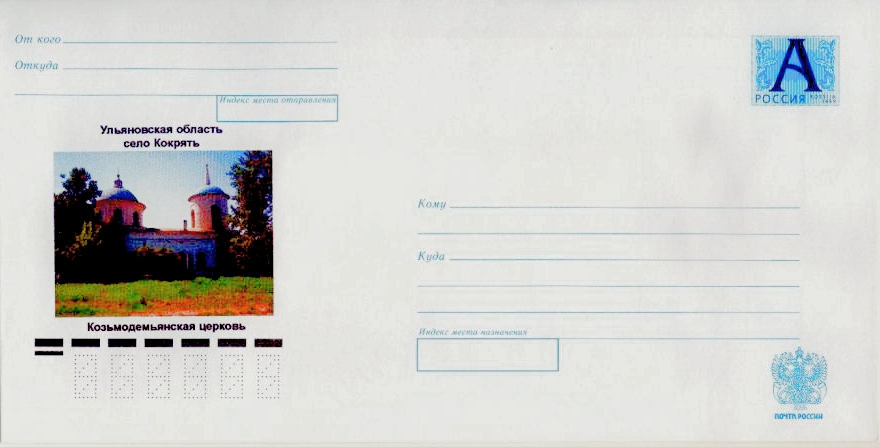
ХМК РФ 2007. Ульяновская область с. Кокрять. Козьмодемьянская церковь.
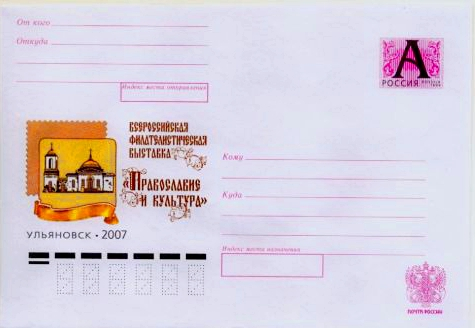
ХМК РФ. Всероссийская филателистическая выставка "Православие и культура". Ульяновск-2007. (Знаменская церковь, с. Ляховка).
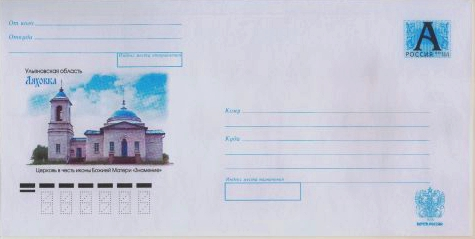
ХМК РФ, 2007 г. Ульяновская область. с. Ляховка. Знаменская церковь.
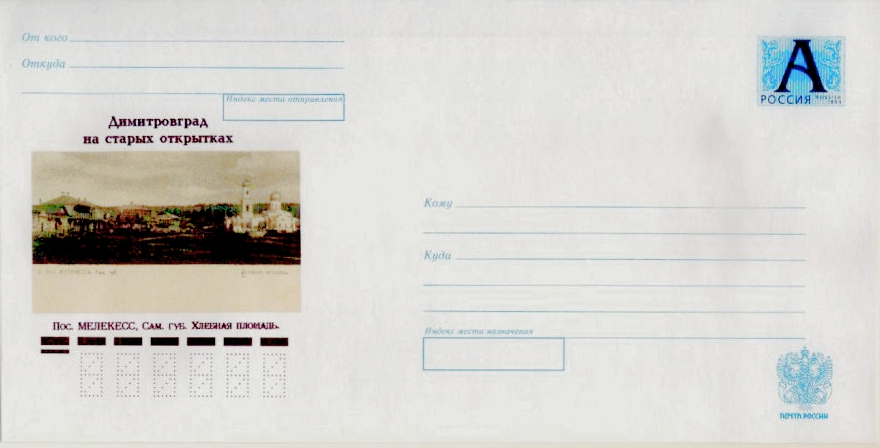
ХМК РФ 2007 г. Дмитровград на старых открытках. Пос. Мелекесс, Сам. губ. Хлебная площадь.
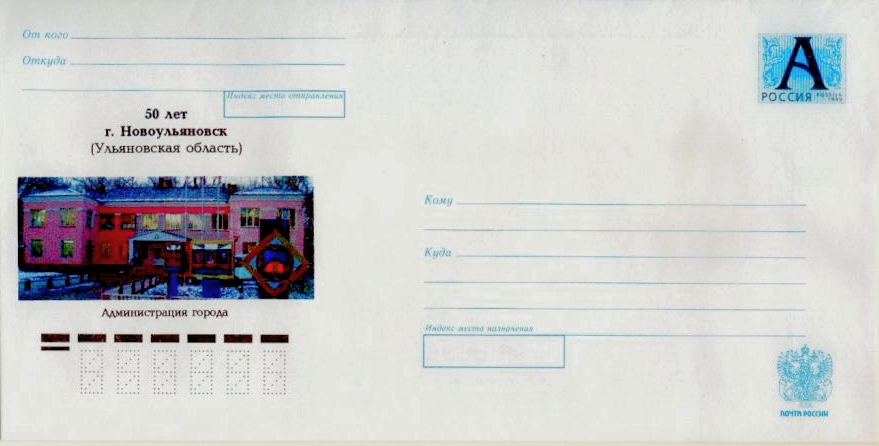
ХМК РФ 2007 г. 50 лет. г. Новоульяновск. Администрация города.
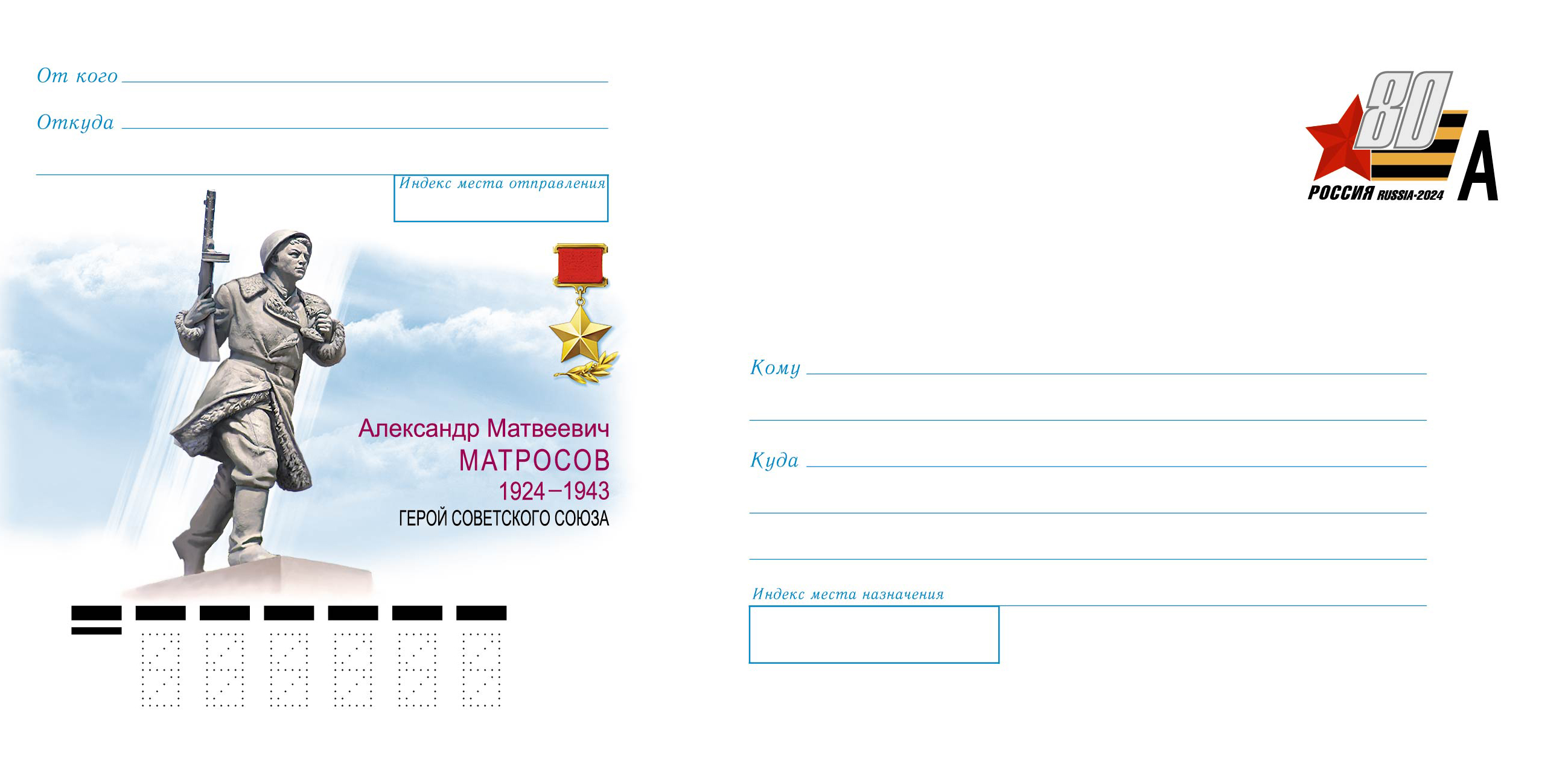
100 лет со дня рождения А. М. Матросова (1924–1943), Героя Советского Союза.
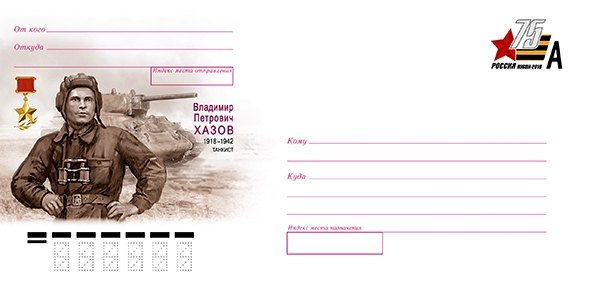
ХМК РФ 2018 г. с оригинальной маркой «100 лет со дня рождения В. П. Хазова (1918—1942), танкист».
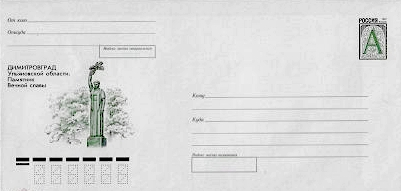
ХМК РФ, 1999 г. Димитровград Ульяновской области. Памятник Вечной славы.
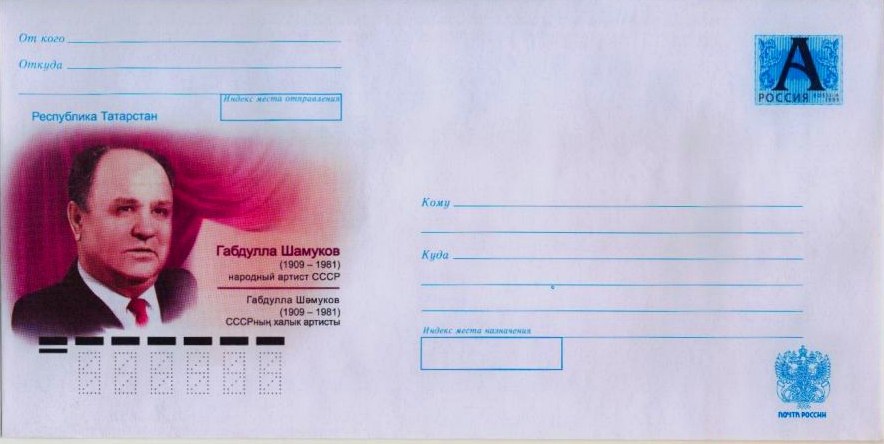
ХМК РФ, 2009 г. Республика Татарстан. Габдулла Шамуков, народный артист СССР.
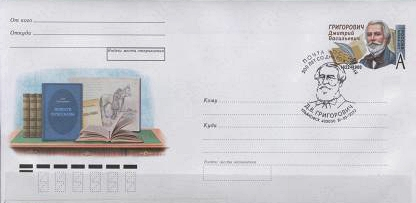
КсОМ РФ и СГ, 2022. 200 лет Д. В. Григоровичу.
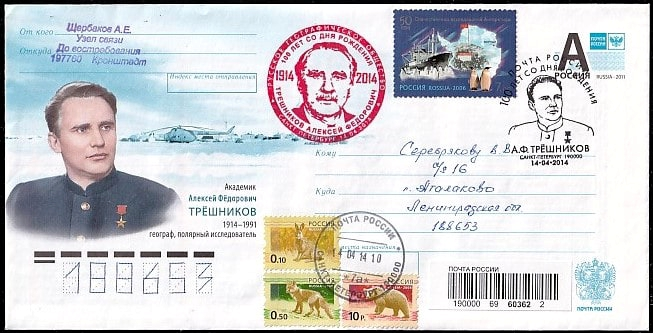
ХМК РФ, 2014. СГ "100 лет со дня рождения Трёшникова А. Ф.".
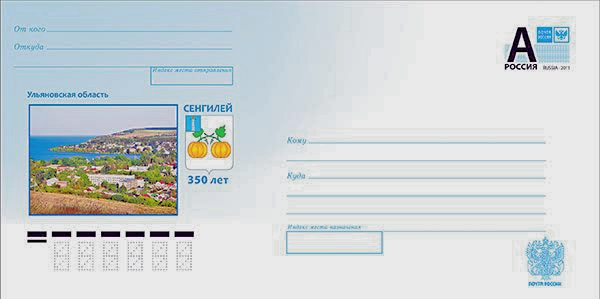
ХМК России, 2016 — «Ульяновская область. Сенгилей. Герб. 350 лет».
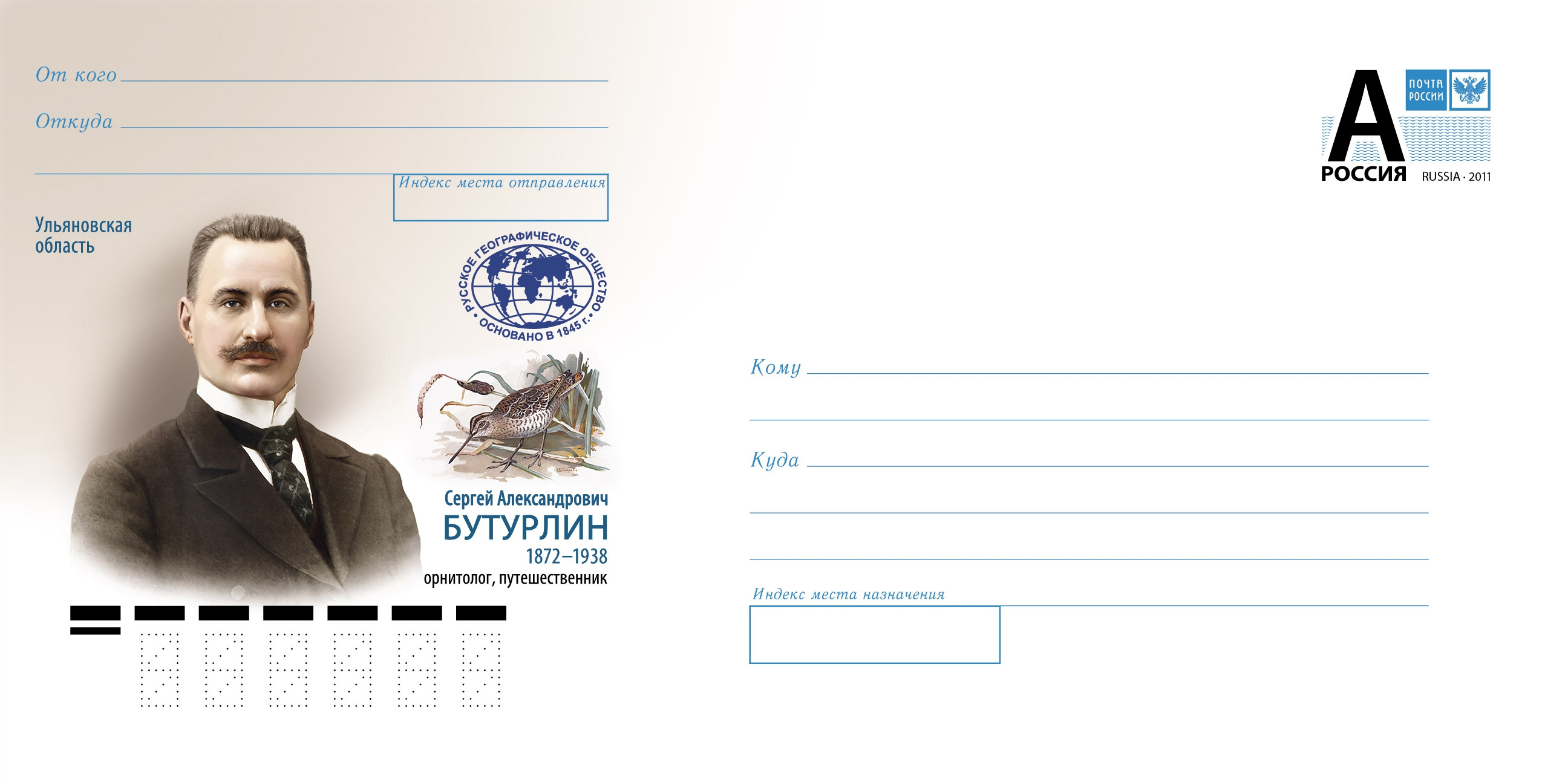
ХМК РФ, 2022. Ульяновская область. 150 лет со дня рождения С. А. Бутурлина (жил в области).
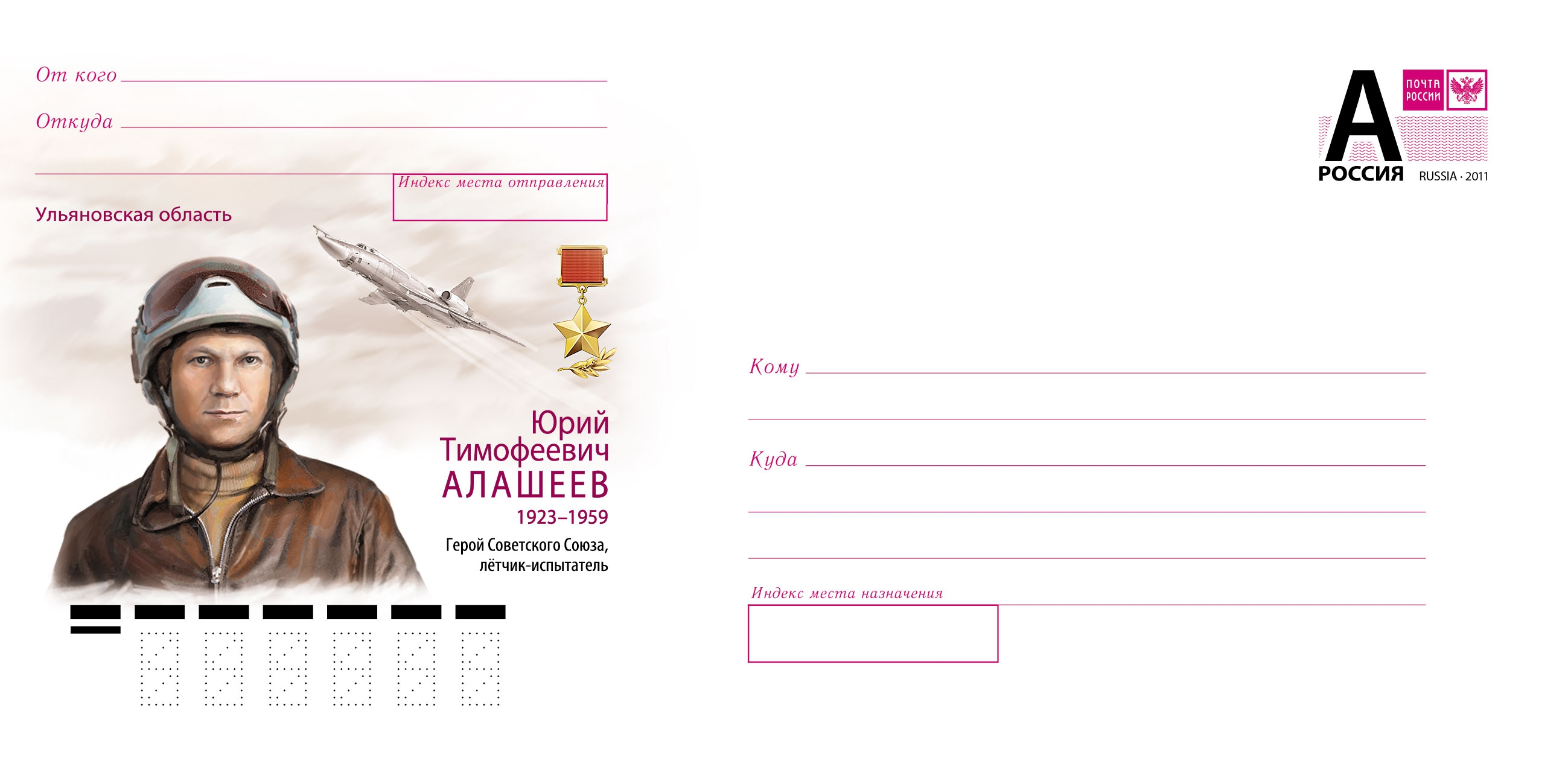
ХМК РФ, 2023. 100 лет Ю. Т. Алашееву.
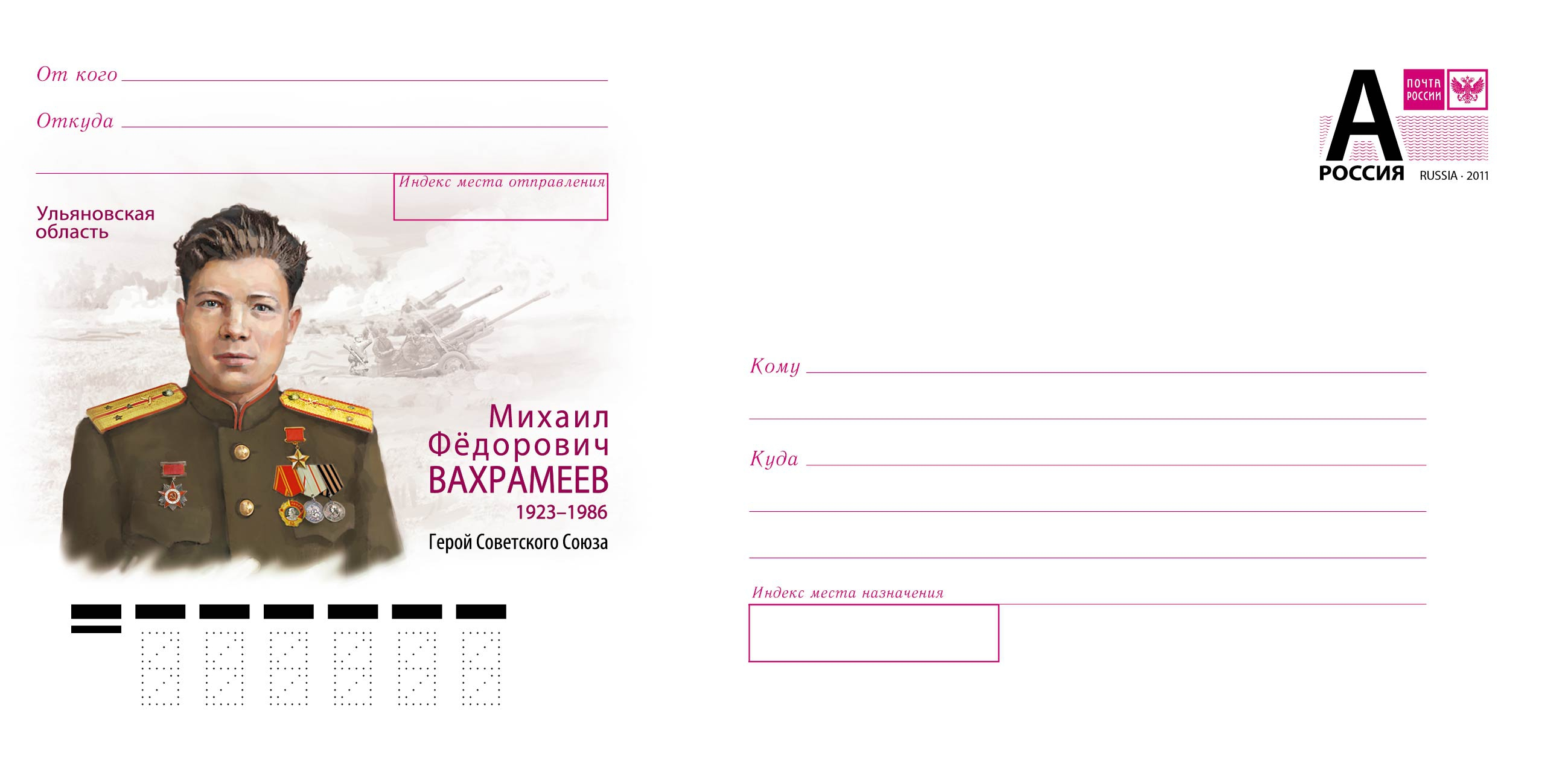
ХМК РФ, 2023. 100 лет со дня рождения М. Ф. Вахрамеева.
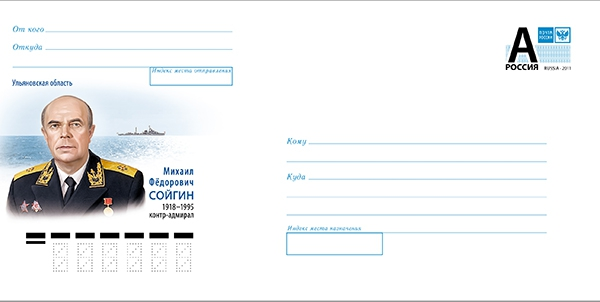
ХМК РФ, 2018. М. Ф. Сойгин.
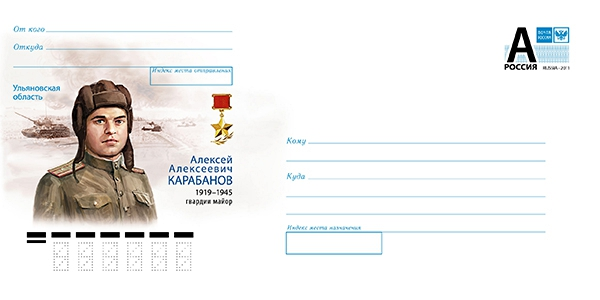
ХМК РФ, 2019. 100 лет со дня рождения А. А. Карабанова.
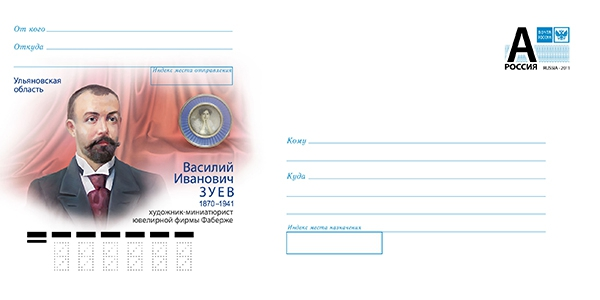
ХМК РФ, 2020. 150 лет со дня рождения В. И. Зуева.
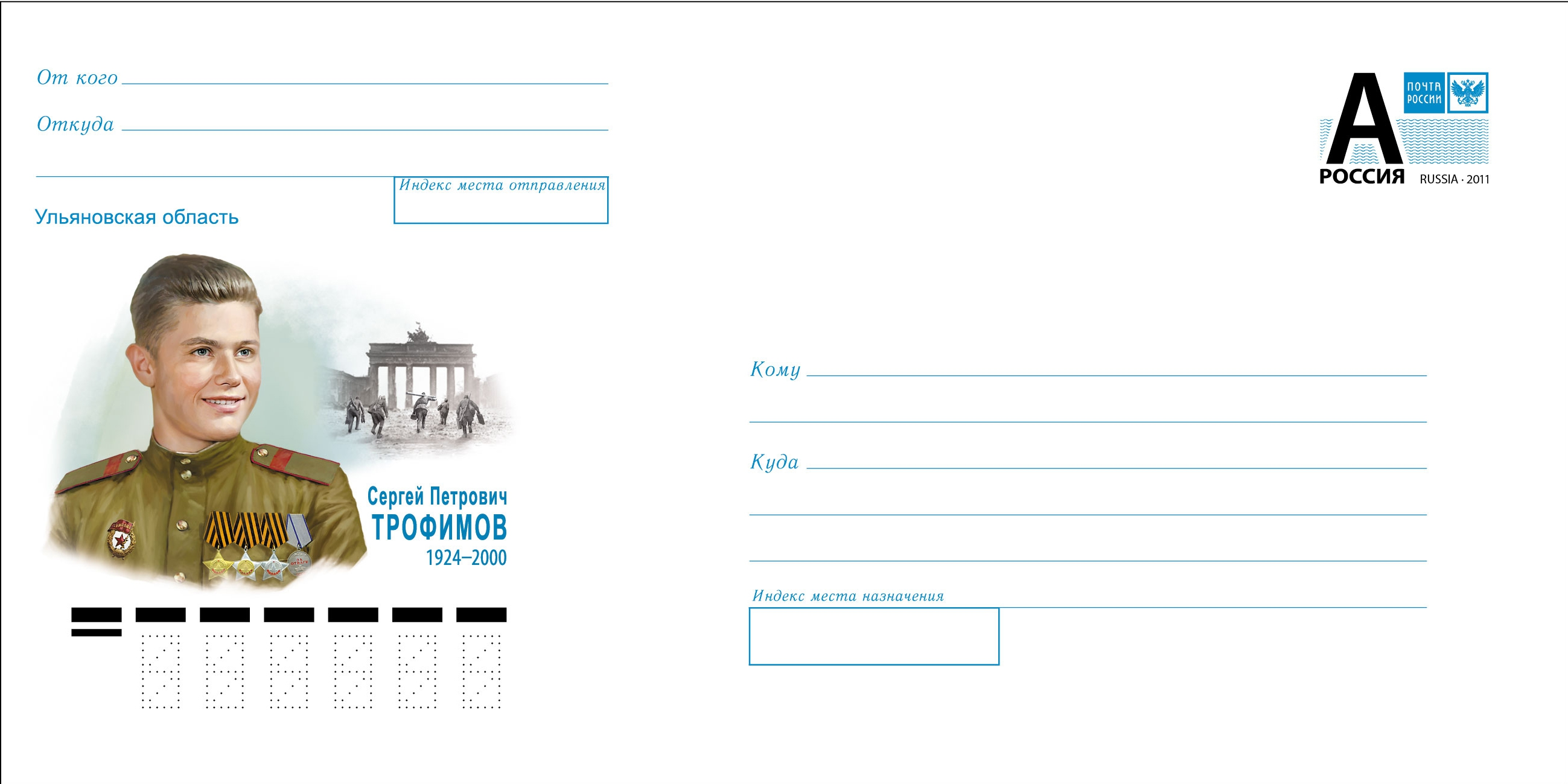
ХМК РФ, 2024. С. П. Трофимов.
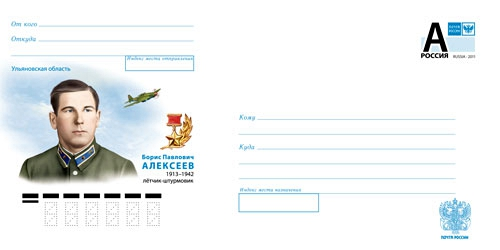
ХМК РФ, 2013. Б. П. Алексеев.
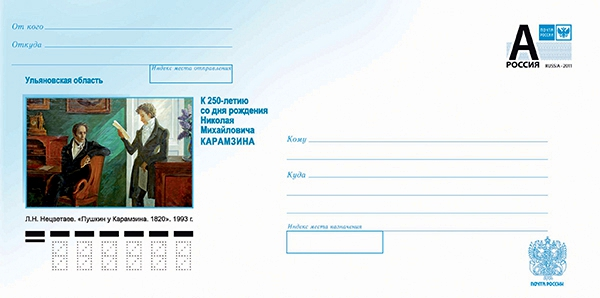
ХМК РФ, 2016. К 250-летию со дня рождения Н. М. Карамзина.
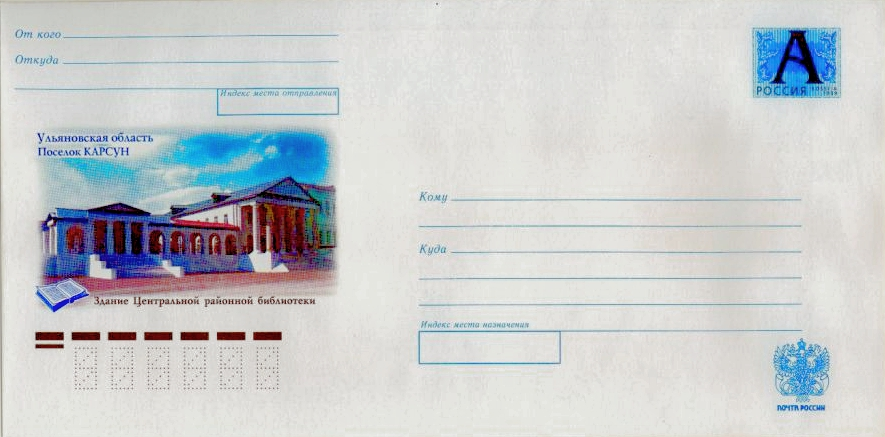
ХМК РФ, 2007. Карсун. Здание Центральной районной библиотеки.

## Филателистические выставки
- В 1988 году в городе Димитровград состоялась Областная юношеская филателистическая выставка[34].
- В 2004 году в Инзе прошла межрегиональная филателистическая выставка «Поэт и полиглот». Посвящённая 200-летию русского поэта и переводчика Д. П. Ознобишин[10][34].
- 12 мая 2006 года в Димитровграде Ульяновской области завершила работу Всероссийская филателистическая выставка «Мирный Атом» в честь 50-летия Научно-исследовательского института атомных реакторов[12][35][36].
- В 2007 году в с. Ляховка была посвящена Всероссийская филателистическая выставка «Православие и культура»[37].
- 20 декабря 2007 года стартовал проект «Ульяновская область — филателистическая столица России — 2008». О начале его реализации объявил Губернатор Ульяновской области Сергей Морозов. Решение о выборе Ульяновской области первой в истории «Столицей филателии России» было принято на заседании Президиума Исполнительного Совета Союза филателистов России[38][39]. В рамках этого проекта в 2008 году в с. Крестово-Городище состоялась Всероссийская юношеская филателистическая выставка[40].
- 11 апреля 2021 г. в ЦКиД «Восход» Димитровграда проходила областная филателистическая выставка, посвященная 60-летию полёта Ю. А. Гагарина в космос и 50-летию образования первого клуба коллекционеров в ЦКиД «Восход»[41].
- С 31.03.2022 по 31.01.2023 год в Ульяновской области был реализован проект «История Ульяновской области глазами филателистов»[42].
- 23 августа 2023 года в Димитровграде открылась Всероссийская филателистическая выставка в честь Года педагога и наставника в РФ[43].

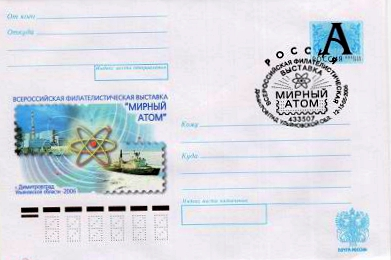
ХМК РФ, 2006. Всероссийская филвыставка «Мирный Атом». Димитровград.
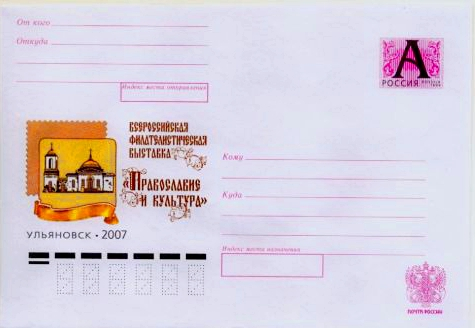
ХМК РФ. Всероссийская филателистическая выставка "Православие и культура". Ульяновск-2007.
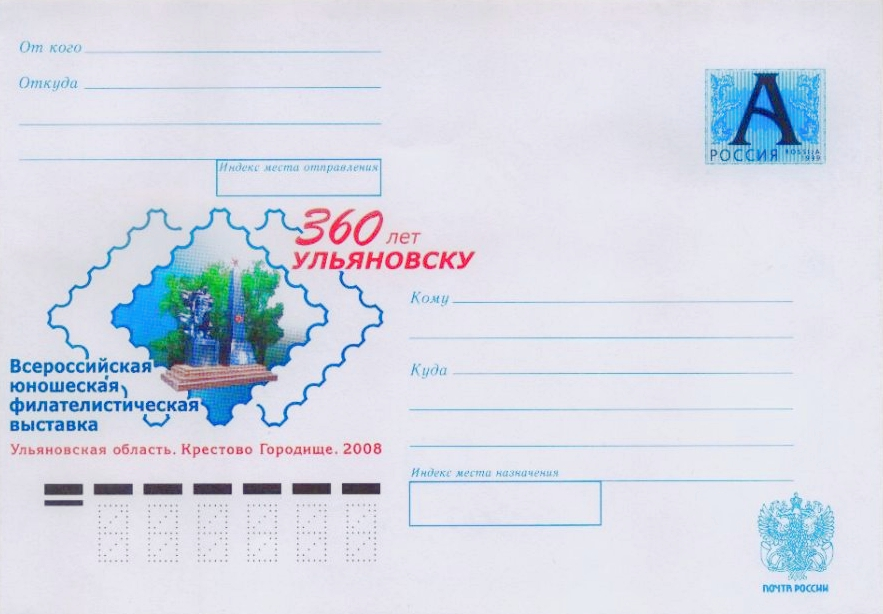
ХМК РФ 2008 г. 360 лет Ульяновску. Всероссийская юношеская филателистическая выставка, с. Крестово-Городище.